# Ottomaanse Rijk
Het Ottomaanse of Osmaanse Rijk (Osmaans: دَوْلَتِ عَلِيّهٔ عُثمَانِیّه, Devlet-i 'Aliyye-i Osmaniyye, Turks: Osmanlı İmparatorluğu) was een islamitisch rijk dat bestond van 1299 tot 1922. Het was gesticht door de Oğuzturken onder Osman I, de stamvader van de Ottomaanse dynastie en naamgever van dit rijk. Het kan beschouwd worden als de opvolger van het Seltsjoekse sultanaat Rûm. Het Ottomaanse Rijk was een wereldrijk dat bij de grootste uitbreiding een enorm gebied in Noord-Afrika, Azië en Europa besloeg.

## Pre-Ottomaanse periode
De komst van Turkse stammen uit Centraal-Azië naar het Midden-Oosten voltrok zich in twee grote migratiegolven. Tijdens de eerste golf aan het einde van de tiende eeuw stak een groot deel van de Turkse Oghuznomaden de rivier de Oxus over en trok verder tot Khorasan (in het huidige Iran) en Azerbeidzjan. Onderweg naar het westen bekeerde een groot deel van deze Oghuzstammen zich tot de islam. Vanuit Khorasan bouwden deze Turkse nomaden in de elfde eeuw het grote Seltsjoekenrijk op. De Seltsjoeken brachten nieuwe politieke stabiliteit in de verdeelde middeleeuwse moslimwereld en beheersten een uitgestrekt gebied van de Hindoekoesj tot in Anatolië. De Seltsjoeken raakten in conflict met het Byzantijnse Rijk. Met de Slag bij Manzikert begon in 1071 een reeks Byzantijns-Seltsjoekse oorlogen. Na de verovering en plundering van de hoofdstad Constantinopel door de Vierde Kruistocht was het Byzantijnse Rijk in de 13e eeuw niet langer in staat heel Anatolië te verdedigen. Dit opende de weg voor de Turkse volkeren om zich in Anatolië te vestigen. Het rijk van de Seltsjoeken viel in de twaalfde eeuw uiteen in vele kleinere staten.

## Opkomst (1302–1453)

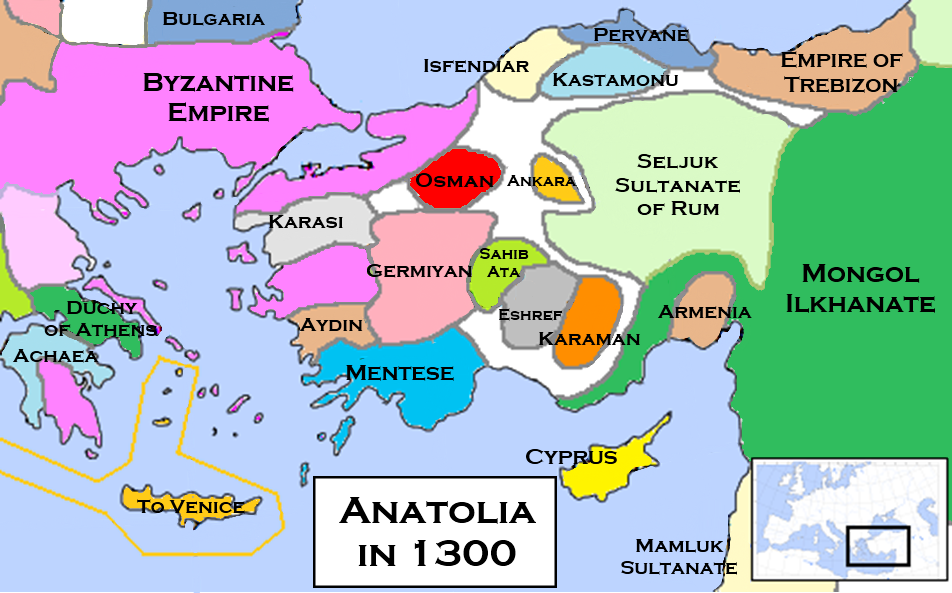
Turkse vorstendommen in Anatolië rond het ontstaan van de Ottomaanse dynastie (1300)

Met de neergang van het sultanaat van Rûm (rond 1300) ontstond in Anatolië een groot aantal kleine onafhankelijke staten, de zogenaamde Ghazi-emiraten of beiliks. Het Byzantijnse Rijk was inmiddels ernstig verzwakt en had het grootste gedeelte van Anatolië verloren aan tien verschillende Ghaziprinsdommen. Een prinsdom in het noordwesten van Anatolië werd vanaf circa 1280 geleid door Osman I, zoon van Ertuğrul. Osman Beg was met zijn onmiddellijke voorouders naar Anatolië gekomen tijdens de tweede grote Turkse migratiegolf in de vroege dertiende eeuw, onder druk van de veroveringstochten van de Mongolen onder leiding van Dzjengis Khan. Oorspronkelijk behoorden de Osmanen ook tot de Oğuzen. Osman Beg verplaatste zijn hoofdstad van Söğüt naar Bursa.

#### Osman Gazi (1299-1325)

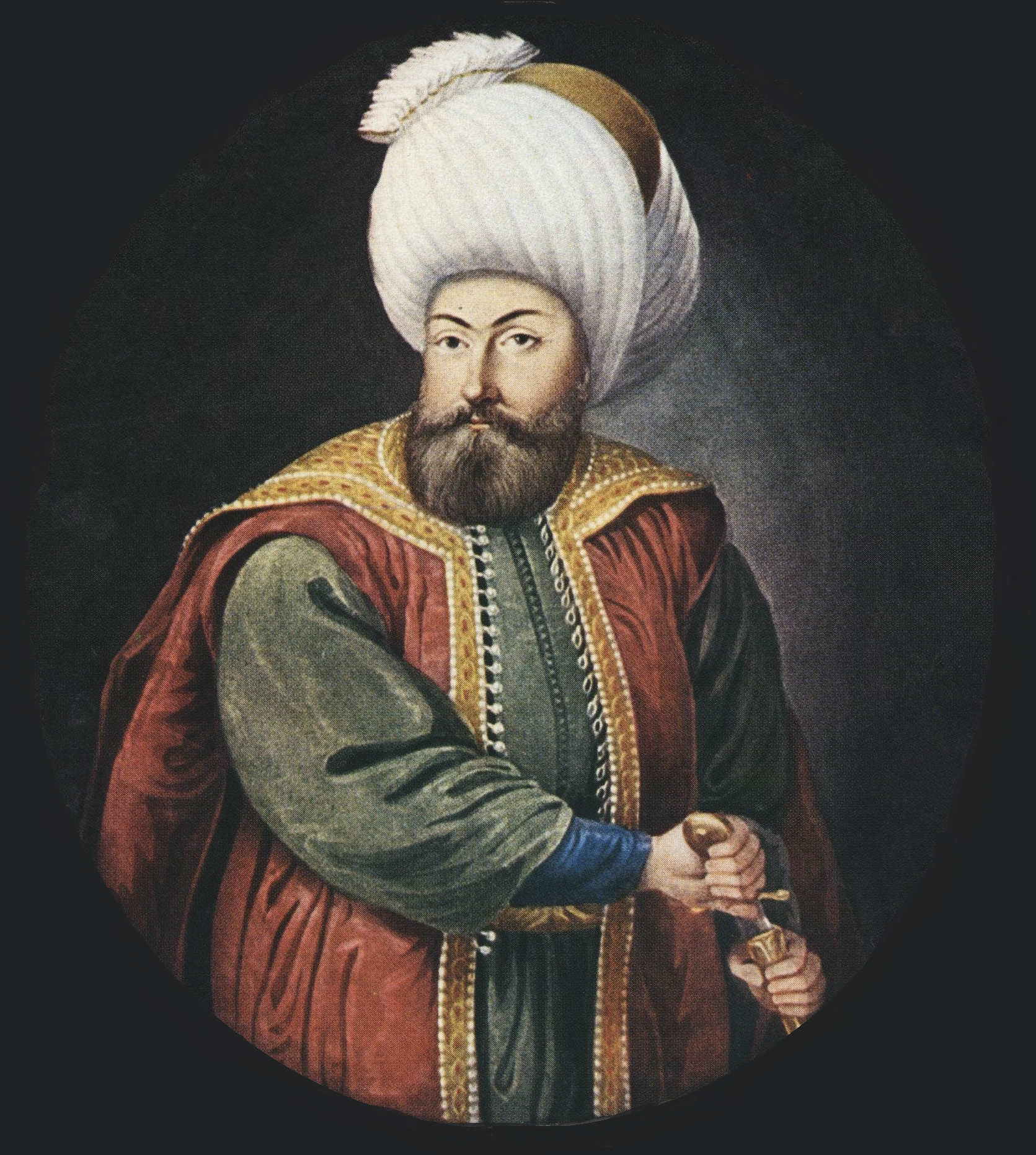
Osman Gazi

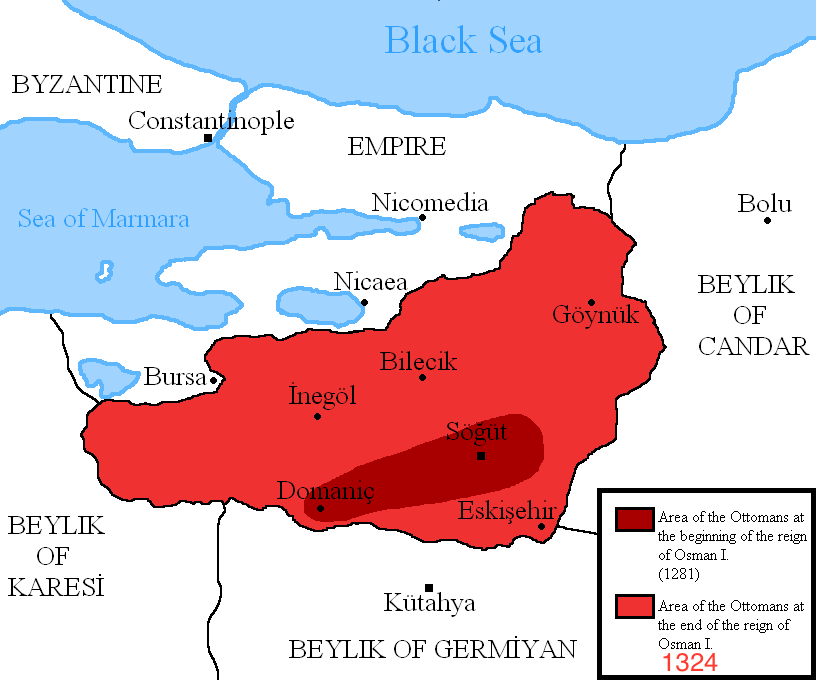
Het rijk aan het eind van de periode van Osman Gazi

De migratie van de Turkse nomaden naar westelijk Anatolië, op de vlucht voor de Mongoolse invallen, was een belangrijke factor in de Ottomaanse staatsvorming. Volgens de Ottomaanse kronieken verzamelde zich in het grensgebied van Söğüt een groep van Turkse nomadische krijgers, de alps, onder leiding van Osman Gazi. Zij namen deel aan de veroveringen, en in ruil daarvoor ontvingen ze een apanage (yurtluk). De alps waren ervaren krijgers en aanvoerders die de migrerende Turkmeense nomadische krijgers (garibs = 'have-nots') in de grensregio wisten te mobiliseren voor gaza-expedities. De Gaza-ideologie betekende voor de vroeg-Osmanen 'uitbreiding van de islam en bescherming van zijn poorten'. Osman Gazi groeide uit tot de primus inter pares. Met de overwinning op een Byzantijns leger in 1302 in de Slag bij Bapheus slaagde hij erin om een onafhankelijke politieke eenheid te creëren. Hiermee kreeg Osman een grote reputatie als Gazikrijger en groeide hij uit tot een charismatische leider die steeds meer volgelingen aantrok. Osman Gazi bracht meerdere gemeenschappen van Turkmeense nomadische krijgers en van ex-Byzantijnse gouverneurs, zoals onder anderen Köse Mihal ('baardeloze Michael; ), onder zijn vaandel samen.
Naast veroveringen ging Osman allianties aan met de naburige Byzantijnse gouverneurs om zijn invloedssfeer uit te breiden. Hij verenigde de afzonderlijke rijkjes en bouwde nieuwe netwerken op via handelsbetrekkingen en strategische huwelijken. Osman trouwde met de dochter van Sheik Edebali, een van de meest invloedrijke religieuze leiders in Bithynië, die Osmans spirituele gids en adviseur werd.
Al in de jaren 1320 bereikte Osmans politieke onderneming een complexe militaire en bestuurlijke structuur. Er werden munten geslagen, ambten toegekend aan trouwe bevelhebbers, en (religieuze) waqfinstellingen ontvingen financiële steun. Osman maakte gebruik van voormalige Seltsjoekse schrijvers die in het Perzisch schreven en in 1350 een Perzisch en Arabisch ambtelijk vocabulaire vertaalden naar het Turks. De vroeg-Ottomaanse staat had dan ook veel kenmerken die overeenkwamen met de Perzisch-islamitische en Centraal-Aziatische bestuursopvattingen.

#### Orhan Gazi (1324-1362)

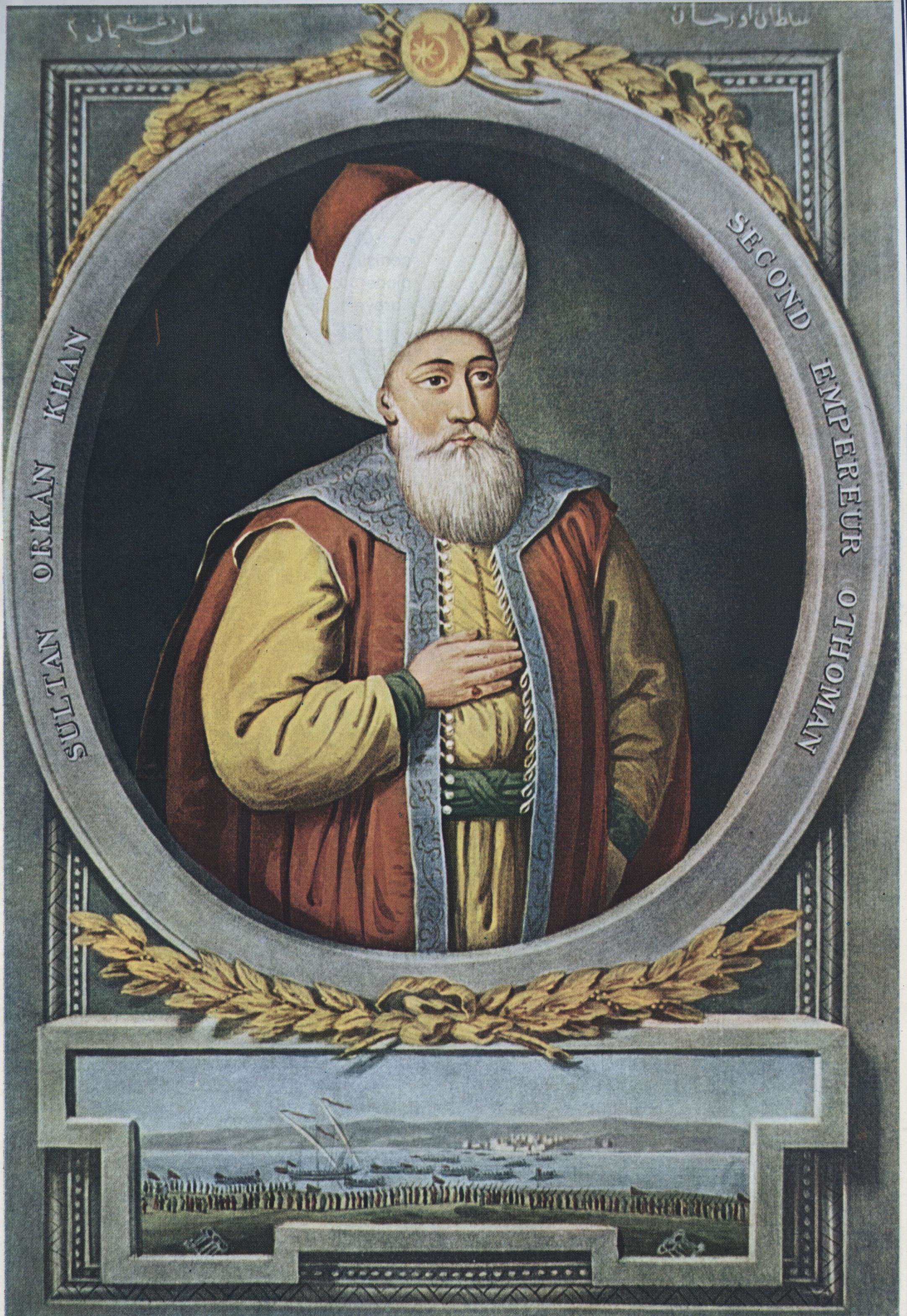
Portret van Orhan I, negentiende eeuw, schilderij door Konstantin Kapıdağlı

Gebiedsontwikkeling Ottomaanse Rijk

Osmans zoon Orhan I (1324-1362) volgde hem zonder strijd of twist op. De Osmanen verdeelden dus niet het rijk onder de verschillende erfgenamen, zoals de andere prinsdommen dat wel deden volgens Turks-Mongools gebruik. Een apanage werd gezien als een prinselijk leengoed. Wanneer een van de kroonprinsen de hoofdstad bereikte om zijn vader op te volgen, werden de anderen onterfd of geëlimineerd. Hoewel in de volgende generaties veel strijd tussen de kroonprinsen heeft plaatsgevonden, hebben de Osmanen staatsmacht nooit gedeeld met andere erfgenamen. Zo'n deling zou mogelijk de politieke eenheid hebben bedreigd, en dat werd als onwenselijk beschouwd. De Ottomaanse praktijk van opvolging culmineerde uiteindelijk in de wetgeving op broedermoord door sultan Mehmet II (1451-1481). Deze was bedoeld om elke mogelijkheid tot fragmentatie te voorkomen en om de centrale staatsmacht te consolideren. In de praktijk was het gebruikelijk dat iedere troonopvolger al zijn broers en meestal ook zijn neven liet vermoorden.
De Ottomaanse staatsvorming verliep trager dan de opkomende Anatolische Turkse staten om hen heen en de snelle opkomst van het Seltsjoekenrijk. Aan het begin van de veertiende eeuw waren andere Anatolische Turkse staten zoals die van Menteşe, Germiyan of Karaman machtiger dan de Osmanen. Hun gedecentraliseerde bestuur en leiderschap gaf echter veel problemen. Ze slaagden er niet in om de ambities van hun eigen commandanten in toom te houden. Dezen creëerden onafhankelijke politieke entiteiten voor zichzelf. Een aantal commandanten van het Huis van Germiyan veroverde de Egeïsche kust en riepen hier de onafhankelijkheid uit, in plaats van trouw te blijven aan de Germiyaniden. Op deze manier kwamen de staten van Karasi, Saruhan, Menteşe en Aydın tot stand.
De Osmanen trokken lessen uit deze versnippering in de naburige beiliks. Zij voorkwamen uitbreiding van gedecentraliseerde eenheden door strikt toezicht op hun legeraanvoerders uit te oefenen. Eerder dan de andere beiliks, waren ze in staat om de onafhankelijke gazikrijgers om te vormen tot een staand leger.
Orhan Gazi nam drie grote Byzantijnse steden in: Bursa (1326), Iznik (1331) en Izmit (1337). In 1336 liet Orhan Gazi zilveren munten slaan en verklaarde zich onafhankelijk. In de jaren 1340 wist Orhan Gazi de controle over de lange kustlijn en de kleine vloot van het rivaliserende Turkse prinsdom van Karasi te verwerven. Hij bereikte zo het strategisch belangrijke schiereiland aan de overkant van de Bosporus in Gallipoli wat de oversteek naar de Balkan (Rumeli) vergemakkelijkte. Orhan Gazi vormde met de Byzantijnse troonpretendent Kantekouzenos een alliantie en huwde met zijn dochter prinses Theodora. Hij hielp Kantekouzenos op de Byzantijnse troon en verleende hem later ook militaire steun tegen de invasie van de Servische koning Stefan Uroš IV Dušan. In 1352 versloeg Orhans zoon Süleyman Paşa als bondgenoot van de Byzantijnen het Servische leger in Thracië. Hetzelfde jaar vormde Orhan Gazi ook een alliantie met Genua, dat verwikkeld was in een oorlog met Venetië over de controle over de handelsroute in de Zwarte Zee. Vanaf 1354 verwierven de Osmanen een permanente vestigingsplaats in de Balkan en in 1361 werd daar Edirne veroverd, dat de nieuwe hoofdstad werd. De vestiging van de Ottomaanse bases in Zuidoost-Europa was een van de militaire verworvenheden van Orhans bestuur.

#### Sultan Murat I (1362-1389)Hüdavendigar

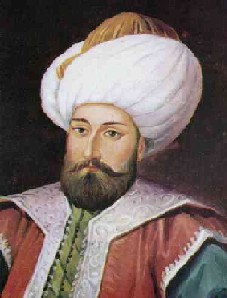
Portret van sultan Murat I door Kapidagli Kostantin

In deze periode breidden de Ottomaanse territoria zich uit over het oostelijke gebied van de Middellandse Zee en de Balkan. De belangrijke stad Thessaloniki werd in 1387 veroverd op de Republiek Venetië en de overwinning in de slag op het Merelveld in 1389 maakte een eind aan de Servische macht in de regio. Daarmee was de weg vrij voor verdere expansie in Europa. Bij de slag op het Merelveld kwam sultan Murat I om het leven. Gedurende het bestuur van Murat I (1362-1389) werden de fundamenten van de centrale staat gelegd. Murat I bouwde een gecentraliseerde en geïnstitutionaliseerde staat vergelijkbaar met sommige staten in West-Europa in de vijftiende eeuw. Het Ottomaanse islamitische keizerlijke Rijk, met een sultan en bureaucratie, een staand leger, provinciale cavalerie en met gazikrijgers aan de grenzen begon zich te vormen. De Osmanen begonnen ook de politieke macht in het centrum te bundelen en creëerden hiervoor het eerste staande leger in het moderne Europa. De bekendste subeenheid van het Kapıkululeger waren de befaamde Yeniçeriler (janitsaren) of de 'nieuwe soldaten'. Het betrof gedwongen rekrutering van jongens uit – vrijwel altijd – christelijke gezinnen uit met name de Balkan onder het regime van wat aangeduid wordt als devşirme. Elke provincie moest een bepaald quotum jongens van 12 tot 16 jaar oud leveren. De jongens werden afgesneden van hun ouders, regionale, culturele en religieuze achtergrond. De bedoeling was dat zij geen andere loyaliteit zouden kennen dan die aan de Ottomaanse staat en de sultan.
Naarmate het Ottomaanse Rijk zich verder ontwikkelde, veranderde ook het concept van de staat. De bestuurlijke en rechterlijke taken werden uitgevoerd door de oelema (religieuze geleerden) die vanuit de centra van de moslimwereld kwamen. Murat rekruteerde zijn bestuurders uit de voormalige Seltsjoekse centra in Anatolië, Iran en Egypte. De eerste viziers waren bureaucraten van de oelema die de klassieke concepten van staatsbestuur, afkomstig uit het Nabije Oosten, vestigden in dit nieuwe en snel groeiende rijk van de Osmanen.
In 1385 kwamen de Ottomanen voor het eerst Albanië binnen op uitnodiging van de Albanese prins Karl Thopia. De reden van deze uitnodiging was om een alliantie te vormen tussen de Ottomanen en de Albanezen om de Balsha-dynastie, heersers van Zeta, te verslaan bij de Slag bij Savra. De Ottomanen hadden enige invloed in sommige Albanese gebieden na deze gewonnen veldslag, maar hadden geen directe heerschappij over Albanië. Hoewel de Ottomanen de heerschappij over alle Albanese wel bleven claimen, werd het grootste gedeelte van Albanië nog altijd geregeerd door middeleeuwse Albanese adellijke families.

#### SultanYıldırım(Bliksemslag) Bayezid I (1389-1402)

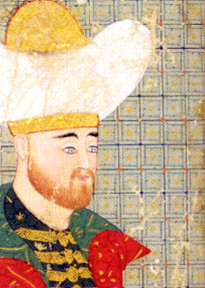
Sultan Yıldırım Bayezid I.

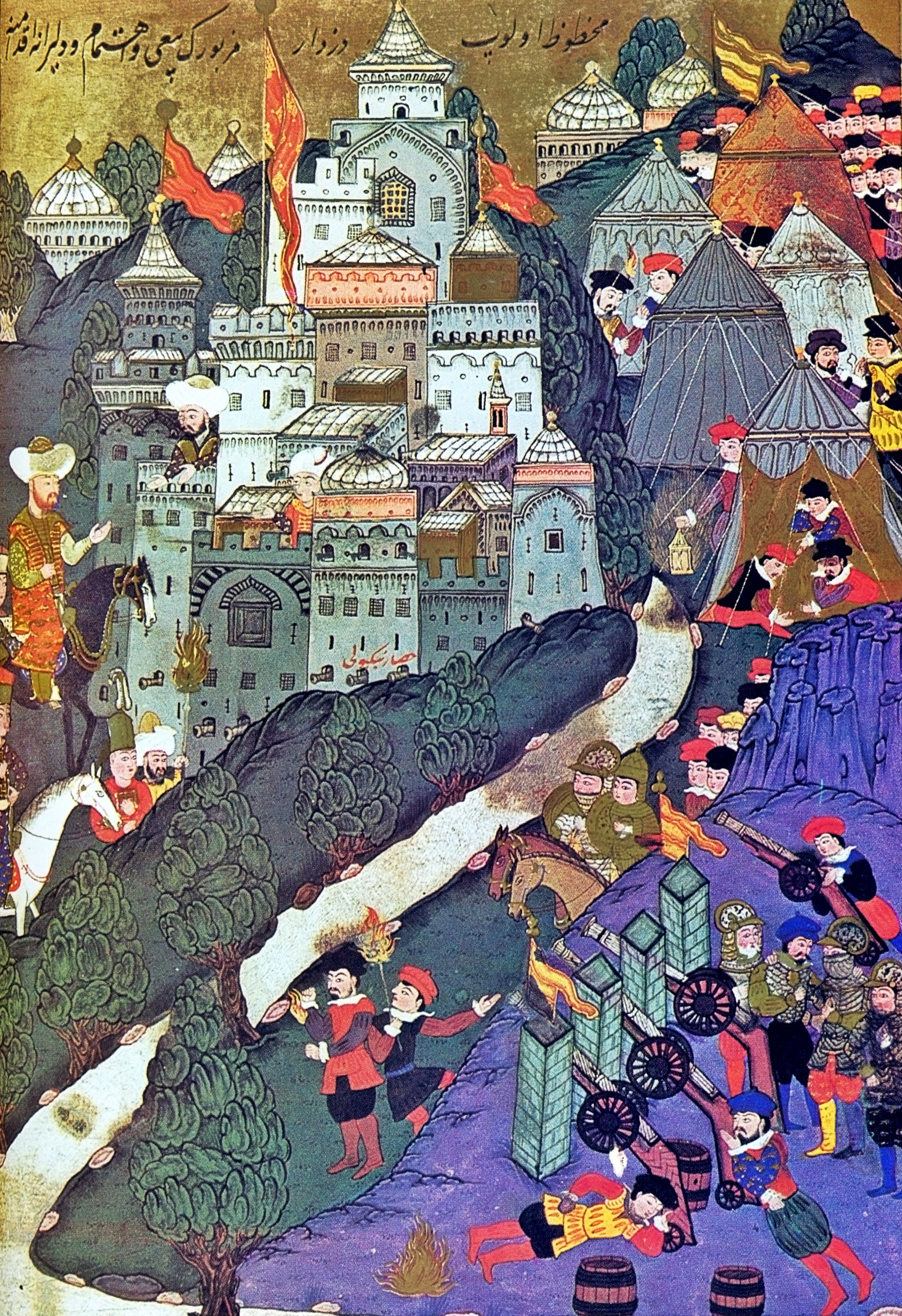
Slag bij Nicopolis, 1396. Bayezid I bij het kasteel van Nicopolis, belegerd door de kruisvaarders.

In 1389 volgde Bayezid I zijn vader op. In Anatolië onderwierp Bayezid de Turkse vorstendommen en bracht ze onder direct bestuur van de gecentraliseerde staat via zijn bureaucraten van de kapıkulu (dienstplichtige dienaren van de dynastie). Maar de gebeurtenissen in Europa dwongen Bayezid om naar het westen terug te keren.
Na de dood van de Servische heerser Lazar in Kosovo in 1389 weigerden zijn vazallen Vuk Branković en Stracimirovich het gezag van Lazars weduwe Milica te erkennen. Deze opvolgingsstrijd leidde tot de betrokkenheid van de Hongaarse koning Sigismund. Nadat Sigismund Servië was binnengevallen, kwam Bayezid naar Europa om de Hongaarse ambities in Servië in te dammen. Bayezid huwde met zijn dochter Olivera. Daarna zette Bayezid de zoon van Lazar, Stephan, op de Servische kroon als Ottomaanse vazal.
In 1394 nodigde sultan Bayezid I de Byzantijnse keizer Manuel II en de Ottomaanse christelijke vazallen in de Balkan uit voor een bijeenkomst in Serres. Het belang van Bayezid was een alliantie van de Byzantijnen met Venetië te voorkomen. Wederzijds wantrouwen tussen Manuel II en Bayezid leidde echter tot een breuk in de relaties. Daarop beval Bayezid de belegering en blokkade van Constantinopel die tot 1402 zou duren.
Bayezid leidde verder een expeditie tegen de Hongaren en Walachije en onderwierp woiwode Mircea I van Walachije in 1395. Bayezid stak daarna de Donau over en veroverde het kasteel van Nicopolis, dat een van de belangrijkste passages over de Donau controleerde. De Bulgaarse koning Ivan Shishman werd daar gevangengenomen en geëxecuteerd. Het gebied van het Koninkrijk Bulgarije werd een Ottomaanse provincie.
De snelle uitbreidingen van Bayezid I in de Balkan veroorzaakten onrust in Europa. Het koninkrijk Hongarije had nu een grens met het rijk en vreesde vanuit het zuiden aangevallen te worden. De Republiek Genua en die van Venetië zagen gevaren voor hun positie op de Balkan. Het was met name koning Sigismund die pleitte voor een gezamenlijk Europees militair optreden tegen de Ottomanen. Hun verzoek en de aanhoudende Byzantijnse steunaanvragen kregen aandacht van enkele West-Europese landen.
Er werd uiteindelijk een coalitie gevormd die voor het grootste deel bestond uit Franse troepen en met name uit het Hertogdom Bourgondië, aangevuld met troepen uit Engeland, Italië, Rhodos, Spanje, Schotland, Hongarije, Walachije en Polen. Die ondernamen wat wel de kruistocht van Nicopolis wordt genoemd. Het was de laatste kruistocht van enige omvang in de Middeleeuwen.
In de buurt van Nicopolis werd dit leger door Bayezid in 1396 een verpletterende nederlaag toegebracht. Deze overwinning bevestigde de Ottomaanse aanwezigheid in de Balkan, leidde tot een grote shock in Europa en bezorgde Bayezid grote faam in de moslimwereld. Hij kreeg van de kalief in Caïro de titel van Sultan al-Rum (Sultan van de Romeinse landen). In 1400 regeerde Bayezid al over een rijk dat zich van de Donau tot de Eufraat uitstrekte. De Ottomaanse steden Edirne en Bursa waren uitgegroeid tot rijke centra van de internationale handel. Via Antalya kwam de handelsroute uit Indië en Arabië, in Amasya en Tokat passeerde die de Iraanse zijderoute. Verder zorgden de zout- en metaalmijnen in de Balkan en de aluinhandel met West-Europa voor grote inkomsten.

#### Interregnum (1402-1413)

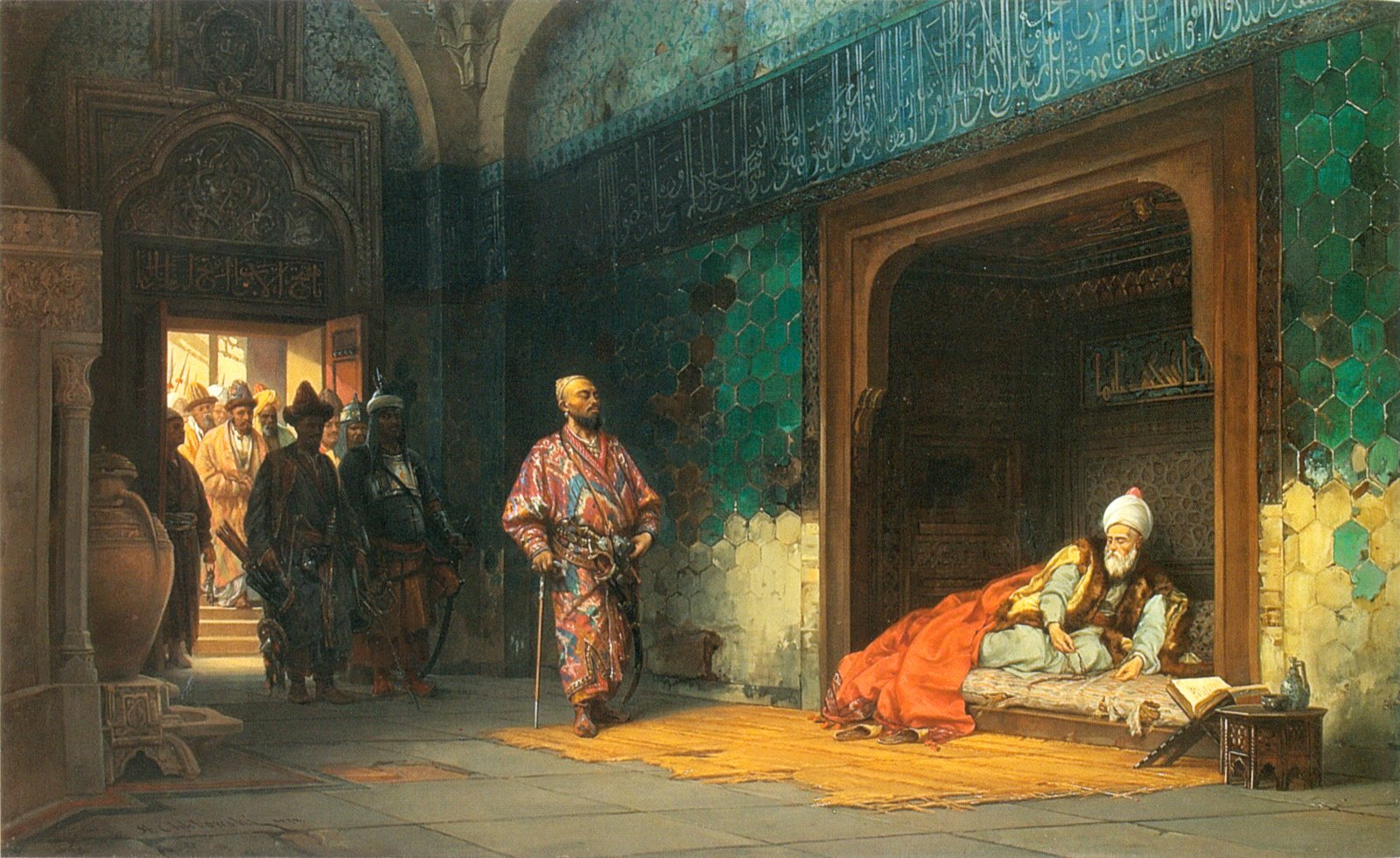
Sultan Bayezid in gevangenschap onder Timoer, Stanisław Chlebowski (1878)

De bestuurlijke hervormingen van Bayezid I kregen echter ook kritiek. In de nieuwe grensgebieden in de Balkan ontstond een interne oppositie van de Turkse gazibeis. De snelle expansie in Anatolië bracht Bayezid in conflict met Timoer Lenk en met de Mammelukken in Egypte. Timoer, de Turkse vorst van Transoxanië, viel Anatolië binnen en bracht in 1402 het prille Ottomaanse sultanaat in de slag bij Ankara een bijna fatale klap toe. Bayezid werd gevangengenomen en overleed tijdens de gevangenschap. Timoer Lenk verdeelde de kernlanden van het Ottomaanse Rijk onder Bayezids zonen, wat een burgeroorlog, het Ottomaanse Interregnum veroorzaakte, die tot 1413 zou duren.

#### ÇelebiMehmet I (1413-1421)

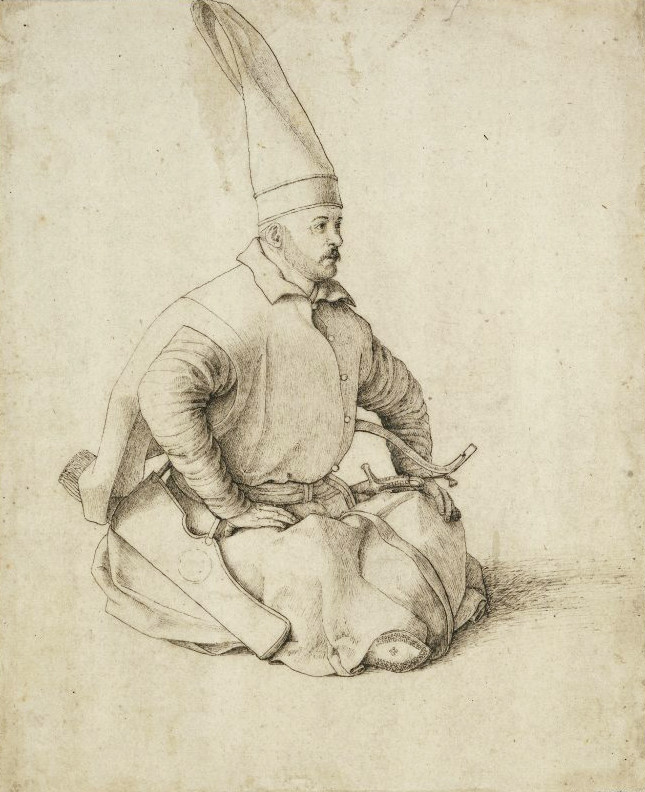
Janitsaar door Gentile Bellini rond 1480

In 1413 wist Mehmet I de orde te herstellen en de Ottomaanse gebieden weer te herenigen. Daarin kreeg hij de belangrijke steun van het bureaucratische apparaat van sultan Bayezid I. De invloedrijke Turkse aristocratie en de "gazibeis" in de grensgebieden die hun privileges niet wilden verliezen, waren tegen de gecentraliseerde regering van de Osmanen gekant. De lokale christelijke vorsten in de Balkan bevonden zich in een gelijkaardige positie. Al deze groepen steunden de troonpretendenten en speelden een belangrijke rol in de langdurige burgeroorlog. Uiteindelijk behaalde Çelebi Mehmet I de overwinning op zijn rivalen doordat het janitsarenkorps, de infanteriesoldaten in dienst van de dynastie, zijn kant kozen. Even belangrijk was echter dat hij de instemming van de oelema en de gazi's wist te winnen. De privileges van de Turkse aristocratie zouden pas na de verovering van Istanboel beperkt worden door het centralistische beleid van sultan Mehmet II (1451-1481).

#### Gazi Sultan Murat II (1421-1451)

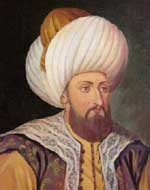
Murat II

De zwakheid van de centrale regering bleek toen de jonge sultan Murat II (1421-1451) de troon besteeg. Tot 1430 heeft hij meerdere opstanden van troonpretendenten moeten weerstaan, waarbij de steun van de gazibeis cruciaal was voor succes. Ook de Turkse staatjes in Anatolië erkenden zijn gezag niet. Nadat de interne restauratie was voltooid, richtte Murat II zich op de Turkse staatjes. Hij onderwierp deze en verplichtte hen om de afgenomen territoria terug te geven. Na deze chaotische periode voerde Murat een verzoenend beleid met de Turkse vorsten in Anatolië, de Balkanstaten en met de Byzantijnen. Hij wilde de status quo handhaven. Murat was een sultan die graag dronk, zich had omringd met muzikanten, dichters en kunstenaars en die geboeid was door het mystieke soefisme. Militair capabele viziers als Şihabeddin Paşa zorgden er echter voor dat Murats regering cruciale militaire successen kende.
Murat richtte zich op de Balkan en heroverde in 1430 Thessaloniki op Venetië. Om de Hongaarse controle op Servië te verzwakken en de Venetiaanse claims in Albanië te counteren, wilde hij het gebied ten zuiden van de Donau controleren. Murat was vooral bezorgd door het commerciële overwicht van de Venetianen in het Middellandse Zeegebied. Hij voerde een expansiebeleid om de Venetiaanse commerciële hegemonie te verminderen, zodat de Osmanen de controle over de Levantijnse handelsroutes konden overnemen.
Hij stimuleerde verder het traditionele bondgenootschap met Genua, de aartsrivaal van Venetië. De controle over Servië breidde Murat uit door zijn huwelijk met de dochter van Đurađ Branković, die zijn vazal werd. De grootste dreiging op de Balkan kwam echter van de Hongaren, die in de periode 1441-1442 enige militaire successen hadden geboekt. Murat wist de Hongaarse dreiging af te weren en hij sloot in 1444 een vredesverdrag met hen in Edirne. Hetzelfde jaar sloot hij ook een vredesverdrag af met de Karamaniden, een rivaliserend Turks vorstendom in Anatolië. Oorlogsmoe en in de overtuiging dat hij de vrede aan de oostelijke en westelijke grenzen van het rijk had verzekerd, deed sultan Murat II in 1444 troonsafstand ten gunste van zijn twaalfjarige zoon Mehmet II. Hij trok zich terug naar Manisa in Anatolië.

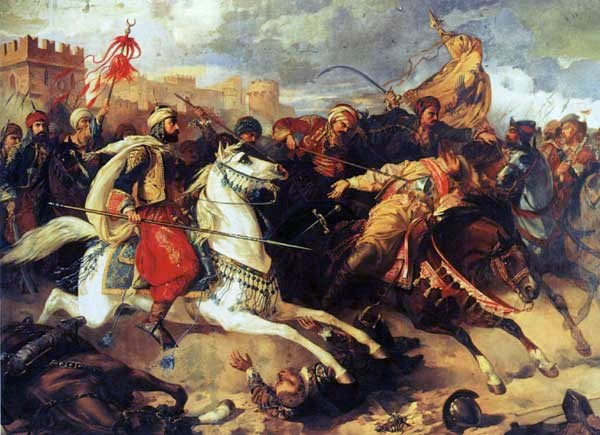
De slag bij Varna door Stanisław Chlebowski

Daarna verbraken de Hongaren het vredesakkoord. Ook de lokale dynastieën in de Balkan namen de wapens op tegen de Osmanen. De jonge sultan Mehmet II kon de situatie niet aan. Bovendien raakte hij verstrikt in een conflict tussen de grootvizier Çandarlı Halil Paşa en zijn mentor, lala Zağanos Paşa. Ondanks de blokkade van de Bosporus door de Venetianen, stak Murat met het leger de Bosporus over, onder dekking van een spervuur van de Genuese vloot. Op 10 november 1444 vond de Slag bij Varna plaats, die eindigde met de dood van de Pools-Hongaarse koning Wladislaus van Varna en de nederlaag van zijn leger. Samen met een tweede overwinning in de tweede Slag van Kosovo in 1448 vormde dit de basis voor het Ottomaanse machtsoverwicht op de Balkan in de volgende vier eeuwen. Ze brachten de verovering van Constantinopel, de hoofdstad van het Byzantijnse Rijk, ook dichterbij.

### Albanese rebellie tegen het Ottomaanse Rijk

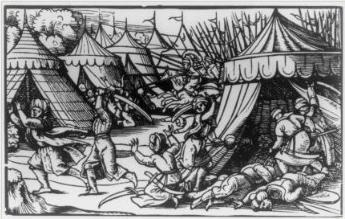
Slag om Albulena (1457)

In 1431 begonnen Albanese vorsten een rebellie tegen de Ottomaanse Sanjak in Centraal Albanië. Deze werd geleid door Gjergj Arianiti en Gjon Kastrioti. Dit was het begin van een 47 jaar durende oorlog tussen de Ottomanen en Albanezen. In 1444 verenigden de Albanese vorsten zich door de Liga van Lezhë op te richten. Onder aanvoering van Gjergj Kastrioti Skanderbeg wonnen de Albanezen meer dan twintig veldslagen tegen de Ottomanen. Na de dood van Skanderbeg in 1468 werd de Albanese tegenstand minder en zouden de Ottomanen Albanië in 1479 veroveren.

### Kenmerken van het bestuur in het vroege Ottomaanse Rijk

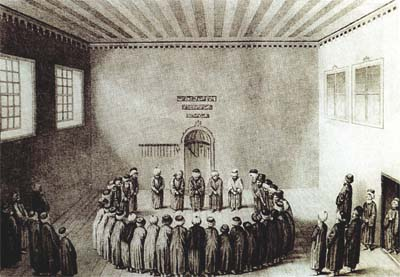
Soefi's komen bijeen voor zikr

De Ottomaanse staat bouwde in de organisatie van zijn burgerlijke, militaire en juridische instellingen voort op de eerdere Turkse en islamitische politieke cultuur, met name op de bestuurlijke ervaring en kennis die was geaccumuleerd door de staten van de Seltsjoeken, de Ilkhaniden en de Mammelukken.
De migratie van de Turken naar westelijk Anatolië, op de vlucht voor de Mongoolse invallen, was een belangrijke factor in de Ottomaanse staatsvorming. De Mongoolse invasies hadden niet enkel de nomaden, maar ook de stedelijke Turkse bevolkingsgroepen uit Centraal-Azië ontworteld, die zich in Anatolische steden en dorpen kwamen vestigen. De Osmanen konden dus al van bij het begin steunen op een verstedelijkte Turkse bevolking. Hoewel verschillende prinsdommen controle over al deze groepen wilden krijgen, was het emiraat van Osman het meest bevoordeeld door zijn strategische ligging.
De sociale fundamenten van de Ottomaanse bestuurlijke praktijken lagen in de stedelijke gildes; de akhiorganisaties in Anatolië in de dertiende en de veertiende eeuw. Deze akhi's waren van oorsprong Turkse sociale en economische organisaties die waren samengevloeid met de vroegislamitische futuwwabeweging. Futuwwa refereerde aan een canon van ethische principes voor de soefi’s om spirituele perfectie te bereiken. De term akhi betekent in het Turkse ‘gul, edelmoedig’, en in het Arabisch ‘broeder'. De akhi's brachten de ambachten en de handelaars in de steden samen in gildecorporaties. Binnen dit sociaal systeem waren de vroege Osmanen uiteraard sterk gelieerd met deze akhi's in de steden. Want de akhiorganisatie, die als doel de instandhouding van de sociale en economische activiteiten had, droeg bij tot de verankering van een politieke autoriteit die dat op grotere schaal kon waarborgen.

## Het Ottomaanse Rijk als wereldmacht, 1453–1683

Het beleg van Constantinopel

Met de verovering van Constantinopel in 1453 en de val van het Oost-Romeinse of Byzantijnse Rijk, kwam het Ottomaanse Rijk in een nieuwe fase. Latere militaire expedities leidden tot de annexatie van Servië en de Peloponnesos in 1459, Bosnië en Herzegovina in 1464, Euboea in 1470 en het noorden van Albanië in 1479. Het zuidelijk deel van de Krim werd geannexeerd in 1475 en het kanaat van de Krim werd een Ottomaanse vazalstaat. Dit veroverde gebied zou samen met Anatolië tot in de negentiende eeuw het kerngebied van het Ottomaanse Rijk blijven. Pogingen tot de inname van Belgrado in 1456 en Rhodos in 1480 hadden geen succes.
Gedurende het bewind van sultan Mehmet II (1451-1481) werd de Ottomaanse staat omgevormd tot een gecentraliseerd rijk. De Ottomanen gebruikten niet de term "rijk" maar noemden het de Sublieme Staat, Devlet-i Aliyye.
De nieuwe hoofdstad Istanboel werd opnieuw bevolkt met Armeense, Joodse en Griekse bevolkingsgroepen. Mehmet II handhaafde de privileges van de Italiaanse stadstaten. De bevolking van Istanboel was voor de verovering in 1453 omstreeks 40.000 personen. Omstreeks 1480 was dat al 75.000 en in het midden van de zestiende eeuw 400.000. De centralisatie bereikte een hoogtepunt tijdens het bestuur van sultan Süleyman I (1520-1566).

### Factoren voor de verovering van de Balkan

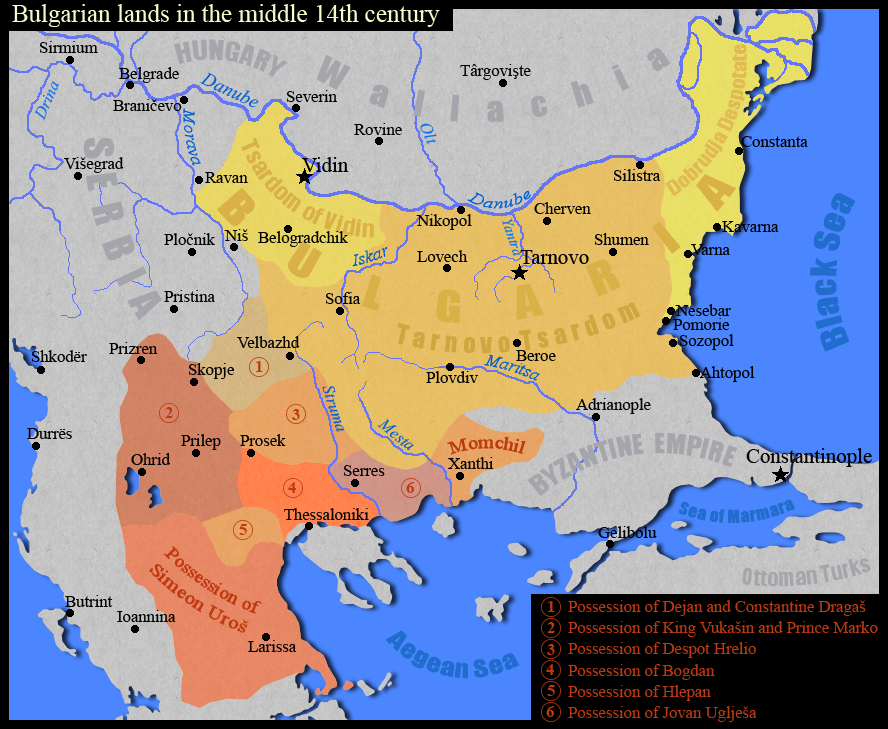
Politieke versplintering in een deel van de Balkan vlak voor de Ottomaanse verovering.

Er waren een aantal factoren die bijdroegen aan de verovering van de Balkan. Dit gebied was in de tweede helft van de dertiende en de veertiende eeuw verdeeld in kleine staatjes. De Ottomanen konden de rivaliteit tussen de leiders daarvan aanwenden met het doel hun eigen controle te vergroten. Veel van die staatjes hadden een aristocratie, die zich oriënteerde op West-Europa. In die periode probeerden ook Hongarije en Venetië gebruik te maken van de politieke en staatkundige fragmentatie. Een overheersing van hun zijde zou echter een dominantie van het rooms-katholicisme betekend hebben, een vooruitzicht dat veel verzet opriep bij de orthodoxe bevolking.
Het waren echter vooral de sociale omstandigheden die de opmars van de Ottomanen op de Balkan bevorderden. De politieke versplintering had als resultaat dat er sprake was van toenemende autonomie van grote landeigenaren. Die legden in steeds grotere mate steeds hogere belastingen en grotere arbeidsverplichtingen op aan de boeren. Dat was een tweede reden dat een groot deel van de bevolking niet direct afwijzend stond tegen het nieuwe bewind. De Ottomanen braken met de tendens naar feodaliteit en creëerden een sterk gecentraliseerde machtsstructuur. Land werd weer eerst eigendom van de staat, daarna werd het weer herverdeeld maar de vruchtgebruikers stonden sterk onder staatstoezicht. Onder het nieuwe regime werden feodale verplichtingen voor corvee afgeschaft. Belastingheffing en eventuele uitzonderingen daarop, de status van groepen, individuen en eigendom en gebruik van land werden in wetgeving in de naam van de sultan vastgelegd.

#### Fatih Sultan Mehmed II (1451-1481)

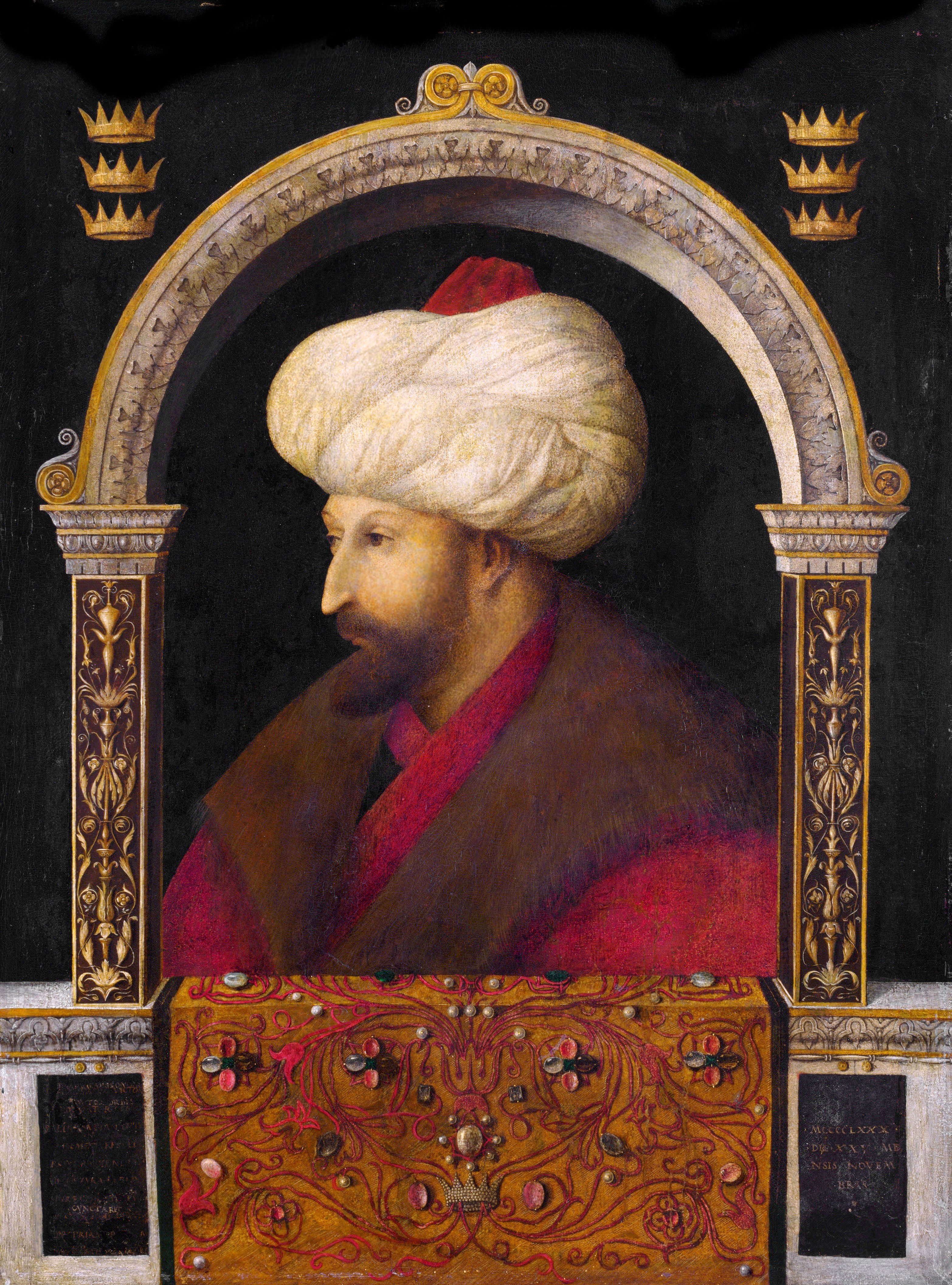
Mehmed II

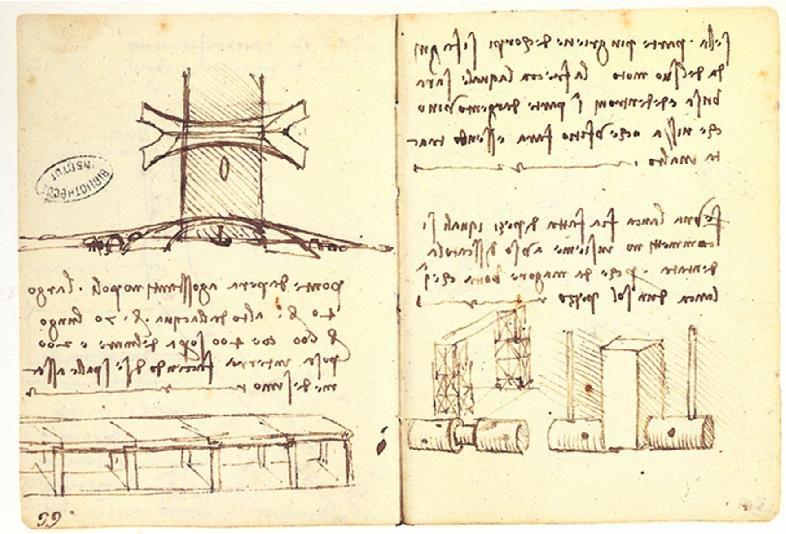
Ontwerp van Leonardo da Vinci voor een brug over de Gouden Hoorn

Mehmet voerde een reeks van wettelijke, bestuurlijke en militaire hervormingen door om een gecentraliseerde staatsstructuur te vormen. Hij slaagde erin om de absolute macht van de sultan te consolideren door het instellen van een centraal bestuur, waarin de bureaucraten en militairen gerekruteerd via het devşirmesysteem de belangrijkste instrumenten van de staat werden. De Ottomaanse staat ontstond uit een vermenging van de nomadisch-Turkse politieke tradities en instellingen, het Perzisch bestuurlijke erfgoed, de islamitische shariawetgeving aangevuld met de vorstelijke wetten (kanuns) en ten slotte enkele Oost-Romeinse praktijken. Het evenwicht tussen de dynastieke en islamitische wetten kon enkel bewaard worden door een sterke, centrale autoriteit, in de persoon van de sultan.
Door de veroveringen werden nieuwe culturen geïncorporeerd. Zo nam Mehmet niet alleen de Turks-Mongoolse Khan van de Twee Continenten en de Twee Zeeën aan, maar voegde hij er Kayser-i Rûm (keizer van Rome) aan toe. Toen hij op 21-jarige leeftijd Istanboel veroverde, sprak Mehmet vloeiend Turks, Perzisch, Arabisch, Hebreeuws, Grieks en Latijn. Mehmet tolereerde de co-existentie van drie religies in Istanboel. De patriarch behield zijn autonomie over de Grieks-orthodoxe gemeenschap van Istanboel. De andere christelijke en Joodse gemeenschappen werden erkend als autonome gemeenschappen.
Sultan Mehmed nodigde bekende geleerden en filosofen uit en liet hen discussies voeren. Sultan Mehmed schreef gedichten onder het pseudoniem 'Avni' (de helper) en liet een dichtbundel na in de klassiek Ottomaanse literaire stijl. Hij bouwde universiteiten (madrassa's) en stimuleerde de ontwikkeling van onderzoek in wiskunde, astronomie, geneeskunde en theologie. Hij liet zich portretteren door de Italiaanse schilder Gentile Bellini in Istanboel. Leonardo da Vinci verzocht sultan Bayezid II (zoon van Mehmed II) om onder zijn patronage te komen en een brug over de Gouden Hoorn te bouwen. Verder bewaarde Mehmed ook een reeks Griekse manuscripten in zijn bibliotheek. Vanwege zijn interesse in de Italiaanse architectuur nodigde hij de ingenieur en architect van Bologna, Aristotele Fioravanti uit. Door kooplieden, kunstenaars en geleerden, zoals Ali Qushji, uit de provincies van het rijk en uit islamitische cultuursteden als Herat, Bagdad en Samarkand aan te trekken ontwikkelde Istanboel zich tot een ware metropool.

#### Sultan Bayezid II (1481-1512)

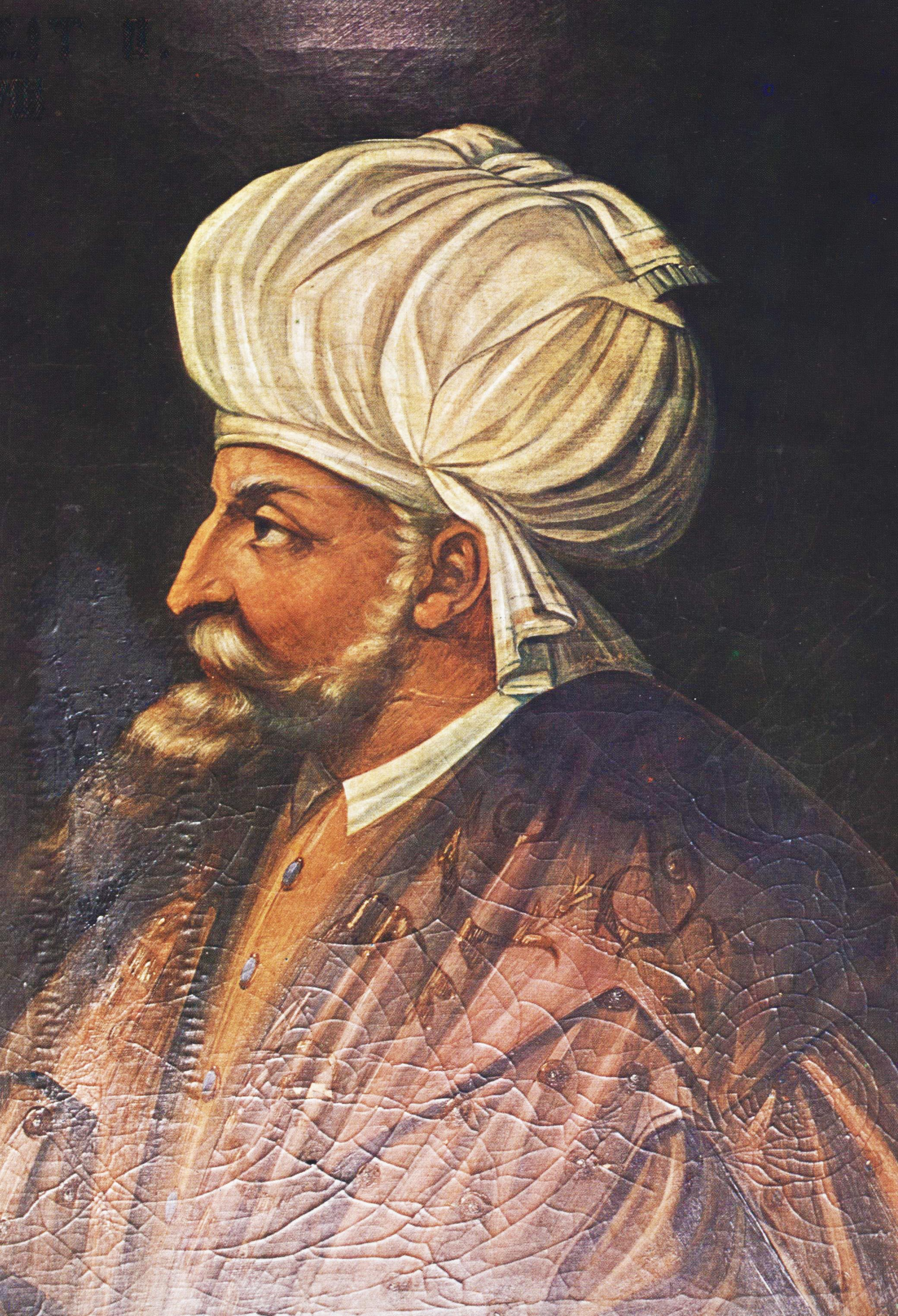
Bayezid II

Na het plotselinge overlijden van sultan Mehmet II ontstond een opstand van de janitsaren en een opvolgingsstrijd tussen zijn zonen Cem (Djem) en Bayezid II. Cem werd beschouwd als de opvolger en voortzetter van het beleid van zijn vader. Maar er was grote ontevredenheid over sultan Mehmets centralistische beleid. Mehmets inspanningen om de centrale staat te verankeren en de zware financiële lasten van de vele militaire expedities leidden tot onvrede bij de verschillende bevolkingsgroepen. Een aanzienlijk deel van de bevolking had geleden onder het fiscale regime van Mehmet II. Daar kwam nog een verborgen oppositie bij binnen de elite, bestaande uit aristocraten die hun status hadden verloren en die zich bedreigd voelden door bureaucraten die op meer macht hoopten. Al deze onvrede leidde tot steun voor Bayezid II, en de ontevredenen vonden bondgenoten onder de janitsaren.
Grootvizier Karamani Mehmet Paşa schoof Cem naar voren als de nieuwe sultan, maar de janitsaren grepen in: ze zetten de grootvizier af en haalden Bayezid naar Istanboel om de troon te bestijgen. Cem kwam in opstand tegen zijn broer maar werd definitief verslagen met de cruciale steun van Gedik Ahmet Paşa. Cem zocht zijn toevlucht bij de hospitaalridders van Rodos. Hij beloofde de Orde een zeer gunstig verdrag voor hun steun bij zijn streven om sultan te worden. Bayezid bood echter nog betere condities aan. Hij betaalde de Orde een bedrag van 45.000 goudstukken per jaar, formeel voor Cems verblijfskosten maar feitelijk om hem daar gevangen te houden. Uiteindelijk zou hij dertien jaar op diverse plaatsen in gevangenschap worden gehouden. Ten slotte kwam hij in Rome terecht, waar hij de gevangene werd van paus Innocentius III. Zijn opvolger, paus Alexander VI uit het Huis Borgia, zond een pauselijke gezant naar het hof in Istanboel, een uniek gezantschap, en wist de jaarlijkse betaling in zijn voordeel om te zetten alsmede een belofte los te krijgen van nog eens 300.000 dukaten voor het geval Cem zou overlijden. In 1495 wist de Franse koning Karel VIII Rome in te nemen en nam hij Cem mee op zijn veldtocht naar Napels. Daar werd de kandidaat-sultan vermoord, vermoedelijk in opdracht van paus Alexander VI.

### Yavuz Sultan Selim I (1512-1520)

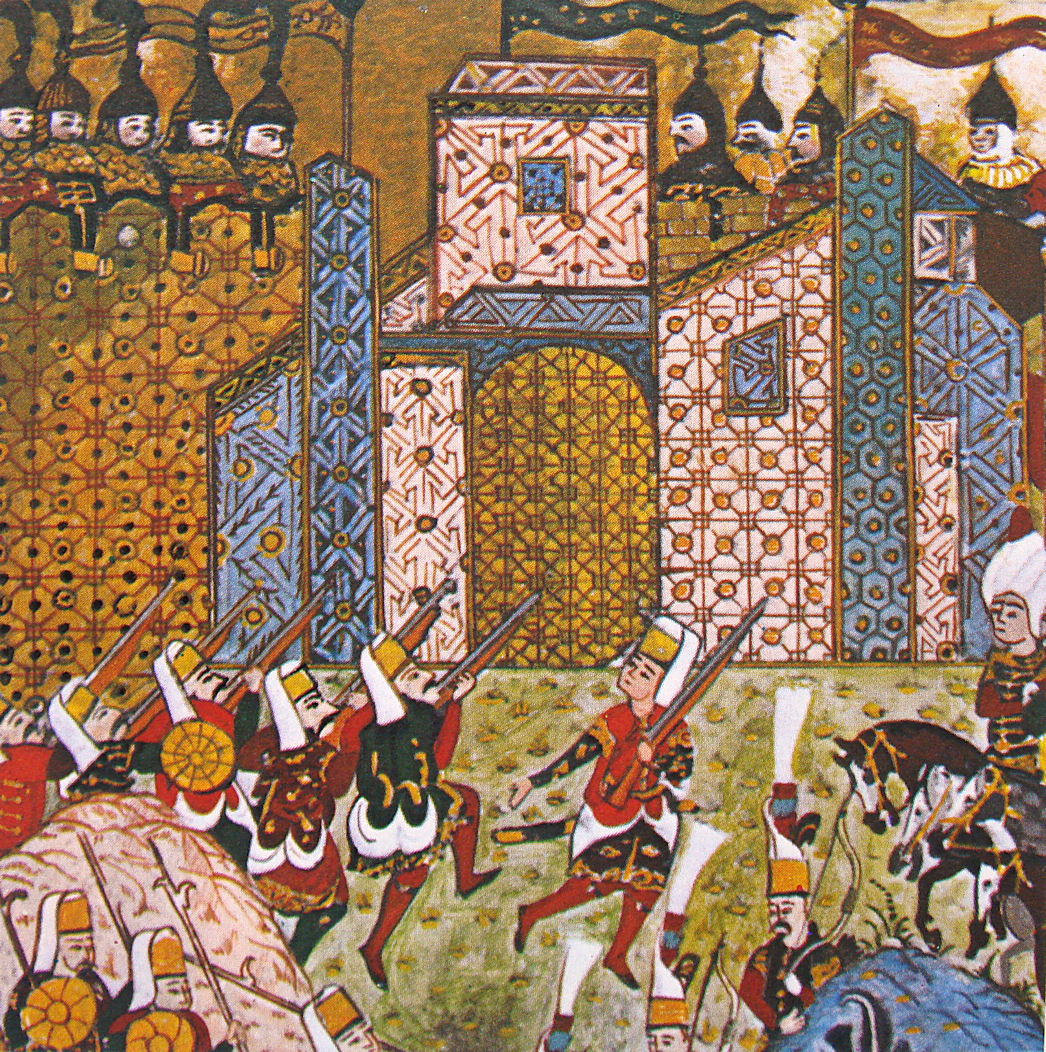
De verovering van Rodos in 1522.

De veroveringen van sultan Mehmet II brachten het rijk in conflict met christelijke en islamitische mogendheden: Hongarije, Spanje en het Heilige Roomse Rijk in het noorden en westen, Perzië in het oosten, en de Mammelukken in Egypte. Sultan Selim I wist de laatste twee na een bliksemveldtocht van slechts enkele jaren te verslaan. In 1514 werd sjah Ismail I in de Slag bij Chaldiran verslagen, wat de Ottomaanse macht in Oost-Anatolië en het noorden van Mesopotamië bevestigde. Daarbij sloot Selim I een alliantie met de Koerdische stammen in de regio. In 1516 veroverde sultan Selim I Syrië en Palestina, in 1517 de rest van Mammelukkenrijk in Egypte.
Door de verovering van het Mammelukkenrijk werd de samenstelling en het karakter van de Ottomaanse staat sterk veranderd. Tot 1517 was het een regionale macht aan de grenzen van de moslimwereld, hoewel met een aanzienlijk prestige. Na de verovering van Egypte, Syrië en in 1533 Irak bestuurde de Ottomaanse regering niet alleen een groot aantal niet-islamitische inwoners, maar controleerde het de kernlanden van de moslimwereld. Dit gaf de Osmanen een sterkere positie tegenover zowel het Habsburgse rijk als de Safawiden in Perzië en versterkte hun legitimatie binnen de moslimwereld. De Ottomaanse sultans waren voortaan ook de Beschermers van de heilige steden (Mekka, Medina en Jeruzalem) en van de bedevaart naar deze plaatsen. Ook werd het kalifaat door de emir van Mekka aan Yavuz Sultan Selim gegeven. Yavuz Sultan Selim noemde zich echter 'dienaar van de heilige steden van Mekka en Medina' – Khadimü’l-Harameyn – in plaats van de gebruikelijke titel te gebruiken.
Om de Ottomaanse dynastieke legitimatie verder te ondersteunen ten opzichte van de moslimwereld eigende Selim zich de titel Khadimü’l-Harameyn toe. Een belangrijk kenmerk van de Ottomaanse sultan was zijn imago als een ideale vorst die de moslimlanden (Darü'l-islam) beschermde en er nieuwe gebieden aan toevoegde.

#### Kanuni Sultan Süleyman I (1520-1566)

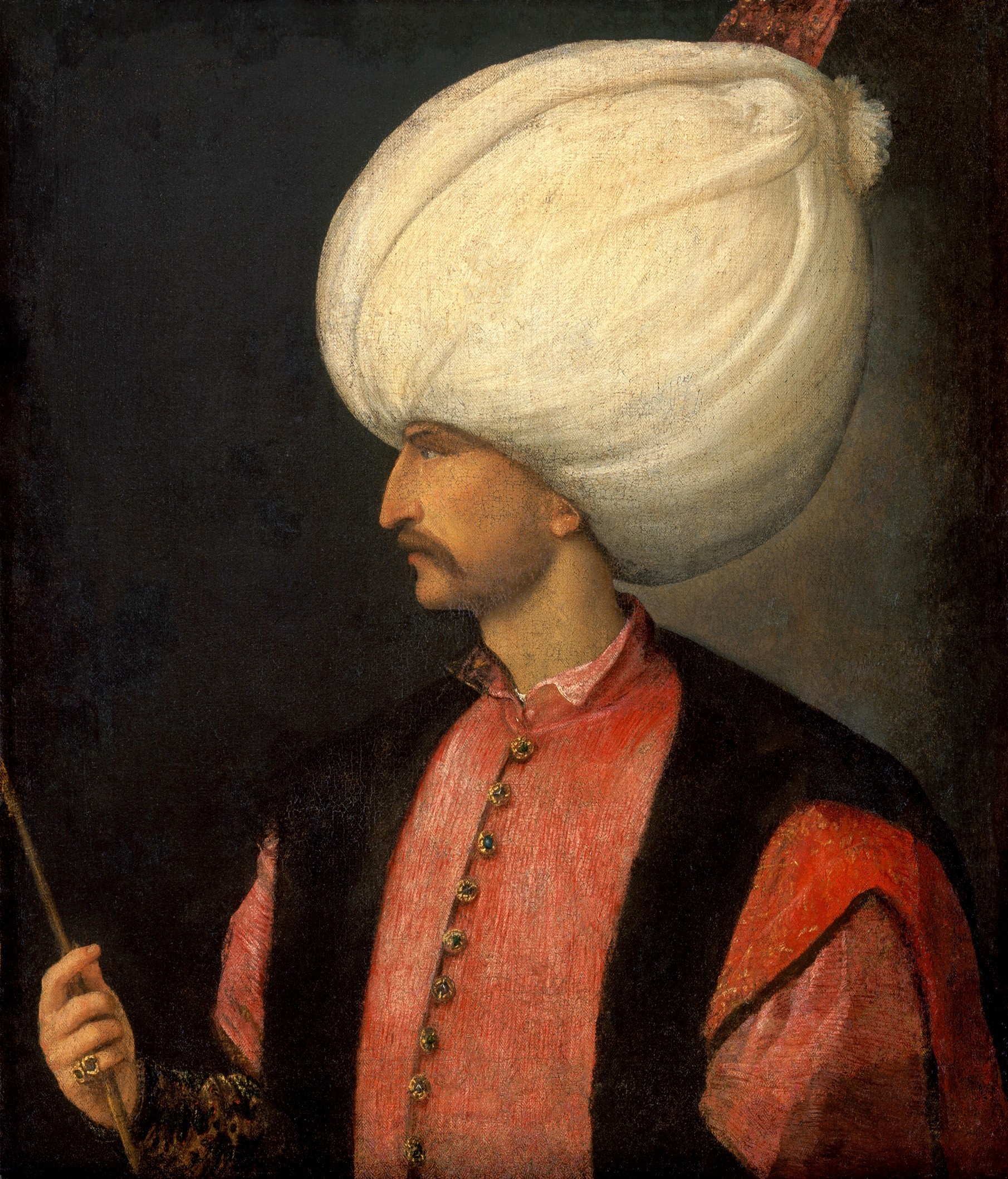
Sultan Süleyman I

De zestiende eeuw werd gekenmerkt door de strijd om politieke hegemonie tussen de Ottomaanse sultan Süleyman I en zijn tijdgenoot, de Habsburgse koning Karel V. De Osmanen hadden de twee rivalen in de moslimwereld, de Safaviden in Perzië geneutraliseerd en het Mammeluk sultanaat van Egypte en Syrië veroverd.
Tijdens het bewind van sultan Süleyman I (1520-1566) kreeg het Ottomaanse Rijk zijn grootste uitbreiding. Ook het Ottomaanse wettelijke en bestuurlijke systeem kwam dan tot volle ontplooiing. Süleyman was de tiende en langst regerende sultan van de Ottomaanse dynastie. In het Westen is hij bekend als Süleyman de Prachtlievende. Hij was een van de machtigste vorsten in Europa van de zestiende eeuw. Hij leidde persoonlijk de Ottomaanse legers en veroverde belangrijke christelijke bolwerken zoals Belgrado, Rodos, bracht een einde aan het koninkrijk Hongarije in de Slag bij Mohács in 1526 en belegerde Wenen in 1529.
De Slag bij Mohács kan als een hoogtepunt van de Ottomaanse veroveringen in Europa worden gezien. In het oosten versloeg hij in 1534 de Safawiden in Mesopotamië en veroverde Bagdad. Grote delen van Noord-Afrika, zoals Algiers (1516), Tunis (1534) en Tripoli (1551) kwamen onder Ottomaanse controle. De Ottomaanse vloot onder leiding van admiraal Hayreddin 'Barbarossa' Pasha domineerde het oostelijk deel van de Middellandse Zee tot de Rode Zee en de Perzische Golf.
Sultan Süleyman sloot in 1543 een alliantie met Frans I, koning van Frankrijk, tegen de gemeenschappelijke vijand, Karel V, de Habsburgse keizer. De Fransen zochten Ottomaanse hulp in hun machtsstrijd in Europa tegen hun Habsburgse rivalen. Op verzoek van Frans I belegerde in 1543 de Ottomaanse vloot onder bevel van Hayreddin Pasha Nice, dat in Spaanse handen was gevallen. Hierna overwinterde de Ottomaanse vloot in de Franse kuststad Toulon.

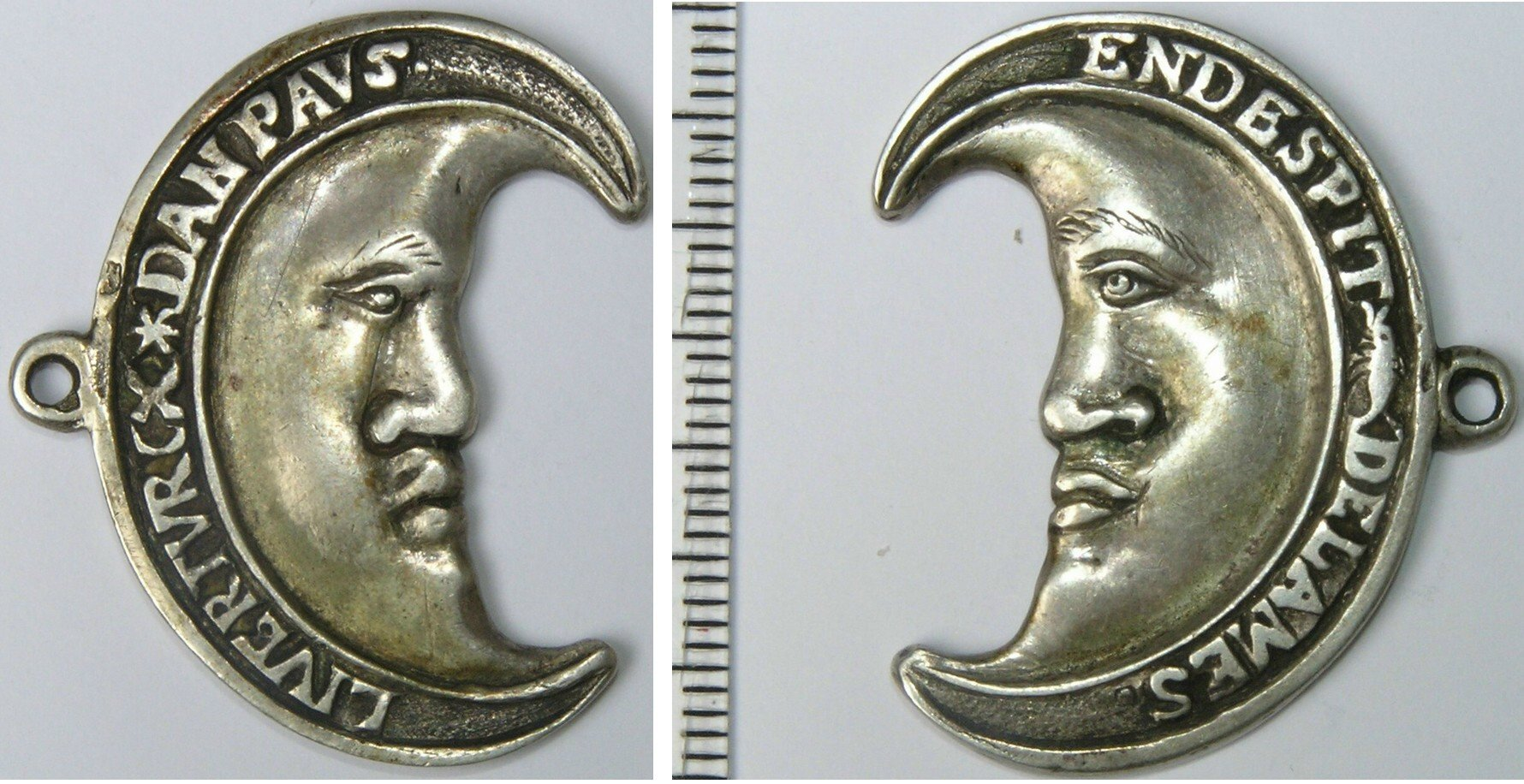
Zilveren, gegoten en nabewerkte halve maan geuzenpenning met de leuze “Liever Turks dan paaps” (1570)

Ook in de Nederlanden zocht men toenadering tot het Ottomaanse rijk. In 1568 zond Willem I, Prins van Oranje, een gezant naar het Ottomaanse hof met een verzoek voor financiële en militaire steun van de Ottomaanse staat voor de onafhankelijkheidsoorlog tegen de toen gemeenschappelijke vijand Spanje. Uit die periode stammen ook teksten en geuzenliederen met zinnen als “Liever Turks dan paaps” en “Al is den Turck gheen Christen genaemt, Hy en heeft niemant om tgeloove gebrant.”
De Osmanen waren ook actief in Afrika. In het huidige Ethiopië en Eritrea, stichtten zij de provincie Habeş. De Ottomaanse regering leverde ook steun aan de Oost-Afrikaanse landen langs de kust van de Indische Oceaan. De Osmanen onderhielden relaties met de islamitische staten in Centraal- en Oost-Afrika, zoals de sultanaten van Bornu, Zanzibar en Harar. De Ottomaanse zeevaarder, cartograaf en auteur, Piri Re'îs, tekende al in 1513 een nauwkeurige kaart van de wereld, waarin hij de laatste ontdekkingen in de Nieuwe Wereld ook registreerde. Hij maakte onder andere gebruik van vijf Europese kaarten, waarvan er één getekend was door Columbus.

De slag bij Lepanto

Het beleg van Malta (1565), dat verdedigd werd door de Hospitaalridders, moest na zware strijd door de Ottomanen worden opgegeven. Lange tijd werden de Ottomanen in Europa gezien als bedreiging van het christendom, zodat er diverse militaire coalities tegen werden gesmeed. Spanje, dat in die tijd dankzij de zilver- en goudimport uit Amerika veel te besteden had, speelde hierbij een hoofdrol, zowel uit religieuze als geopolitieke motieven. De rivaliteit ter zee bereikte in 1571 een hoogtepunt in de Slag bij Lepanto, aan de Griekse oostkust. Het was een grote overwinning voor de 'Heilige Liga', maar die viel uiteen zodra de acute dreiging was afgewend. De Ottomanen kregen daardoor nog de kans zich van 'Lepanto' te herstellen.
Doordat de Osmanen het hele oostelijke Middellandse Zeegebied beheersten, beheersten zij een belangrijk deel van de doorvoerhandel tussen Europa en Azië. De Venetiaanse handelaren die via de Levant handel dreven met India en China, konden daardoor hoge prijzen opgelegd worden op handelswaar zoals peper. De specerijen werden letterlijk peperduur. Dit leidde tot het zoeken naar alternatieve routes over zee naar de Indische specerijengebieden. Eerst werd de route rond Kaap de Goede Hoop (1488) ontdekt. Het zoeken naar een alternatieve, westwaartse route naar Oost-Azië leidde tot de ontdekking van Amerika (1492), wat onvermoede kansen voor Europese expansie bood. De handel verschoof daardoor van Venetië en Genua eerst naar Lissabon en later naar Amsterdam en Londen. Het belang van de handel in de Middellandse Zee verdween daarmee niet volledig. Tot eind de achttiende eeuw bleef het een belangrijke rol spelen.

### Het Ottomaanse Rijk en Europa

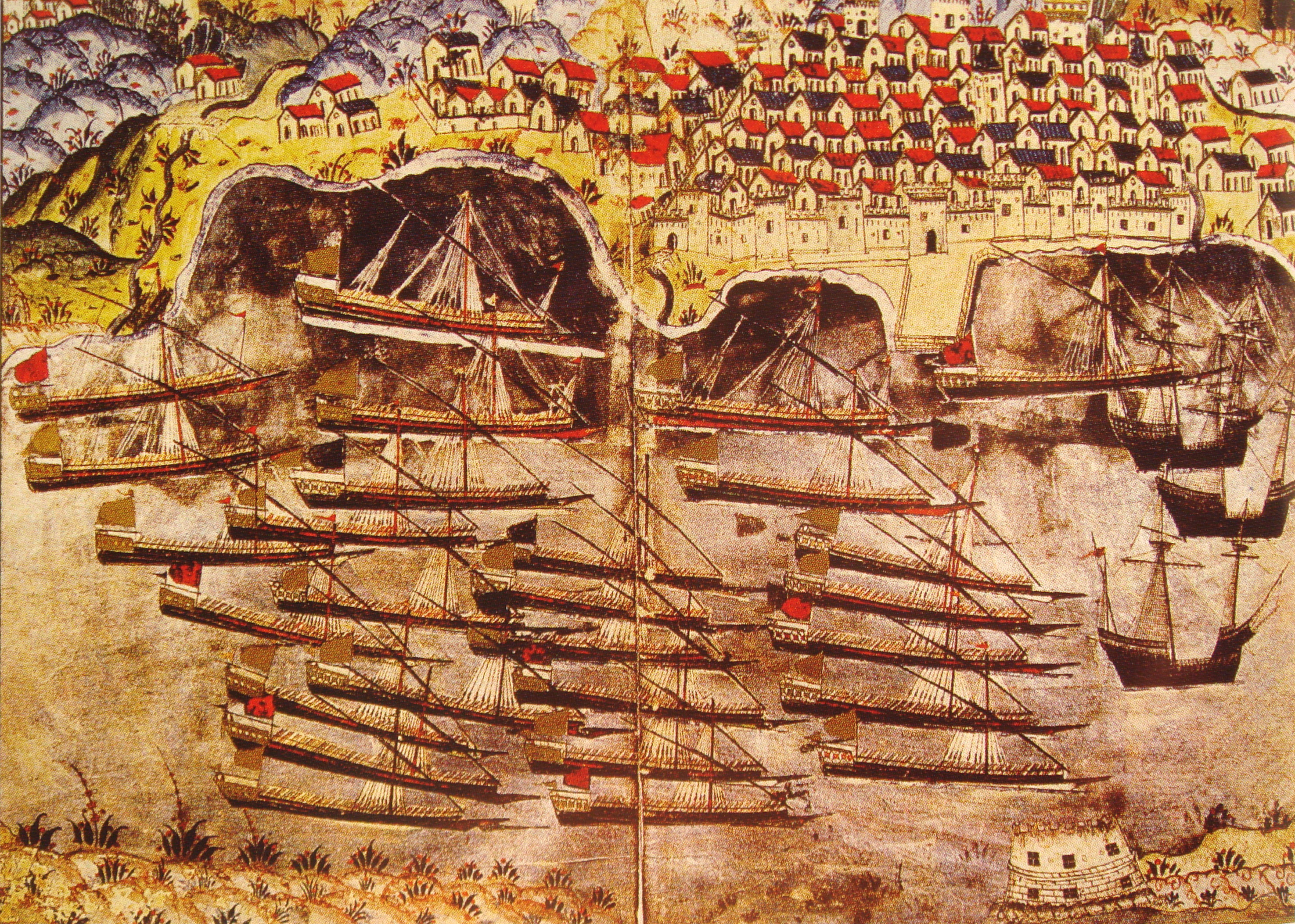
De overwintering van de Ottomaanse vloot in Toulon in 1543 van Matrakçı Nasuh

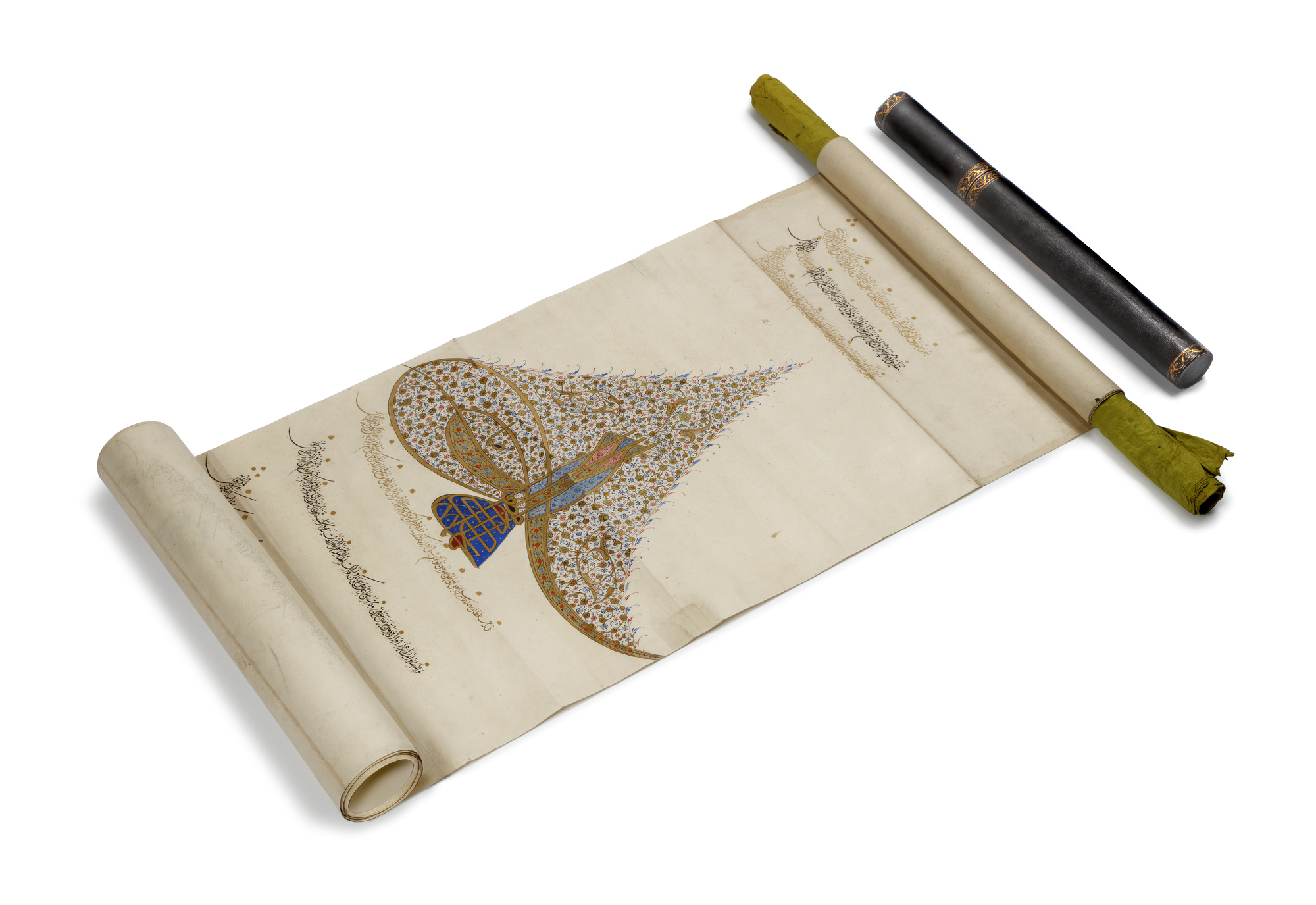
Tughra (gekalligrafeerde initiaal) van sultan Ahmed I onder de Capitulatie met de Republiek

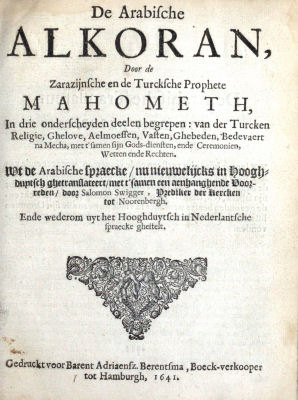
Titelpagina van de eerste Nederlandse vertaling uit 1641 van de Koran

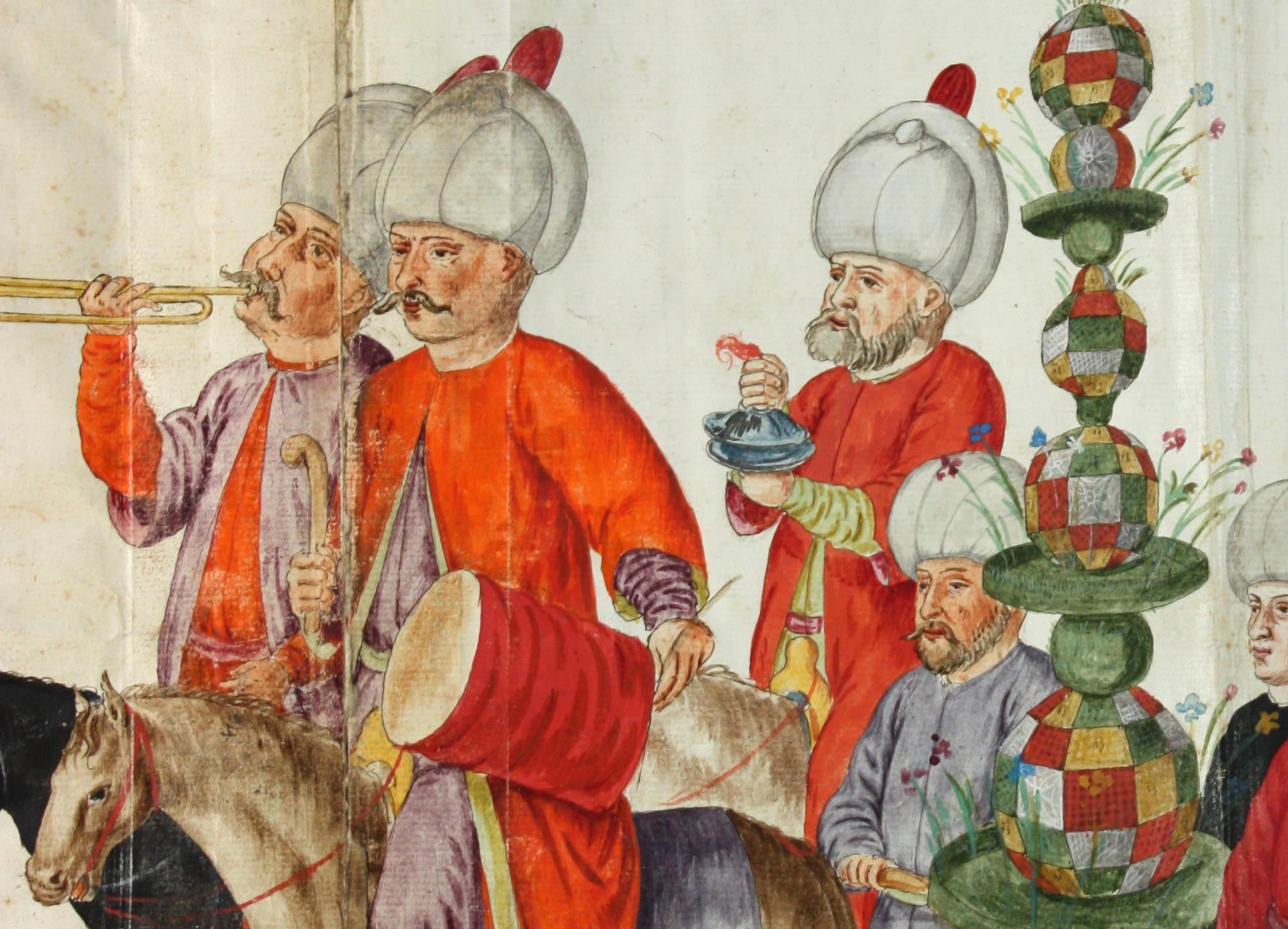
Illustratie uit een kostuumboek van Lambert de Vos

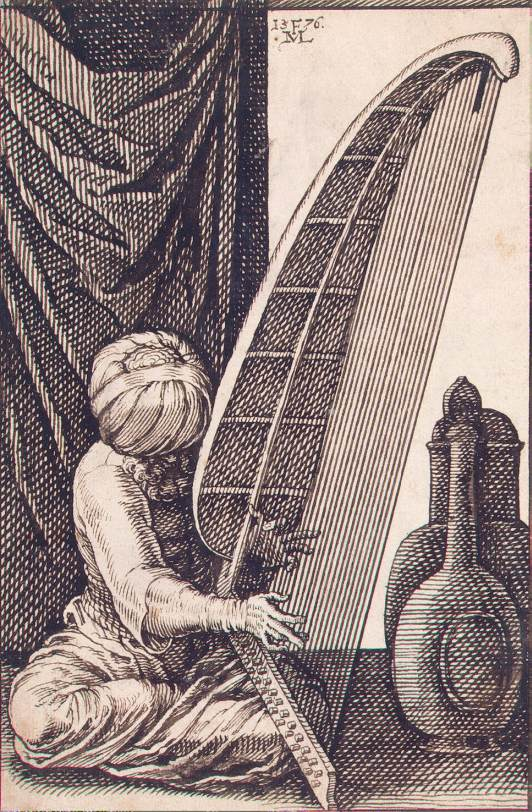
Turkse harpspeler van Melchior Lorck

De overheersing van de Balkan en een deel van de rest van Oost-Europa vormt een belangrijk hoofdstuk in de Europese geschiedenis. Rond 1345 staken zij bij de Dardanellen over naar Europa. Langzaam maar zeker rukten de Ottomanen verder in Europa op. Onder sultan Murat I veroverden zij gebieden in Bulgarije en Servië, waarmee ze een sterke aanwezigheid in Europa kregen. Sofia werd in 1385 veroverd, Thessaloniki in 1387, later werd ook Albanië veroverd. In de vijftiende eeuw werden meer gebieden, onder andere in Servië, veroverd. In 1453 viel de Byzantijnse hoofdstad Constantinopel. Dit werd de nieuwe hoofdstad van het Ottomaanse Rijk. Sultan Mehmet II maakte uitdrukkelijk aanspraak op de titel van Kayser-i Rum caesar en zag Rome als de ultieme bekroning op zijn carrière. Hij wilde het Romeinse Rijk opnieuw tot leven wekken. Zo had het Ottomaanse Rijk in Italië in 1480 voor korte tijd een basis in Otranto.
Het Ottomaanse Rijk was vanaf de vijftiende eeuw een onderdeel van de Middellandse Zeewereld en ook van Europa. Relaties met Europa begonnen eerst met de Italiaanse staten zoals Genua en Venetië en volgden later met de andere Europeanen. Mede door de vele oorlogen was er sprake van wederzijdse technologische, culturele en intellectuele uitwisselingen. Om hun commerciële belangen te garanderen, richtten Venetië en Genua in het Ottomaanse Rijk residerende ambassades op. De Venetiaanse gezanten (bailo) in Istanboel zonden periodieke verslagen (relazioni) naar de doge over de politiek, de samenleving en de intenties van de Ottomaanse vorsten.
De handel met Europese staten werd gereguleerd door zogenaamde capitulaties, die door de sultan werden ondertekend. De inhoud van die documenten verzekerde Europese handelaren onder meer van vrijstelling van lokale belastingen, dienstplicht en vrijwaring van huiszoeking. Het gaf die handelaren – in principe – ook recht op een zekere vorm van exterritorialiteit. De capitulaties hadden een aanzienlijke politieke betekenis, te vergelijken met wat in hedendaagse termen iets van een bevoorrechte handelspartner zou zijn. De tekst was in de vorm van eenzijdige verklaringen en bevelen van de sultan. In de praktijk kon er echter over de tekst onderhandeld worden.
In de latere perioden van het verval van het rijk kon de tekst door buitenlandse ambassadeurs vrijwel gedicteerd worden. Het verlenen van nieuwe capitulaties bleef tot diep in de 19e eeuw gehandhaafd. Het systeem op zich van capitulaties werd pas in 1923 afgeschaft bij het verdrag van de Vrede van Lausanne.  
In 1611 verwierf de Republiek der Zeven Verenigde Nederlanden als derde natie na Frankrijk en Engeland een dergelijke capitulatie. Cornelis Haga werd de eerste ambassadeur van de Republiek in het rijk. Haga nam ook het initiatief, dat leidde tot de oprichting van de Directie van de Levantse handel en de Navigatie op de Middellandse Zee, een college dat tussen 1625 en 1826 voorschriften uitvaardigde voor de Nederlandse koopvaardij naar de Levant en ook toezicht op de handhaving daarvan uitoefende. Ze hief belasting op import en export naar de Levant en bood in ruil daarvoor wapens en bemiddeling, als dat nodig was.
De Ottomaanse opmars werd verbeeld in toneelstukken als Shakespeares Othello, Old Fortunatus van Thomas Dekker en The Jew of Malta en Tamerlane van Christopher Marlowe. Met name dat laatste thema van de gevangenschap van Bayezid door Timoer Lenk was populair.
Vanaf begin zestiende eeuw werd er in Europa veel gepubliceerd over het rijk. Veel van die publicaties hadden het doel om vanuit een anti-islamitische houding een ondersteuning te zijn voor de strijd tegen de Turken. In 1530 publiceerde Erasmus zijn Consultatio de bello Turcico. Het door hem waargenomen zedelijk verval in Europa verbond hij aan de opkomst van de Ottomanen. Het Turkse gevaar kon alleen overwonnen worden door een moreel reveil en als het niet anders kon door gewapende strijd.
De eerste in Europa gedrukte Koran verscheen in 1537/38 in Venetië. Het betrof een uitgave van de Arabische tekst en was bedoeld voor verkoop in het Ottomaanse Rijk maar de gehele oplage werd door de Turkse autoriteiten in beslag genomen en vernietigd. Omdat voor lange tijd geen enkel exemplaar van deze uitgave bekend was schreven latere apocriefe bronnen de vernietiging van de oplage toe aan paus Clemens VII – in 1987 werd alsnog per toeval een exemplaar van deze uitgave teruggevonden. In 1543 wist Theodorus Bibliander, een protestant, toch de Koran te publiceren, gebaseerd op een Latijnse vertaling uit de twaalfde eeuw door Robert van Ketton. De eerste Nederlandse Koranvertaling werd in 1641 uitgegeven door Barent Adriaensz Berentsma en was gebaseerd op de Duitse versie van Salomon Schweigger uit 1616. De eerste West-Europese geschiedschrijving van het rijk was van de Duitser Hans Löwenklau. In 1580 komt zijn Neuwer Muselmanischer Histori uit. De eerste Engelse geschiedschrijving van het rijk was van Richard Knolles in The Generall Historie of the Turkes uit 1603. Ook in dit werk werd het Ottomaanse Rijk als een terror of the world beschreven.
Niet alle beschrijvingen waren echter negatief. Uitgegeven verslagen van vele reizigers in het rijk maken duidelijk dat er ook bewondering was voor de talenten en organisatorische kracht van de Ottomanen.
De Vlaming Ogier Gisleen van Busbeke verbleef als gezant van Ferdinand van Oostenrijk van 1554-1564 aan het hof van Süleyman. Zijn gebundelde brieven werden in 1595 uitgegeven als Turcicae epistolae. Hij beschreef de goede eigenschappen van de Turken om de Europeanen vooral hun eigen gebreken voor te houden. Tijdens zijn periode in Istanboel verkeerde hij in het gezelschap van Melchior Lorck, een van de belangrijkste kunstenaars die het Ottomaanse Rijk bezochten. Lorck maakte een groot aantal tekeningen en gravures van diverse sultans, groeperingen en vele onderwerpen die gerelateerd waren aan de militaire organisatie van het rijk.
Veel diplomaten, kunstenaars (zoals Bellini) en anonieme handelaren die in het Ottomaanse Rijk leefden en werkten hebben ook culturele en artistieke uitwisseling en overdrachten tussen de Ottomaanse en Europese werelden geïnitieerd. De Vlaamse schilder Pieter Coecke van Aelst kwam in 1533 naar Istanboel en maakte aantekeningen voor wandtapijten. Een andere Vlaamse kunstenaar, Lambert de Vos, was in Istanboel van 1572 tot 1574. Hij werkte in opdracht van de Habsburgse ambassadeur Karel Rijm en produceerde een album van Ottomaanse klederdracht.
Ottomaanse legeraanvoerders of diplomaten namen op hun tochten in Europa vaak ook schilders mee. Matrakçı Nasuh schilderde op deze tochten de verschillende Europese staten en steden. Vanaf die periode gingen ook aan Europa gerelateerde onderwerpen een rol spelen in de Ottomaanse schilderkunst. Haydar Reis (Nigari) schilderde de portretten van Karel V en Frans I.

### Het Ottomaanse Rijk en de Arabische wereld

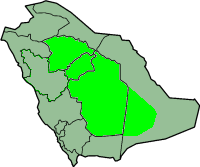
De Nadjd is het gebied in het lichtgroen

Een groot deel van de Arabische wereld werd veroverd door de Ottomanen. Zij hingen zoals hun voorgangers de Seltsjoeken de islam aan, en gebruikten het Arabisch alfabet voor het Turks. De drie heilige steden van de islam, Mekka, Medina en Jeruzalem werden onderdeel van het rijk. De steden werden door plaatselijke hasjemitische sjarifs bestuurd, maar vielen binnen het Ottomaanse Rijk bestuurlijk onder Damascus. Het was dan ook de taak van de gouverneur van Damascus om de jaarlijkse bedevaart naar Mekka in goede banen te leiden. De gouverneurs van Caïro droegen verantwoordelijkheid voor pelgrimstochten vanuit Afrika tot het moment waarop deze Mekka of Medina bereikten.
De feitelijke macht van de Ottomanen op het Arabisch Schiereiland was echter nogal beperkt. Ze beheersten slechts de kusten waarbij hun controle naar het zuiden steeds verder afnam. Feitelijk kwam het neer op een reeks geïsoleerde Ottomaanse garnizoenen in steden, oases en forten, of stammen die slechts nominaal de Ottomaanse suzereiniteit erkenden. In het zuiden werd Jemen praktisch onafhankelijk onder een imam, en in Oman, Hadramaut en aan de zuidoever van de Perzische Golf was Ottomaans gezag feitelijk afwezig. Bemoeienis met het centrale gebied van het schiereiland, de Nadjd ontbrak volledig.

## Samenleving, instituties en economie in de klassieke periode

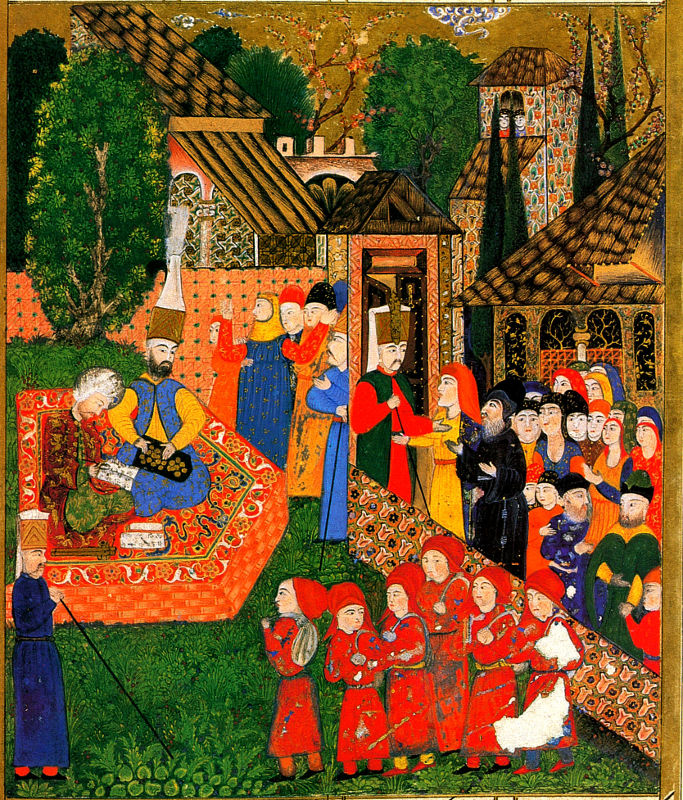
Devşirme: Rekrutering van kinderen in de Balkan

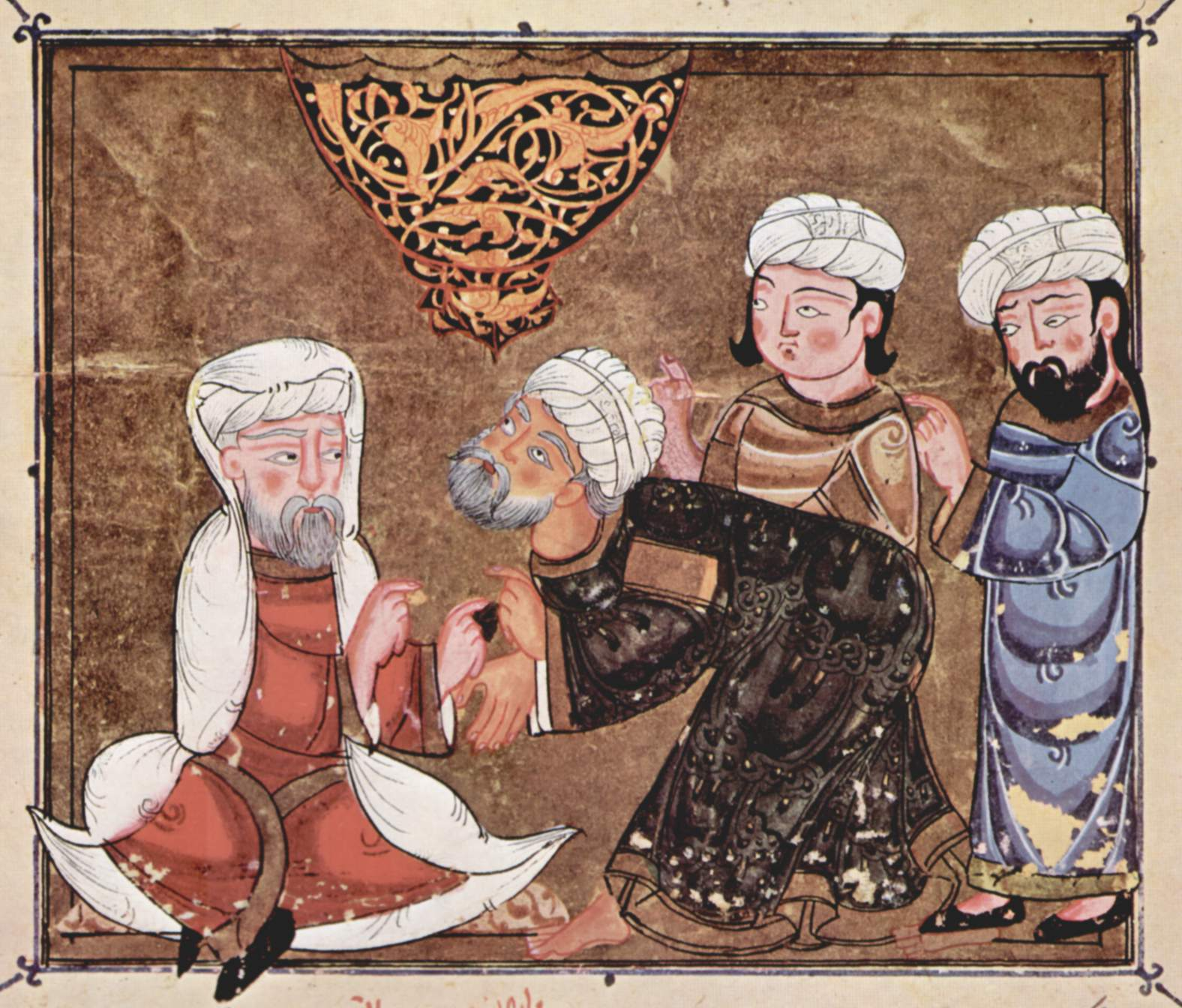
Een zitting bij de kadi van Ma'arrat al-Numan

De sultans bewaarden een traditioneel patroon van sociale orde met een zeer kleine heersende klasse ( askeri ) gericht op het bewaren van die orde en het veilig stellen van voldoende financiële middelen om ruim voldoende een gewenste levensstijl te onderhouden. Deze groep betaalde geen belasting en had het recht wapens te dragen. Daarnaast was er een overgrote meerderheid van belastingplichtige onderdanen, ( reâyâ, kudde), die georganiseerd waren in min of meer autonome gemeenschappen op basis van religie (millets) dan wel economische activiteiten ( esnaf of gilden) die zich bezighielden met vrijwel alle aspecten in de samenleving die niet door de heersende klasse werd gecontroleerd.
Het onderdeel uitmaken van de heersende klasse was in principe niet erfelijk maar cultureel bepaald. De toegang tot die klasse was in principe open voor allen die loyaal waren aan de sultan en zijn dynastie en zich een bepaalde gedragscode hadden weten eigen te maken. Het was uiteraard voor kinderen van ouders die al onderdeel waren van de klasse gemakkelijker om daar toegang toe te verkrijgen, maar die was ook mogelijk voor personen met een christelijke afkomst mits deze zich bekeerden tot de islam. In de praktijk was er een verdeling in twee in die heersende klasse. De eerste werd gevormd door leden van de heersende klasse die een Turkse en islamitische achtergrond hadden, waaronder de afstammelingen van de heersende klasse uit de tijd van de Seltsjoeken en de Mammelukken. De tweede groep waren bekeerden tot de islam, oorspronkelijk gerekruteerd op basis van het systeem van devşirme. Deze twee groepen concurreerden met elkaar. De sultans moesten voortdurend zoeken naar een balans in hun gunsten om beide te kunnen controleren en gebruiken.
De leden van de heersende klasse waren verdeeld in “instituties” gebaseerd op de functie die zij uitoefenden. Het “Instituut van het Paleis” was verdeeld in twee Diensten. De eerste was belast met de persoonlijke aangelegenheden van de sultan, zijn vrouwen, kinderen en slaven. Een tweede Dienst binnen het Instituut zag toe op de uitvoering van bevelen van de sultan. Het ”Instituut van de Klerken” (kalemiye) beheerde de financiën van het rijk, was verantwoordelijk voor de inning van belastingen en meer in het algemeen met de belangrijkste administratieve taken. Hiertoe behoorden de Grootvizier, functionarissen met de rang van vizier en die met de titel pasja.
Het Religieuze en Culturele Instituut (ilmiye ) bestond naast de geleerden ( Oelama s) en de Imams uit de rechters (kadi) en wetsgeleerden (moefti). Het Militaire Instituut (seyfiye) was verantwoordelijk voor de uitbreiding en verdediging van het rijk alsmede voor de orde en veiligheid.
In principe waren alle taken die niet uitgevoerd werden door de heersende klasse een verantwoordelijkheid voor de millets. de gilden en een organisatievorm onder de naam vakif. De Grieks-orthodoxe en Armeens-orthodoxe millet werden geleid door hun eigen patriarch, die verantwoordelijk was voor de organisatie van de hiërarchie in de geloofsgemeenschap. De eerste omvatte in principe alle etnische Grieken, Slaven en Roemenen. De tweede omvatte niet alleen Armenen, maar ook bijvoorbeeld kopten. Het woord millet betekent natie. In het Ottomaanse rijk werd nationaal bewustzijn opgevat als religieuze verwantschap. Etnisch heel verschillende moslims of christenen die ook een andere taal spraken maakten deel uit van dezelfde natie. De sultans trachtten ook een Joodse millet te organiseren onder leiding van de Grootrabbijn van Istanboel.
Dorpen bestonden meestal uit slechts een millet. In de steden werden wijken (mahallât) van elkaar gescheiden door muren en poorten bestemd voor afzonderlijke millets. Er bestond in de Ottomaanse samenleving niet iets als een gemeentelijk bestuur. De religieuze leiders van ieder dorp of wijk voerden de seculiere taken uit die niet tot de verantwoordelijkheid van de heersende klasse behoorde. Zij organiseerden dus hun eigen scholen, vormen van sociale ondersteuning en rechtspraak op het gebied van vooral familierecht. De leiders van de verschillende millets kwamen bijeen als er gevallen waren die samenwerking noodzakelijk maakten, zoals aanvallen van buitenaf, branden, sommige festivals, maar over het algemeen hadden personen uit de verschillende millets slechts oppervlakkige contacten met elkaar.
De vakif was een vorm van een charitatieve organisatie, die land in vruchtgebruik had gekregen. De opbrengst van het land werd aangewend voor de bouw van religieuze en infrastructurele werken, zoals scholen, bibliotheken, moskeeën, maar ook wel voor verfraaiing van een stad in de vorm van fonteinen.

### Bevolking en positie van minderheden
Er bestaan geen echt nauwkeurige ramingen over de omvang van de bevolking in deze periode. De meeste historici gaan echter uit van een aanname van rond 27 miljoen mensen aan het eind van de zeventiende eeuw. Dat was – ook voor toenmalige maatstaven – een laag aantal voor een rijk met die omvang. Ongeveer 85% van de bevolking woonde op het platteland; ongeveer 15 % woonde in steden met meer dan 10.000 inwoners.
Er waren grote regionale verschillen in bevolkingsdichtheid en verstedelijking. De grootste steden lagen alle in het niet-Europese deel van het rijk. Het gaat dan om steden als bijvoorbeeld Istanboel en Caïro die honderdduizenden inwoners hadden. Toch was de feitelijke verstedelijking in het Europese deel van het rijk groter. De bevolkingsdichtheid in dit deel van het rijk was het dubbele van het Aziatische deel.
In het Aziatische deel van het rijk was de overgrote meerderheid van de bevolking moslim met aanzienlijke christelijke minderheden en Joden. In het Europese deel waren orthodox christenen ver in de meerderheid. Hier waren enkele groepen katholieken en verder belangrijke minderheden van moslims in vooral gebieden als het hedendaagse Albanië, Bosnië en Bulgarije. De islamitische meerderheid van het rijk vormde ook geen uniform geheel. De grote meerderheid waren soennieten. In veel gebieden van het rijk waren echter substantiële meerderheden van sjiieten en alevieten. Daarnaast waren er minderheden als Druzen, Jezidi's en christelijke Maronieten.
Er waren reeds voor de Ottomanen Joodse gemeenschappen geweest in het gebied van het rijk. Vanaf eind vijftiende eeuw kwam er een nieuwe instroom als gevolg van de verdrijving van Joodse gemeenschappen uit Spanje, Portugal en Italië. De Ottomaanse staat zag deze gemeenschappen graag komen vanwege de vaardigheden en netwerken die zij met zich mee brachten. Een tweede element was het feit, dat na de verovering van de Balkan delen daarvan in belangrijke mate ontvolkt waren en dringend een bevolkingsimpuls nodig hadden. Thessaloniki is het beroemdste voorbeeld van deze vestiging. Na de verovering en verwoesting van de stad door de Ottomanen in 1430 was het inwoneraantal gedaald tot ongeveer 7.000 mensen. In 1478 kwam nog geen enkele Joodse familie in de registers voor. In 1519 woonden er in de stad al ongeveer 16.000 Sefardische Joden, ongeveer 54 % van de totale toenmalige bevolking.
Net als in eerder in andere islamitische rijken hadden christenen en Joden als mensen van het Boek de status van dhimmi. Er diende een aparte hoofdelijke belasting betaald te worden, de djizja. Hiermee werd het recht en de mogelijkheid verworven onder islamitisch bestuur te leven, zij het als tweederangs onderdanen. Er waren veel beperkingen voor hen, zoals uitsluitingen voor beroepen, kledingvoorschriften, ongelijkheid in het strafrecht, verbod op bouw van (nieuwe) kerken, een verbod op het luiden van klokken en het hanteren van kleppers om de kerkgang aan te kondigen.
Een zeer grote meerderheid van de christenen bleef na de komst van de Ottomanen het oorspronkelijke geloof trouw. Groepen die wel overgingen tot de islam, zoals de Pomakken, bleven ook hun eigen oorspronkelijke taal spreken.
Er werd door de Ottomaanse overheid ook geen beleid gevoerd voor bekering tot de islam. Dat zou in economisch opzicht ook contraproductief zijn geweest. De hoofdelijke belasting vormde de op een na grootste inkomensbron voor de staat.

### Economie

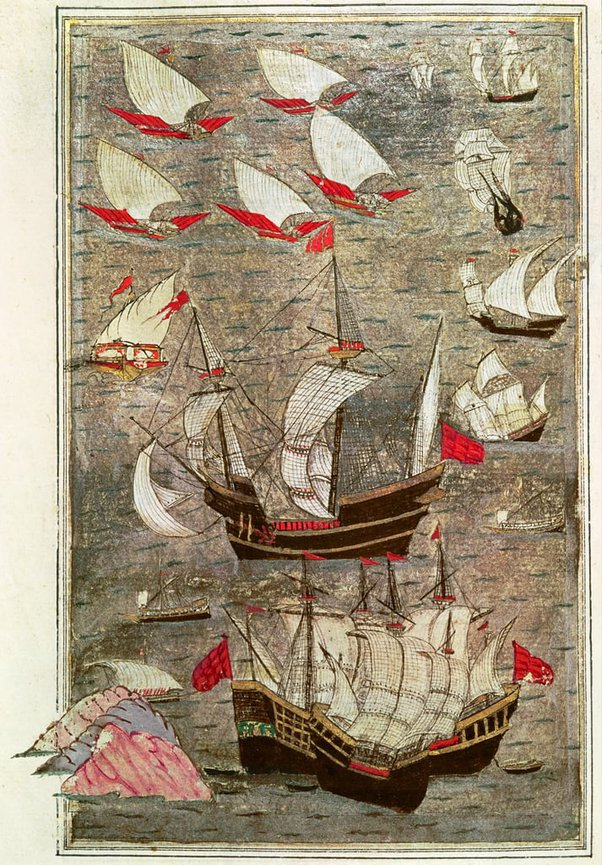
Ottomaanse vloot beschermt Ottomaanse koopvaarders in de Golf van Aden. Zestiende eeuw

Het rijk had vergeleken met West-Europese landen nauwelijks een economisch beleid. De ontwikkeling van vroegkapitalisme naar mercantilisme ging aan het rijk voorbij. Er werden door de staat nauwelijks maatregelen getroffen die het een positie zou verschaffen ten opzichte van andere landen. Maatregelen die als mercantilisme beschouwd kunnen worden dateren feitelijk pas van de negentiende eeuw.
De belangrijkste economische uitgangspunten voor de Ottomaanse staat waren de zorg voor inning van de belasting op agrarische productie, het verzekeren van voldoende toevoer van levensmiddelen naar de steden, regulering van markten, het relatief laag houden van marktprijzen en opstellen en handhaven van maatregelen ten aanzien van de standaard op maten en gewichten.

Het rijk was vooral een agrarische economie. In principe was al het land tot aan het midden van de achttiende eeuw eigendom van de sultan, de staat. Dat werd op basis van bij wetgeving vastgelegde condities herverdeeld naar vruchtgebruikers. 

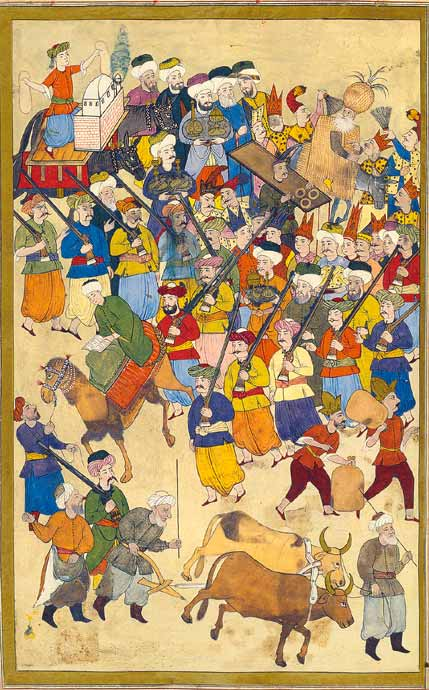
Optocht van het gilde van bakkers

 De belasting op de landbouwproductie was de belangrijkste inkomstenbron van de staat. Die belasting was in het rijk in het algemeen niet hoger dan in de periode voor de veroveringen en vaak lager. De positie van de boeren in het Europese deel van het rijk was dan ook beter dan die van boeren in Midden-Europese landen als bijvoorbeeld Hongarije en Pruisen.
In de zestiende eeuw was het rijk zijn leidende positie op het gebied van de doorvoerhandel van goederen uit Zuid- en Oost-Azië definitief kwijtgeraakt aan West-Europa. Internationale handel speelde vanaf begin zeventiende eeuw maar een geringe rol en beperkte zich tot die op de Zwarte Zee en in relatief kleine volumes via de Perzische Golf en Rode Zee. Vanaf midden zeventiende eeuw was ook de handel op het oostelijk deel van de Middellandse Zee in handen van Europeanen gekomen. Veel meer dan in West-Europa was handel in het rijk slechts lokale handel.
Nijverheid werd gedomineerd door de gilden. Net als in het middeleeuwse Europa vormden die een gesloten systeem. Vernieuwende ideeën kregen daardoor geen kans, waardoor nauwelijks sprake was van modernisering van productiemethoden. De janitsaren en de gilden waren traditionele bondgenoten. Na de vernietiging van het korps in 1826 nam de betekenis van de gilden wel enigszins af, maar het gildesysteem zou pas in 1913 verdwijnen,

## Stagnatie of crisis en traditionele hervorming

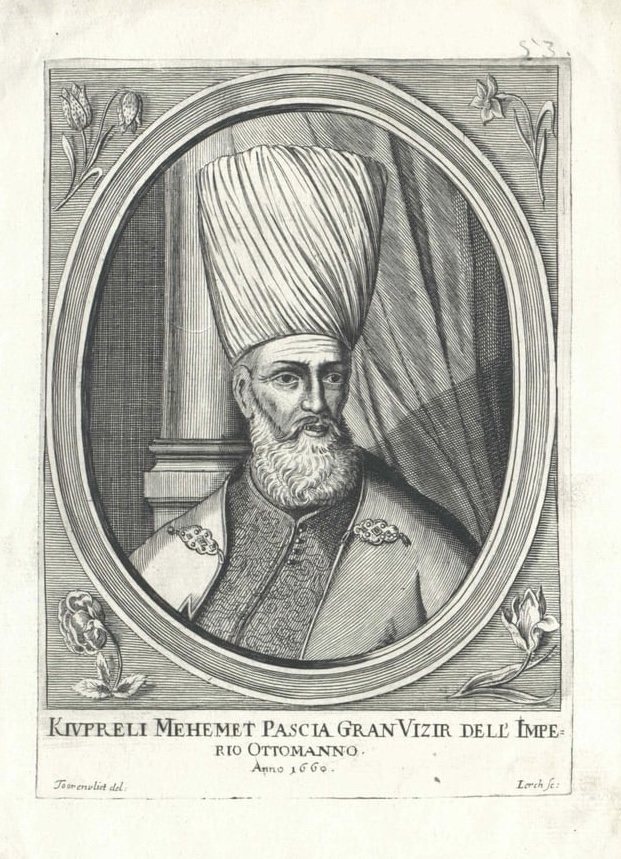
Köprülü Mehmed Pasha, de eerste grootvizier van de Köprülü-dynastie en een traditioneel hervormer

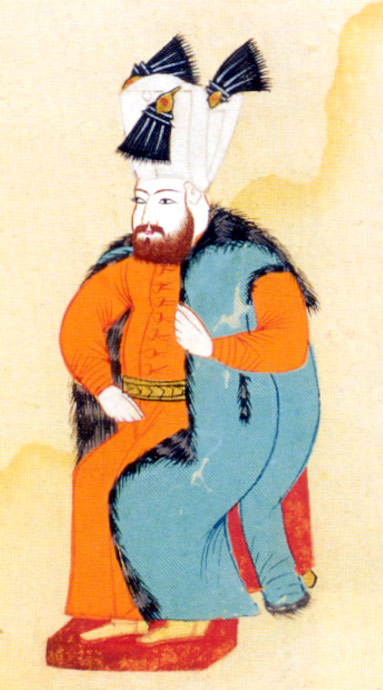
Ibrahim de Krankzinnige

De periode 1566-1683 wordt in de Ottomaanse en Turkse geschiedschrijving wat verschillend benoemd. De periode tot ongeveer de helft van de zeventiende eeuw werd al in die eeuw zelf beschreven als crisis en in ieder geval verval. In de recente Turkse geschiedschrijving wordt met name het begrip crisis voor het eerste deel van de zeventiende eeuw nogal gerelativeerd. Er wordt betoogd dat een bloeiperiode als onder Süleyman niet eeuwig kan voortduren en haast noodzakelijkerwijs gevolgd moet worden door een periode van enige stagnatie.
In de meer klassieke geschiedschrijving wordt over de tweede helft van de zeventiende eeuw gesproken als een periode van ´´traditionele hervorming´´ onder het bewind van de grootviziers van de Köprülü-dynastie. De hervormers van die tijd bleven overtuigd dat het Ottomaanse systeem superieur was aan andere. Hervorming kon volgens hen alleen worden bereikt door het systeem weer te laten opereren zoals zij dachten dat het gedaan had tijdens met name de periode van Süleyman, bijvoorbeeld door de endemische corruptie die vanaf begin zeventiende eeuw voorkwam te elimineren. In de Turkse geschiedschrijving van de laatste decennia over de tweede helft van de zeventiende eeuw wordt de nadruk gelegd op herstel van stabiliteit. Dat effect vormde dan de basis voor het feit dat de Ottomaanse staat na die eeuw nog eens ruim twee eeuwen kon voortbestaan.

### De positie van het sultanaat
Vrijwel alle historici zijn het er echter ook over eens dat een belangrijke oorzaak voor het verval ligt in de ernstige verzwakking van het instituut van het sultanaat. De Ottomaanse staat had vanaf de veertiende eeuw een beleid gevoerd dat tot een sterk gecentraliseerde machtsstructuur had geleid. De organisaties die dit beleid uitvoerden waren verantwoordelijk voor de inning van de belasting op agrarische productie, uitgifte van grond in vruchtgebruik, organisatie van de Devşirme, organisatie van de strijdkrachten. Die organisaties konden dit doen op basis van het gezag van meestal capabele sultans die krachtige bestuurders waren.
Het systeem waarbij de sultan de naar zijn mening meest capabele zoon als zijn opvolger verkoos werd in 1648 vervangen door opvolging door de oudste zoon dan wel de zoon die de favoriet was van de factie in het paleis die op dat moment de machtigste was. Het resultaat was een voortdurende serie conflicten tussen broers en zoons van de sultan met ieder hun eigen factie die vaak geleid werden door hun moeders en/of belangrijkste vrouw. In de periode 1648-1656 was er sprake van een Sultanaat van Vrouwen waar moeders van minderjarige sultans namens hun zonen regeerden. Ook voor en na deze periode waren de koningin-moeders, de Valide Sultans een dominante machtsfactor. Kösem, moeder van zowel Murat IV als Ibrahim I en grootmoeder van Mehmet IV is een van de bekendste daarvan. Als gevolg van een machtsstrijd binnen de harem werd zij uiteindelijk gewurgd in opdracht van Turhan Hatice, de moeder van Mehmet IV.
Tot aan het midden van de zestiende eeuw hadden troonkandidaten meestal eerst een periode als gouverneur van een provincie bekleed of ervaring opgedaan tijdens een militaire campagne. Na deze periode werden de prinsen opgevoed in de Kafes (Kooi), een complex appartementen dat onderdeel was van de huisvesting van de harem. De grote meerderheid van de dertien sultans tussen 1566 en 1703 waren incompetent, hadden heel andere prioriteiten dan het nemen van bestuurlijke verantwoordelijkheden of waren mentaal gestoord. Bijnamen van sommige sultans die in hun periode al zo benoemd werden waren Selim de Zuiplap en Ibrahim de Krankzinnige. In een gecentraliseerde machtsstructuur als het Ottomaanse rijk was dat fataal.
De meeste Sipahi, de cavalerie van het rijk, verlieten de kazernes en werden indien mogelijk koopman of ambachtsman. Het resultaat was een gebrek aan militaire opleiding en training. Velen bleven formeel deel uitmaken van het korps, maar alleen vanwege enkele privileges die daartoe behoorden. Tijdens militaire conflicten zonden ze ongetrainde plaatsvervangers. Inwoners van met name Istanboel maar ook andere grote steden konden zich via corruptie laten inschrijven bij het korps van de janitsaren en op die manier van de privileges profiteren. Het korps groeide explosief, maar nam uiteraard aan militaire betekenis steeds verder af.

### Economie
De Ottomaanse economie was in hoge mate een gesloten systeem, gericht op zo veel mogelijk zelfvoorziening. De Europese expansie naar Amerika en Azië leidde tot economische groei. De vraag naar ruwe materialen nam in Europa toe, waaronder ook graan, wol, koper en andere ertsen uit het Ottomaanse rijk. De Ottomaanse gilden konden met hun gereguleerde prijssysteem hiertegen onvoldoende concurreren. Regelmatig konden deze niet de prijzen betalen die Europese handelaren zich wel konden veroorloven en het resultaat was dat hun productiviteit belemmerd werd. Er werden wel enige pogingen gedaan om bijvoorbeeld de export van strategische goederen te verbieden of beperken en prijzen vast te stellen voor binnenlands gebruik. Maar de winsten op illegale export waren groot en functionarissen die dit moesten controleren werden gemakkelijk omgekocht.

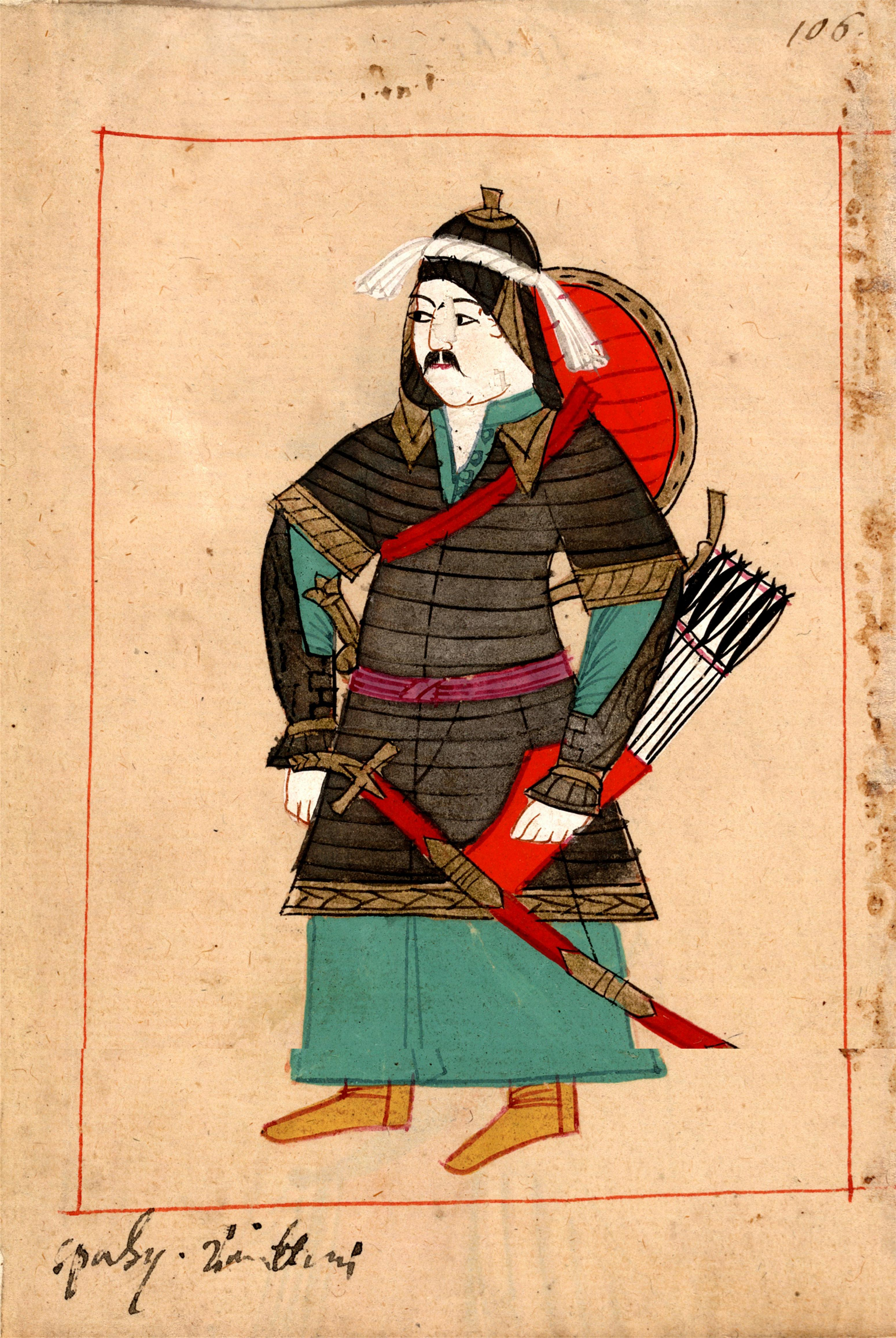
Een Sipahi

Het door Ottomaanse kooplieden verworven kapitaal kon echter ook niet geïnvesteerd worden in industriële ontwikkeling, opnieuw vanwege het gesloten karakter van de gilden. Europese producten, gemaakt uit Ottomaanse ruwe materialen, werden weer geëxporteerd naar het rijk en waren vaak goedkoper en beter in kwaliteit dan de Ottomaanse. Hiermee begon het proces dat later in de achttiende en negentiende eeuw zou leiden tot de vernietiging van de traditionele ambachtelijke industrie van het rijk.
Vanaf de klassieke periode hadden Sipahi als compensatie voor hun dienstplicht ook een timar, de belastingopbrengst van een stuk grond, gekregen. Die opbrengst was voor deze cavaleristen in principe voldoende om de kosten voor een jaar dienstplicht en de kosten voor hun paarden te dekken. Veel van die grond kwam in deze tijd in handen van grotere grondbezitters, die door het wegvallen van centraal gezag het als eigendom gingen beschouwen en niet meer als eigendom van de staat. In de provincie gelegerde janitsaren vochten niet meer om de orde daar te handhaven, maar om zich van een deel van de buit te verzekeren. Het resultaat was dat al begin zeventiende eeuw een klasse Ottomanen was ontstaan die baat had bij al dit misbruik, terwijl een grotere groep de voordelen had verloren die voorheen verbonden waren aan een krachtig centraal bestuur.

### Opstanden en conflicten

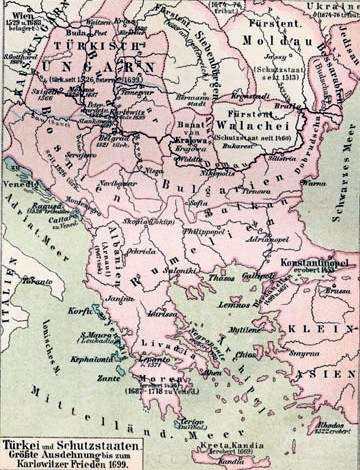
De Balkan in de zeventiende eeuw

Aan het eind van de zestiende eeuw ontstond tijdens de periode van Mehmet III een aantal grote opstanden in het rijk en met name in Anatolië. Mehmet had onmiddellijk na zijn troonsbestijging in 1595 al zijn negentien broers en meer dan twintig zussen laten wurgen. Karayazıcı Abdülhalim wist in Anatolië een aantal groepen, die het slachtoffer waren van afpersing en terreur van daar gelegerde janitsaren, te verenigen. Hij wist een autonoom gebied te vestigen. Sipahi die hun timar verloren hadden en niet ergens anders emplooi konden vinden voegden zich bij de opstand. Anatolië werd een gebied dat voor een deel beheerst werd door struikrovers. De zoons en opvolgers van Karayazıcı Abdülhalim werden afgekocht met diverse gouverneursposten in de regio, maar gedurende de hele zeventiende eeuw bleef er permanente onrust in Anatolië.
Eveneens eind zestiende eeuw begon de Vijftienjarige Oorlog met het Habsburgse rijk. Gedurende de oorlog was er sprake van steeds wisselende kansen en hij resulteerde uiteindelijk in de Vrede van Zsitvatorok. Geen van beide partijen verkreeg hierbij gebiedsuitbreiding. Het verdrag maakte duidelijk dat het Habsburgse doel om Transsylvanië aan het rijk toe te voegen nog niet tot de militaire mogelijkheden van de Habsburgers behoorde. Het maakte echter ook duidelijk dat de Ottomanen niet meer in staat waren verdere veroveringen in Midden-Europa te realiseren. De vrede creëerde tot aan de Grote Turkse Oorlog van 1683-1699 een min of meer stabiele situatie aan de grenzen tussen het Habsburgse en Ottomaanse rijk.

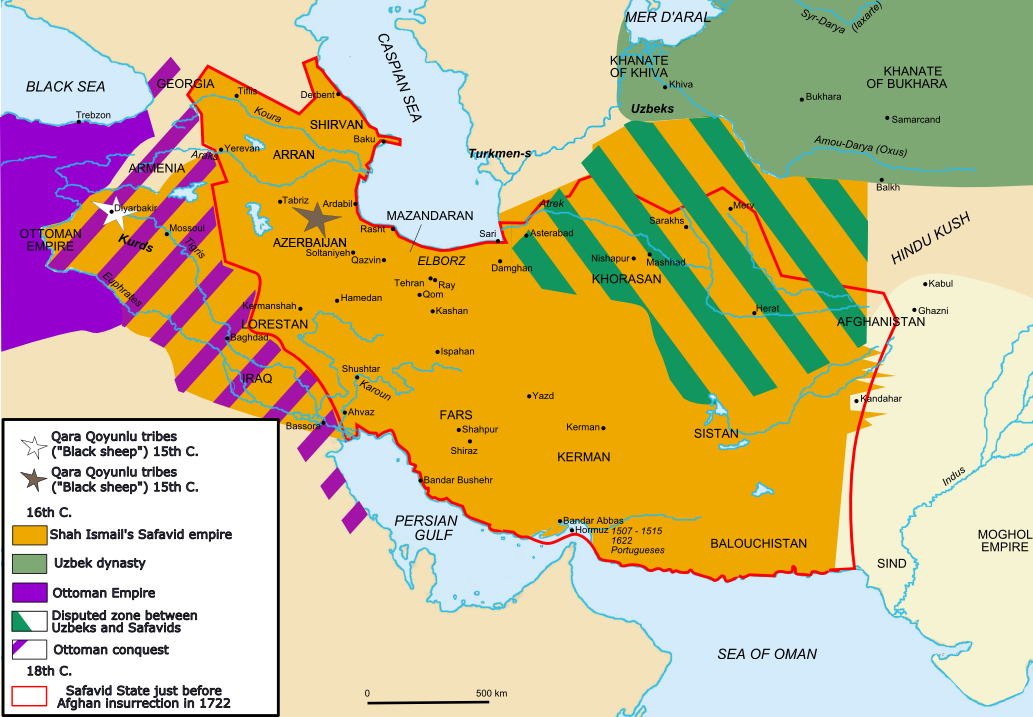
De grenzen tussen het Ottomaanse en het Perzische rijk in 1639. Het paars gearceerde gebied werd definitief Ottomaans

Er waren in de zeventiende eeuw meerdere militaire conflicten met het Pools-Litouwse Gemenebest. Vaak waren die uitgelokt door raids van vazallen van de Ottomanen, zoals Tataarse groepen, op het gebied van het Gemenebest. De Poolse reactie bracht hun troepen dan vaak in Ottomaans gebied en met name in Moldavië. Dat had weer een reactie vanuit Istanboel tot gevolg. Ook deze oorlogen leidden niet tot significante gebiedswijzigingen.
Van 1603 was er sprake van een haast permanente oorlogssituatie met het Perzische rijk van de dynastie van de Safawiden.
In de eerste oorlogen tot aan 1618 verloren de Ottomanen het grootste deel van de Kaukasus, Mesopotamië en het gebied rondom Bagdad. In het laatste grote militaire conflict tussen beide staten in de zeventiende eeuw werd in 1639 Bagdad en het gebied van het huidige Irak weer door de Ottomanen heroverd. De grenzen die dat jaar bij het verdrag van Zuhab werden vastgelegd zijn ondanks latere conflicten in grote lijnen de huidige tussen Iran met Turkije en Irak.

### De jaren van de Köprülüdynastie

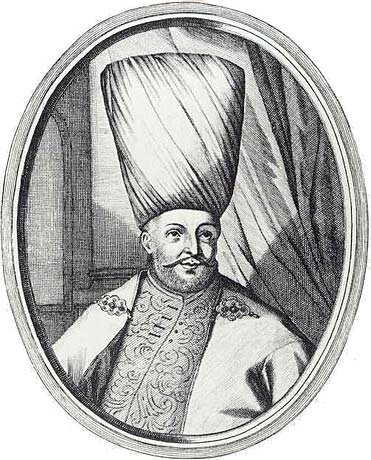
Köprülü Fazıl Ahmet Pasja, de tweede grootvizier van de dynastie

In 1645 brak een oorlog met Venetië uit. Ibrahim I liet een invasie op Kreta uitvoeren. Het eiland werd veroverd op de plaats Candia na. De Venetianen antwoordden met een blokkade van de Dardanellen. Die leidde tot grote tekorten in Istanboel en tot een opstand van janitsaren. Ibrahim werd afgezet en in 1648 gewurgd. Hij werd opgevolgd door de dan zesjarige Mehmet IV. In de jaren daarna werd Istanboel beheerst door de janitsaren en in Anatolië vonden opnieuw grote opstanden plaats. De voortdurende Venetiaanse blokkade had een eind gemaakt aan de meeste scheepvaart en de voor het rijk vitale graanimport uit Egypte.
In deze toestand van vrijwel anarchie wendde Turhan Hatice, de moeder van Mehmet IV, zich tot Köprülü Mehmed Pasha met het verzoek grootvizier te worden bekleed met dictatoriale macht.
Hij wist de opstanden in Anatolië te beperken en brak de blokkade van de Dardanellen. Köprülü Mehmed trachtte tot aan zijn dood in 1661 al het misbruik te bestrijden. Zijn probleem was echter dat veel van het misbruik een gevolg was van essentieel gewijzigde omstandigheden, waarover hij geen controle had. Köprülü Mehmed was een traditionalist die met harde maatregelen de uitwassen van het systeem bestreed, maar niet van plan was de dieper liggende oorzaken te corrigeren. Hij wist echter de uitgaven van de staat te beperken, zorgde voor meer belastinginkomsten en aan het eind van zijn bewind was er haast weer sprake van een fiscaal verantwoorde situatie voor het rijk. In zijn termijn wist het rijk – dankzij de verovering van Kreta – gedurende een periode van 15 jaar zijn grootste omvang ooit te verkrijgen.

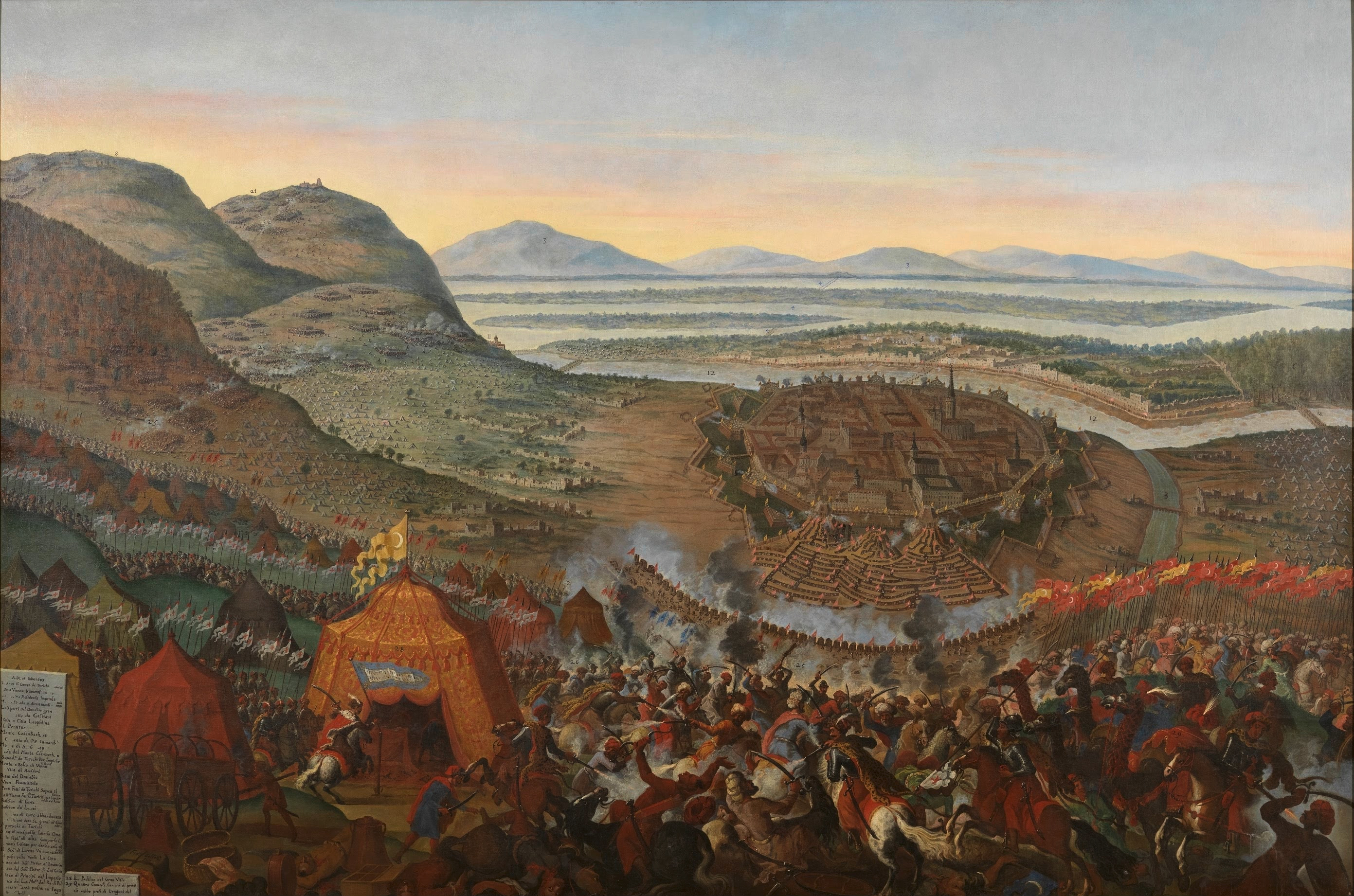
Het beleg van Wenen in 1683

Hij werd opgevolgd door zijn zoon Köprülü Fazıl Ahmet Pasja. Een korte oorlog met het Habsburgse rijk in 1663/1664 eindigde met de Vrede van Vasvár, die de Ottomaanse controle over Transsylvanië herbevestigde. In 1669 wist hij het beleg van Candia succesvol af te ronden met de inname van die plaats. Köprülü Fazıl Ahmet was in de binnenlandse omstandigheden een wat meer gematigd bestuurder dan zijn vader. Hij matigde de belastingen en het rijk had gedurende zijn periode intern een zekere rust. Na zijn dood in 1676 werd hij opgevolgd door Kara Mustafa, die door zijn huwelijk deel was gaan uitmaken van de familie Köprülü. Hij was verantwoordelijk voor de veldtocht die zou leiden tot het Beleg van Wenen in 1683.
Na het verlies daar volgden andere nederlagen zoals de Tweede Slag bij Mohacs in 1687 en de slag bij Zenta in 1697. De Vrede van Karlowitz beëindigde deze Grote Turkse Oorlog. Het rijk moest vrijwel geheel Hongarije, een deel van Transsylvanië en Slavonië afstaan aan de Habsburgers, Podolië aan de Polen en de Peloponnesos aan Venetië. In het verdrag van Constantinopel van 1700 moest het gebied rond Azov aan het Russische rijk worden afgestaan.

## De achttiende eeuw

De Proetcampagne

Rond het jaar 1700 was de positie van het rijk al ernstig verzwakt. Het was in economisch, technologisch en militair opzicht achtergebleven bij de Europese staten. Het rijk zou in de achttiende en negentiende eeuw nog wel enkele militaire overwinningen behalen, maar over de gehele periode was het feitelijk voortdurend in het defensief.
De eerste van die Ottomaanse overwinningen was in de Russisch-Turkse Oorlog van 1710-1711 tijdens de Proetcampagne. Bij het verdrag van Passarowitz in 1718 verloren de Ottomanen het noorden van Servië, waaronder Belgrado, aan de Habsburgers, maar verkregen opnieuw de Peloponnesus van de Venetianen. In 1739 wisten de Ottomanen na een oorlog met Oostenrijk het noorden van Servië met het gebied rondom Belgrado alsmede het noorden van Bosnië te heroveren.

### De Tulpenperiode

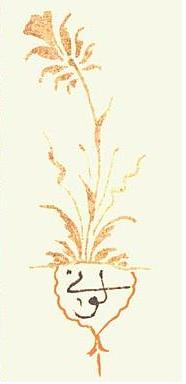
Tekening uit 1720 van een tulp door Abdulcelil Levni

De periode waarin deze gebeurtenissen plaatsvinden wordt wel aangeduid als de Tulpenperiode. Die periode vond plaats tijdens de regering van Ahmet III in de jaren tussen 1718 en 1730. De periode kenmerkt zich onder meer door een extravagante stijl aan het hof en bij een deel van de elite. De grootvizier liet voor de sultan een nieuw paleis bouwen, het Sa'dabat (Plaats van Geluk). Het paleis was ingericht op het kunnen tonen en leveren van amusement. De rijkste leden van de elite lieten soortgelijke complexen bouwen.
De naam van de periode is ontleend aan de passie aan het hof voor tulpen. De bloem speelde in tal van motieven een grote rol bij de vormgeving van tuinen bij deze complexen.

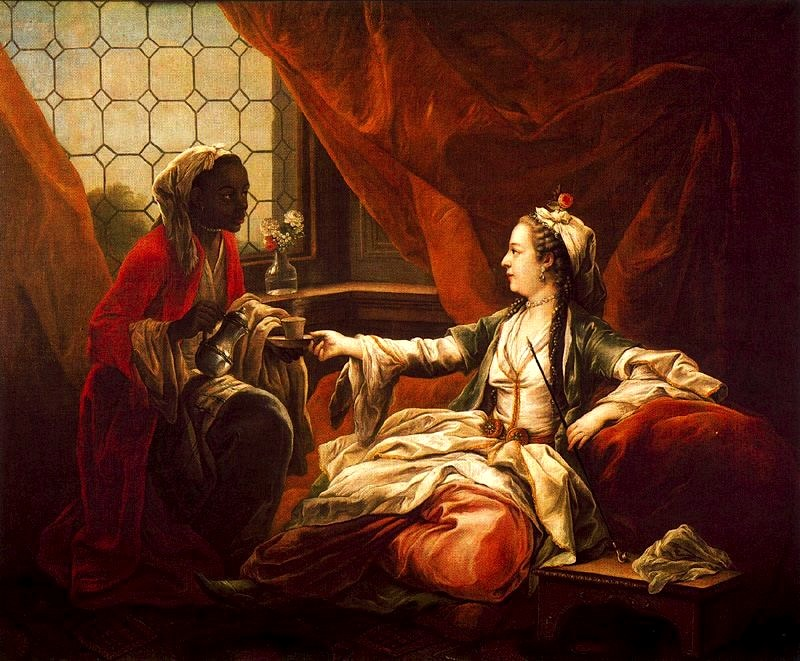
Turkomanie: Madame de Pompadour als een Turkse dame in 1747 door Charles André van Loo

In deze twaalf jaar werden de diplomatieke relaties met West-Europa versterkt. Europese delegaties kregen meer bewegingsvrijheid in Istanboel. Het best werd dat geïllustreerd door de brieven van Mary Wortley Montagu, de vrouw van de Britse ambassadeur. De verzamelde brieven werden 1772 in gedrukte vorm gepubliceerd. De Ottomaanse delegaties kregen buitengewoon veel belangstelling in het Westen. In Frankrijk veroorzaakte de delegatie van ruim honderd personen onder leiding van Yirmisekiz Mehmed Çelebi een sensatie. In Frankrijk en daarna Oostenrijk en Engeland ontstond een vorm van turkomanie. Deze beweging werd ook in de Europese kunst zichtbaar. Meubilair en schilderijen waren geïnspireerd door wat gezien werd als Turkse en Ottomaanse stijlen.
Aan enkele Europese hoven werd Turkse muziek populair en met name die van de muziekkorpsen van de janitsaren. Turkse muziek was oorspronkelijk een term die gebruikt werd om de percussie-instrumenten in een orkest aan te duiden. De diverse hoven concurreerden met elkaar in gezelschappen die deze Ottomaanse percussie-instrumenten beheersten. Ook Europese componisten gingen Turkse thema's gebruiken. De pianosonate nr. 11 van Mozart kent een rondo alla Turca . Turkse muziek kan ook gehoord worden in onder meer de Vierde Symfonie van Johannes Brahms en in de ouverture van Willem Tell van Gioachino Rossini. De componisten maakten gebruik van Turkse thema's in de voorstelling van opera's en zangspelen als bijvoorbeeld Die Entführung aus dem Serail van Mozart, Il turco in Italia van Rossini en Tamerlano van Händel.

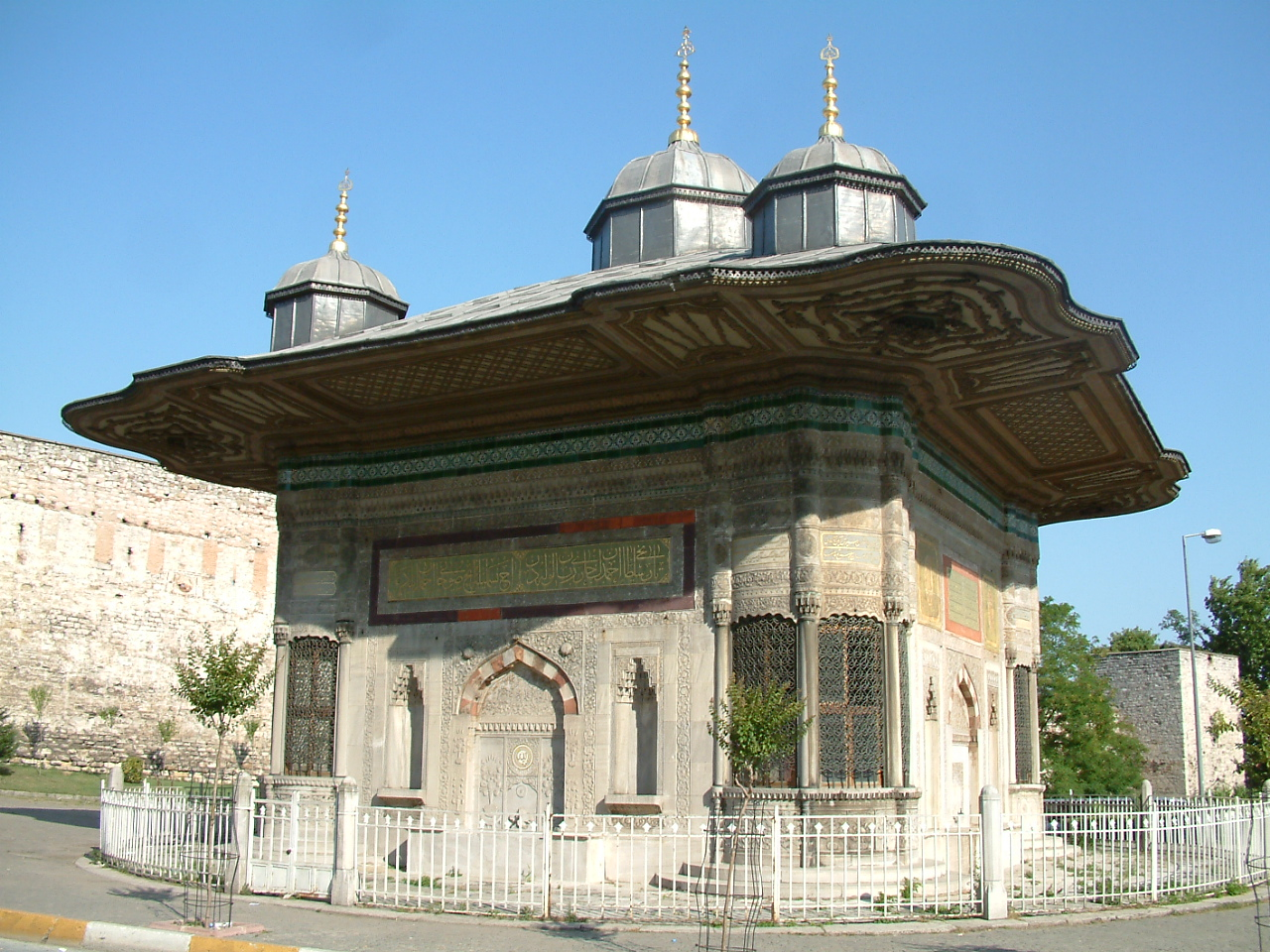
De Fontein van Ahmed III is een klassiek voorbeeld van de architectuur uit de Tulpenperiode

Er was bij een deel van de elite in Istanboel toenemende aandacht voor de Europese cultuur. Maar in de periode was er vooral ook een hernieuwde belangstelling voor klassieke islamitische cultuur. Op het gebied van de kunsten en met name de architectuur vond een aantal innovaties plaats, die voor een deel beïnvloed waren door de barok. Het bekendste voorbeeld is de Fontein van Ahmed III voor het Topkapıpaleis.
De eerste drukpers van het rijk werd in deze periode in Istanboel geïnstalleerd. Dat leidde tot verzet van de klerken, die vreesden voor het verlies van hun baan en status. Er werd uiteindelijk een compromis gevonden, waarbij het werd uitgesloten dat er traditionele, religieuze literatuur werd gedrukt en de klerken op die wijze het meest lucratieve deel van hun werk konden behouden.
De extravagantie van de elite werd onder meer gefinancierd door de vermindering van het aantal janitsaren, een waardevermindering van de munt en hogere belastingen op basis van een nieuw kadastraal register. Er kwam dan ook toenemend verzet tegen het regime. In 1724 had het rijk gezamenlijk met de Russische tsaar Peter de Grote een campagne gevoerd om het noordwestelijk deel van het rijk van de Safaviden te verdelen. In 1730 wist Nāder Sjāh Afshar de Ottomanen te verdrijven. Het gevolg was een opstand in Istanboel, waarbij Ahmet III gedwongen werd afstand te doen van de troon. De janitsaren installeerden een nieuwe sultan in de persoon van zijn neef Mahmut I.
De eigenaar van de drukpers, Ibrahim Muteferrika, wist in 1731 nog zijn boek te publiceren onder de titel Een Rationele Basis voor Naties. In het boek werd vooral de vraag gesteld waarom het Ottomaanse rijk zover achterbleef bij de Europese staten. Hij pleitte voor de toepassing van nieuwe methodes en technieken en het belang van modern onderwijs. Deze periode van enige oriëntatie op het Westen was echter met de machtswisseling beëindigd. Het zou een eeuw duren voordat in de periode van de Tanzimaat weer een dergelijke oriëntatie zou plaatsvinden.

### De macht van de ayans
Voor de zeventiende eeuw werd de term ayan gebruikt om een zeer gerespecteerd persoon aan te duiden. Vanaf de zeventiende eeuw werd de term gebruikt voor een bestuurder op het niveau van provincies of districten. Vanaf het midden van de achttiende eeuw kregen deze ayans door het verminderen van centraal gezag vanuit Istanboel steeds meer macht.
Het betekende dat het oude stelsel van land verdelen onder vruchtgebruikers vervangen werd door een systeem waarbij de ayans het land feitelijk gingen exploiteren als privé-eigendom en zich in de positie manoeuvreerden van ontvanger van de pacht. Dat bracht een verslechtering voor de positie van de boeren. In de loop van de eeuw trokken de ayans een groot deel van de macht op provinciaal niveau naar zich toe en werd het centraal gezag in Istanboel sterk afhankelijk van hun medewerking. De machtigste van de ayans hadden aan het eind van de eeuw hun grondgebied uitgebreid en voor een deel autonome politieke entiteiten gecreëerd die de cohesie van het rijk ernstig bedreigden. Het gevolg was ook een zeer aanzienlijke vermindering van de belastingopbrengsten voor Istanboel. Vanaf het midden van de achttiende eeuw verkeerde het rijk permanent in een fiscale crisis.

### Rusland als grootste bedreiging
In de tweede helft van de achttiende eeuw werd Rusland de grootste bedreiger voor het rijk. De Russen trachtten voet te krijgen aan de noordelijke kust van de Zwarte Zee en kwamen daar in conflict met de Krim-Tataren die vazallen waren van het Ottomaanse rijk.

In het verdrag van Küçük Kaynarca moest het rijk het rood-groen gearceerde gebied direct afstaan. Het Krimkanaat (geel-groen) werd onafhankelijk en in 1783 geannexeerd

De Russisch-Turkse oorlog van 1768-1774 eindigde in een catastrofe voor het Ottomaanse rijk. Het verdrag van Küçük Kaynarca wordt gezien als een beslissend keerpunt in de geschiedenis van het rijk. De Krim werd onafhankelijk en in 1783 door Rusland geannexeerd. Kabardië, Kertsj, Azov en Perekop werden eveneens geannexeerd. Russische koopvaardijschepen kregen vrije doorvaart in de Zwarte Zee, de Bosporus en de Dardanellen. Rusland kreeg verder een vaag omschreven status als "Beschermer van de Orthodoxie", dat wil zeggen dat het bescherming mocht bieden aan de orthodoxe christenen die in het Ottomaanse Rijk woonden.
De daarop volgende Russisch-Turkse Oorlog van 1787-1792 liep voor het Ottomaanse rijk eveneens op een mislukking uit. In het Verdrag van Jassy moest Jedisan aan Rusland worden overgedragen waardoor de rivier de Dnjestr de Russisch-Ottomaanse grens werd in Europa.

### Nizam -i-Cedid of De Nieuwe Orde

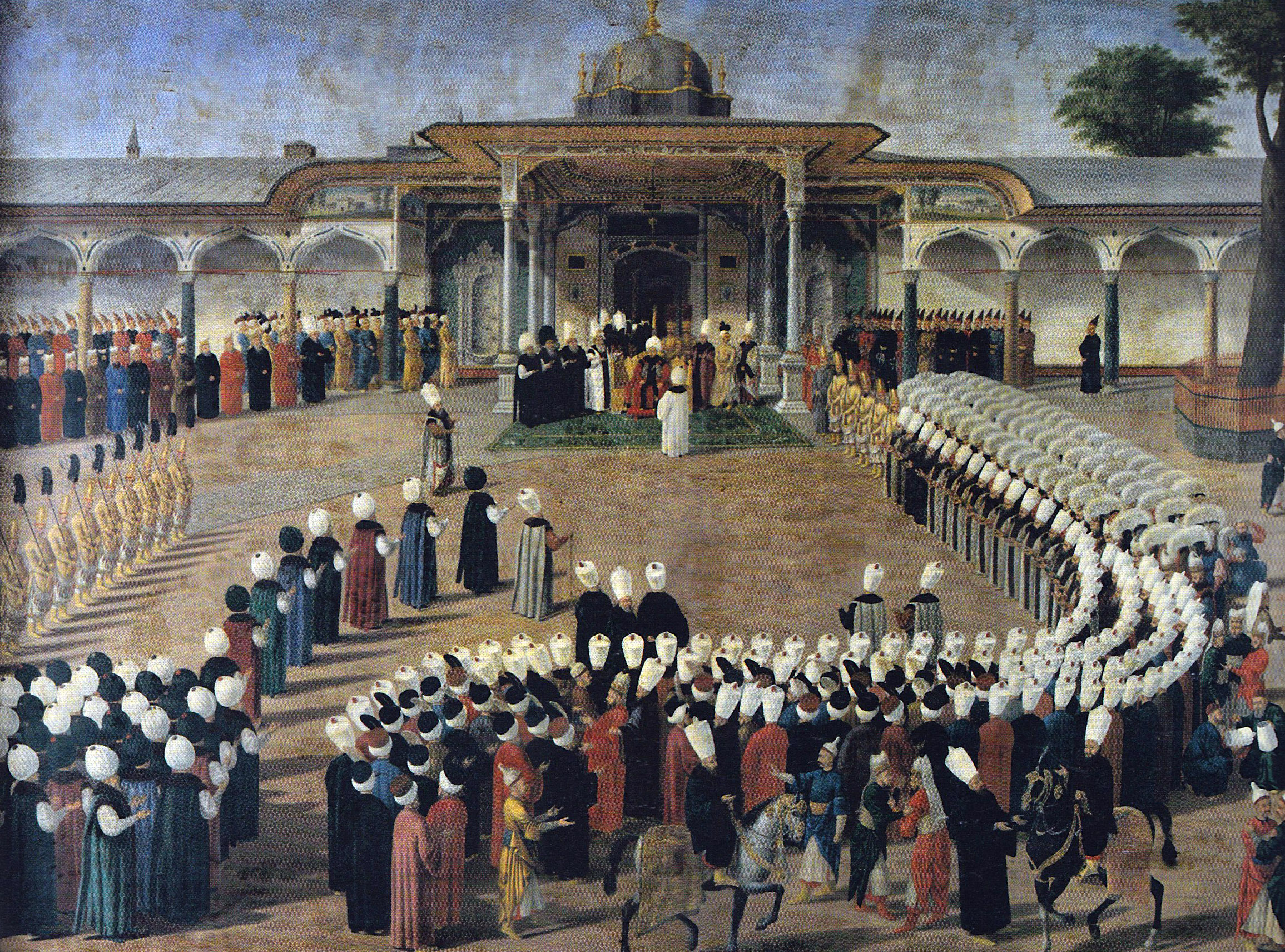
Selim III houdt een audiëntie

De term Nizam -i-Cedid betekent Nieuwe Orde. In die periode werd de term vooral gebruikt om de pogingen aan te duiden van Selim III voor het creëren van een nieuw legerkorps. Later werd de term gebruikt voor de bredere hervormingen die de sultan poogde door te voeren. Na de vernederende nederlagen tegen Oostenrijk en vooral Rusland in 1791 poogde Selim III een nieuw meer op Europese leest gebaseerd legerkorps te creëren. Voor het eerst werden buitenlandse, vooral Franse, officieren als adviseurs en instructeurs aangetrokken. Er werd een militaire academie voor de landmacht gesticht.
Het programma vereiste uiteraard een aantal financiële investeringen. Pogingen om het falende belastingsysteem te wijzigen faalden. Eindelijk nam Selim dan weer traditionele maatregelen om financiële ruimte te creëren, zoals extra heffingen en het verlagen van het zilvergehalte in de munt. Dat riep verzet op. De hervormingen bedreigden ook de bestaande posities van de janitsaren en de oelema.
In 1805 was Selim gedwongen zijn hervormingspogingen te staken. In 1807 werd hij gedwongen afstand van de troon te doen. Hij werd opgevolgd door zijn neef Mustafa IV, die het leven van Selim spaarde. In 1808 breekt opnieuw een opstand uit. Er is geen eenduidig historisch oordeel over de schuldvraag, maar het resultaat is dat zowel Selim III als Mustafa IV vermoord werden en Mahmut II de nieuwe sultan werd.

### De Franse inval in Egypte

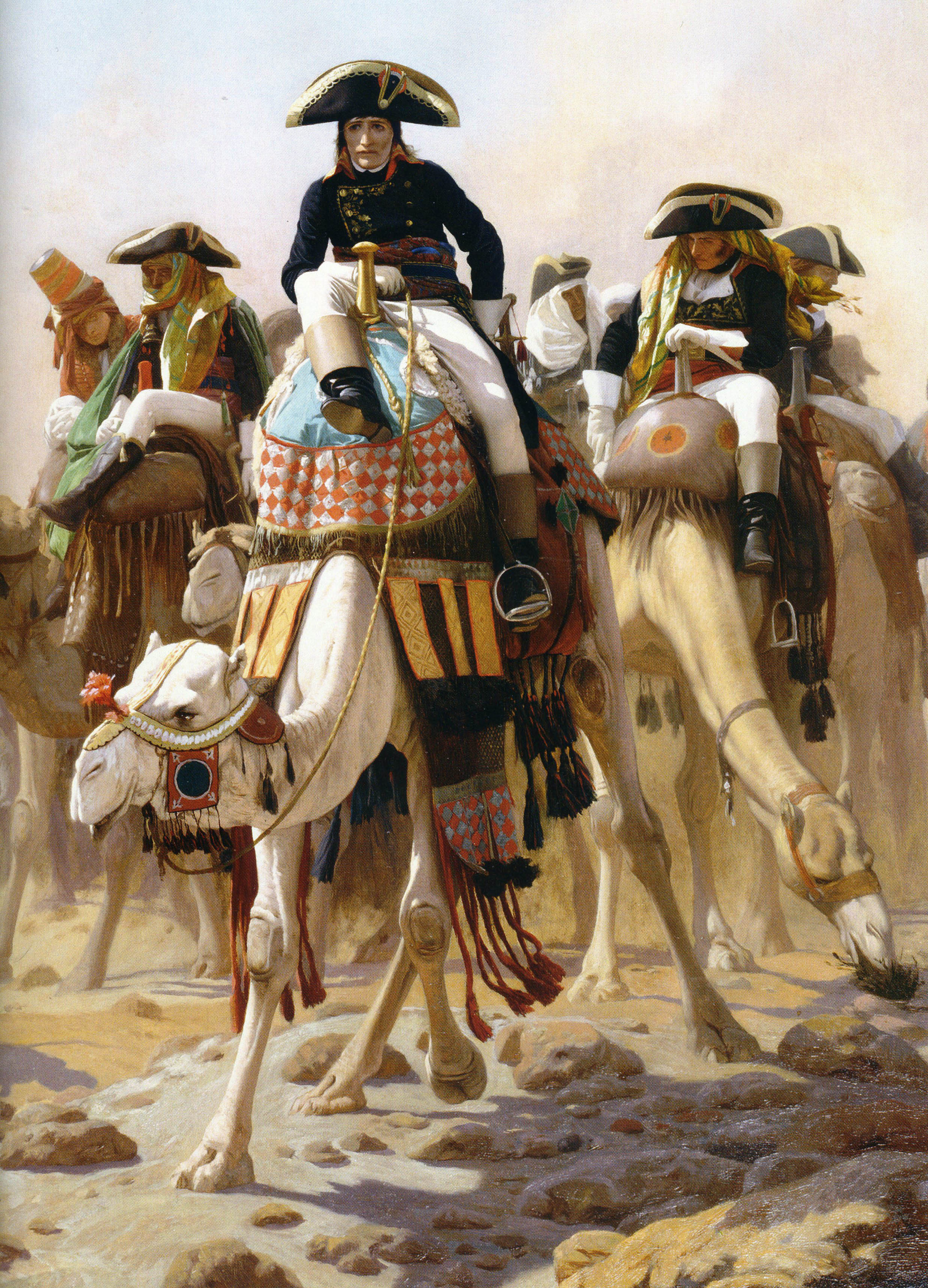
Napoleon en zijn staf in Egypte

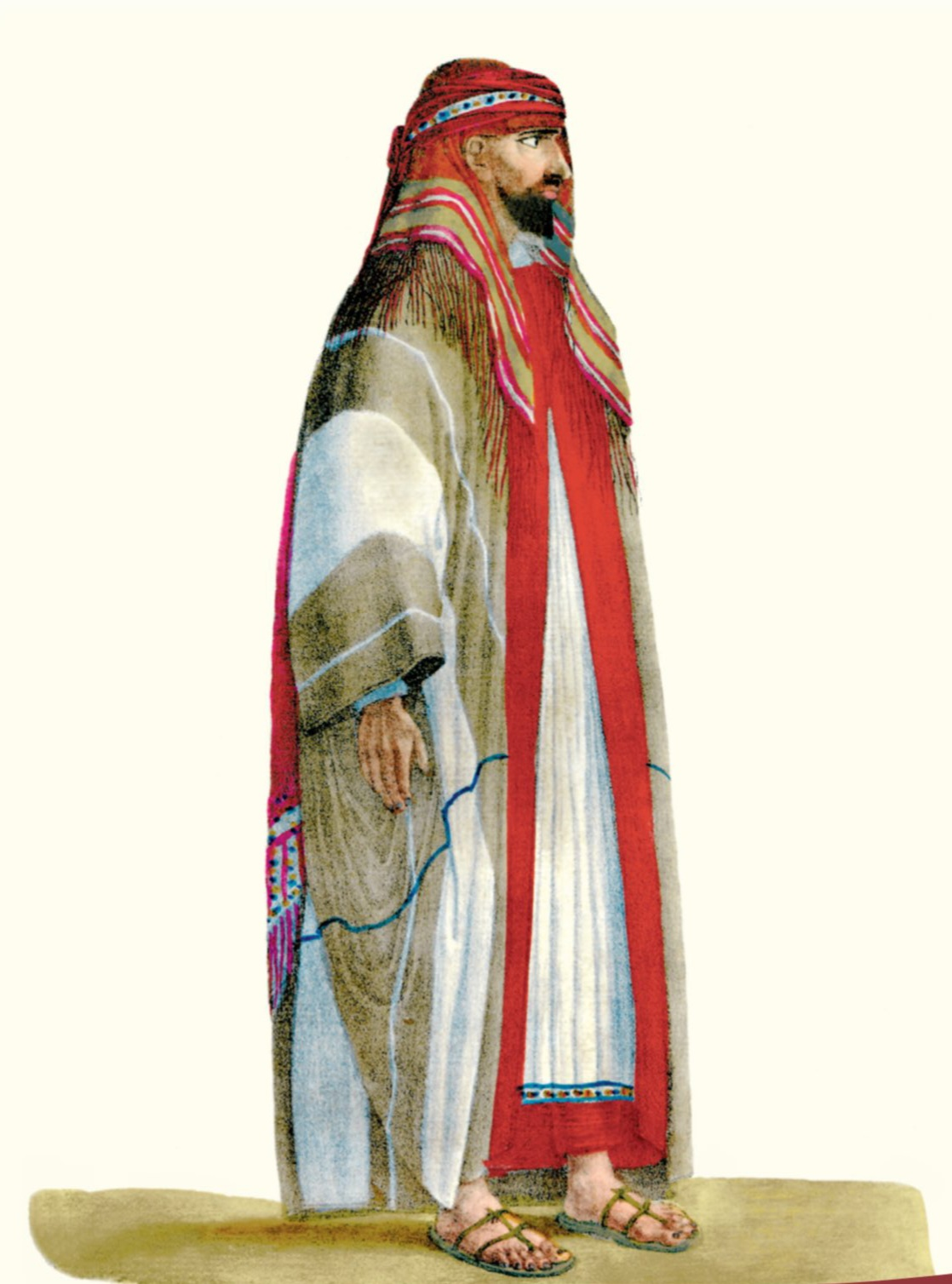
Abdullah bin Saud, leider van de Saoedische opstand, werd geëxecuteerd in Istanboel

In 1798 bezette Napoleon Egypte. In juli 1799 probeerden de Ottomanen tevergeefs met een leger te landen bij Abu Qir. In maart 1801 wist een gezamenlijke Brits-Ottomaanse legermacht de Fransen te verslaan en verjagen. In 1802 herstelde Selim III weer de betrekkingen met Frankrijk. Vervolgens vertrokken ook de Britten en bleef een Ottomaans bezettingsleger achter om de orde te herstellen, dat daar onvoldoende in slaagde.
In het ontstane machtsvacuüm wist de commandant van het leger, Mohammed Ali en van oorsprong Albanees, uiteindelijk de macht te grijpen. In 1805 had de sultan geen andere keus dan Mohammed Ali te benoemen tot wāli van Egypte. Egypte zou tot 1914 nominaal een vazalstaat van het Ottomaanse rijk blijven, maar feitelijk zou het vanaf ongeveer 1830 een onafhankelijk gebied zijn.

### Het kalifaat van de sultans
In de ogen van de meeste moslims was aan het kalifaat een einde gekomen met de val van de Abassiden en de vernietiging van Bagdad door de Mongolen in 1258. In de periode van het Ottomaanse rijk hadden enkele sultans de titel kalief gebruikt. De sultans, zelf soenniet, trachtten soms ook de belangen van hun sjiitische onderdanen te behartigen door bijdragen te geven voor het onderhoud en decoratie van sjiitische heligdommen in bijvoorbeeld Karbala. Daarnaast probeerden de sultans de aanwezigheid van hun dynastie zichtbaar te maken in steden als Mekka, Medina en Jeruzalem door middel van inscripties op heilige plaatsen.
Vanaf de achttiende eeuw begonnen de sultans zich in toenemende mate als kalief te profileren. Zij trachtten extra maatregelen te nemen voor de veiligheid van pelgrims naar de heilige steden. In het Verdrag van Küçük Kaynarca verkreeg Rusland de status van "Beschermer van de Orthodoxie" in het rijk. Rusland erkende echter de status van de sultan als kalief van de Krim-Tataren. Naarmate de militaire betekenis van het rijk afnam, begonnen de sultans meer nadruk te leggen op het islamitische karakter van hun staat. Dat was met name zichtbaar in de strijd tegen Saoedische opstandelingen in Arabië die eind achttiende en begin negentiende eeuw het gezag van het Ottomaanse rijk trachtten te ondermijnen. In 1803 namen die Mekka in. Mahmut II moest Mohammed Ali vragen de Saoedische opstand te onderdrukken.

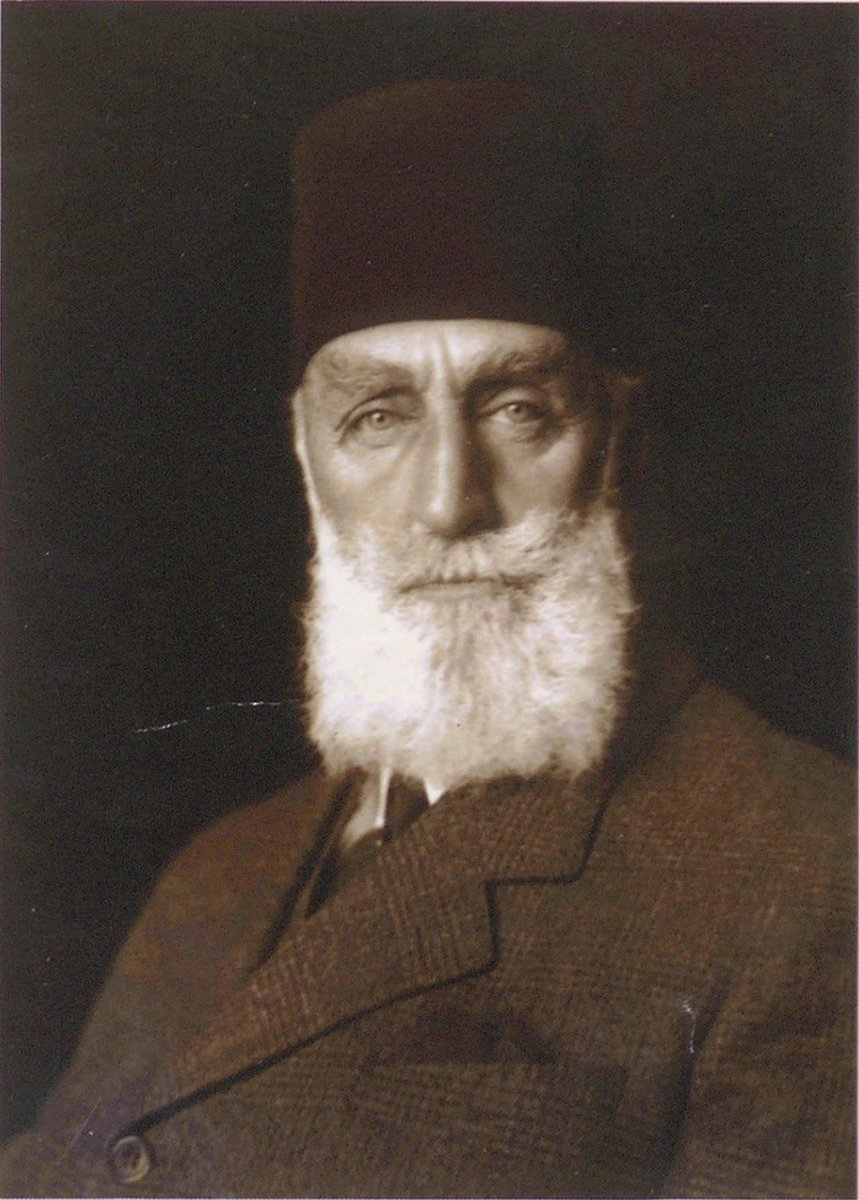
Abdulmecit II, de laatste Ottomaanse kalief

De notie van een kalifaat van de sultans werd in de negentiende eeuw uitgebouwd door Abdülaziz die een panislamitische benadering voorstond in de relaties met andere islamitische landen. Het was echter pas Abdülhamit II die in de periode dat in het rijk al veel meer moslims dan christenen woonden de meeste nadruk op zijn positie als kalief legde. Gedurende zijn periode vanaf 1876 zond hij delegaties naar bijvoorbeeld Afghanistan om hulp te verkrijgen tegen de gezamenlijke Russische vijand. Een aantal islamitische leiders zoals de khans van de Oezbeken tot de sultans van Sumatra erkende de Ottomaanse sultan ook als kalief. In het algemeen had de notie van een Ottomaans kalifaat echter maar een beperkte invloed op de islamitische wereld. Na het uitbreken van de Eerste Wereldoorlog riep de sultan/kalief in 1914 op tot een jihad tegen de Franse, Britse en Russische vijand met het bevel aan hun islamitische onderdanen in opstand te komen. Dat had nauwelijks effect. Velen van hen waren actief in de legers van de tegenstander.
Na het gedwongen vertrek van de sultan Mehmet VI in 1922 functioneerde zijn neef Abdülmecit II nog enige jaren als de laatste Ottomaanse kalief. Het is opmerkelijk dat gedurende de zeshonderd jaar van het bestaan van de dynastie geen enkele sultan ooit de hadj, de pelgrimstocht naar de heilige steden, heeft gemaakt.

## De negentiende eeuw
Na de moord op Selim III en Mustafa IV moest Mahmut II een vorm van overeenkomst vinden met de machtigste provinciale bestuurders, die hen in staat stelde hun prerogatieven te behouden. In de periode tot 1812 hield de sultan zich nauwgezet aan de overeenkomst. Mahmut II had geleerd van de wat naïeve politiek van Selim III. De jaren na 1812 wist hij bondgenoten te benoemen op sleutelposities in de militaire en administratieve hiërarchie alsmede in die van de oelama's.

### De onafhankelijkheidsbewegingen op de Balkan

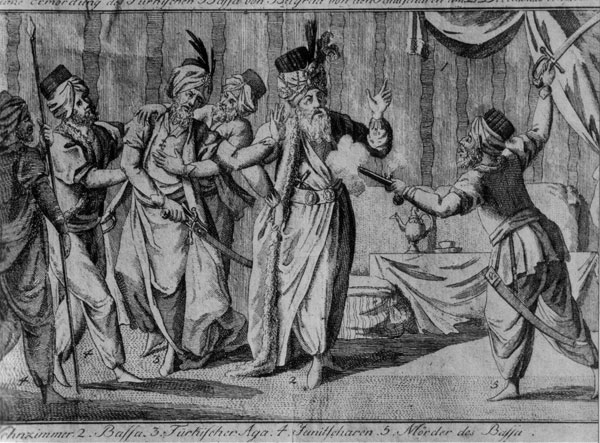
In 1802 werd Hadži Mustafa Pasha, een bij de boeren geliefde bestuurder door de janitsaren vermoord. Dit was een van de aanleidingen tot de Eerste Servische Opstand.

De gebeurtenissen in het rijk werden in de negentiende eeuw vooral gedomineerd door het verlies van het grootste deel van het rijk in Europa. Aan het begin van de eeuw vormde het Europese grondgebied nog ongeveer de helft van de omvang van het rijk. Aan het eind van de eeuw was dat nog ongeveer 20%.
In met name de Turkse geschiedschrijving wordt de opkomst van deze bewegingen vooral toegeschreven aan opkomend nationalisme onder de diverse volkeren, versterkt door de ideeën van de Franse Revolutie. Hedendaagse historici van de Balkan relativeren deze invloed als factor bij het ontstaan van de opstanden. De overgrote meerderheid van de bevolking waren christelijke boeren. Die ontleenden hun identiteit niet aan voor hen wezensvreemde noties als het zijn van Bulgaar, Serviër of zelfs Griek, maar in de eerste plaats en bovenal aan hun orthodoxe geloof.

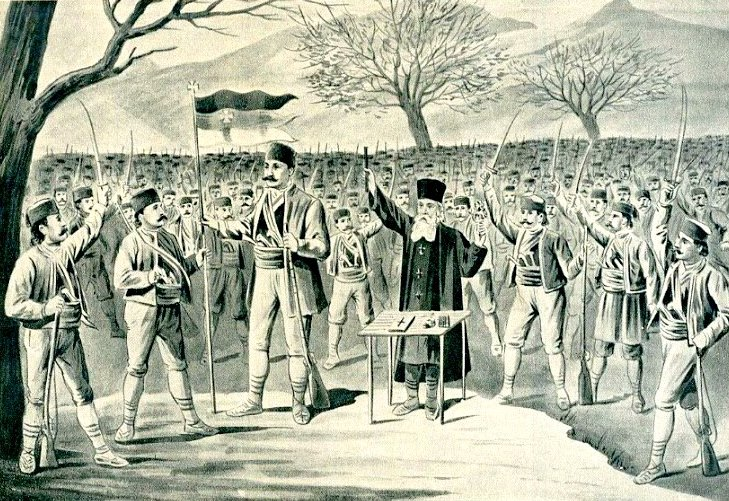
Het uitroepen van de Eerste Servische Opstand

De boeren op de Balkan hadden ook vanaf de vijftiende eeuw baat gehad bij sterk centraal gezag van de Ottomaanse overheid vanuit Istanboel. Als zij zich al ergens ´´ burger ´´ van voelden, waren ook de christelijke boeren in de eerste plaats Ottomaans burger.
De onvrede op de Balkan vanaf eind achttiende eeuw had in de eerste plaats te maken met het verdwijnen van dat centraal gezag. De Eerste Servische Opstand van 1804 tot 1812 streed in de eerste plaats voor een herstel van centraal Ottomaans gezag. Het was een protest tegen de zwakheid van de staat. Het was een reactie op sterk verslechterende sociale en economische omstandigheden, veroorzaakt door terreur van in de provincie gelegerde janitsaren en Ottomaanse functionarissen, die zich niets aantrokken van het centraal gezag in Istanboel. In 1813 wisten de Turken, gebruikmakend van interne twisten, de eerder verloren posities te heroveren. Het herstel van de Ottomaanse autoriteit ging met een grote vorm van wraakgierigheid gepaard. Dat leidde binnen een jaar tot de Tweede Servische Opstand. Het resultaat was een vorm van autonomie in de entiteit van een Vorstendom Servië dat in de decennia daarna zijn grondgebied verder uitbreidde, meer autonomie verwierf en in 1878 volledig onafhankelijk werd.

### De Griekse onafhankelijkheidsoorlog

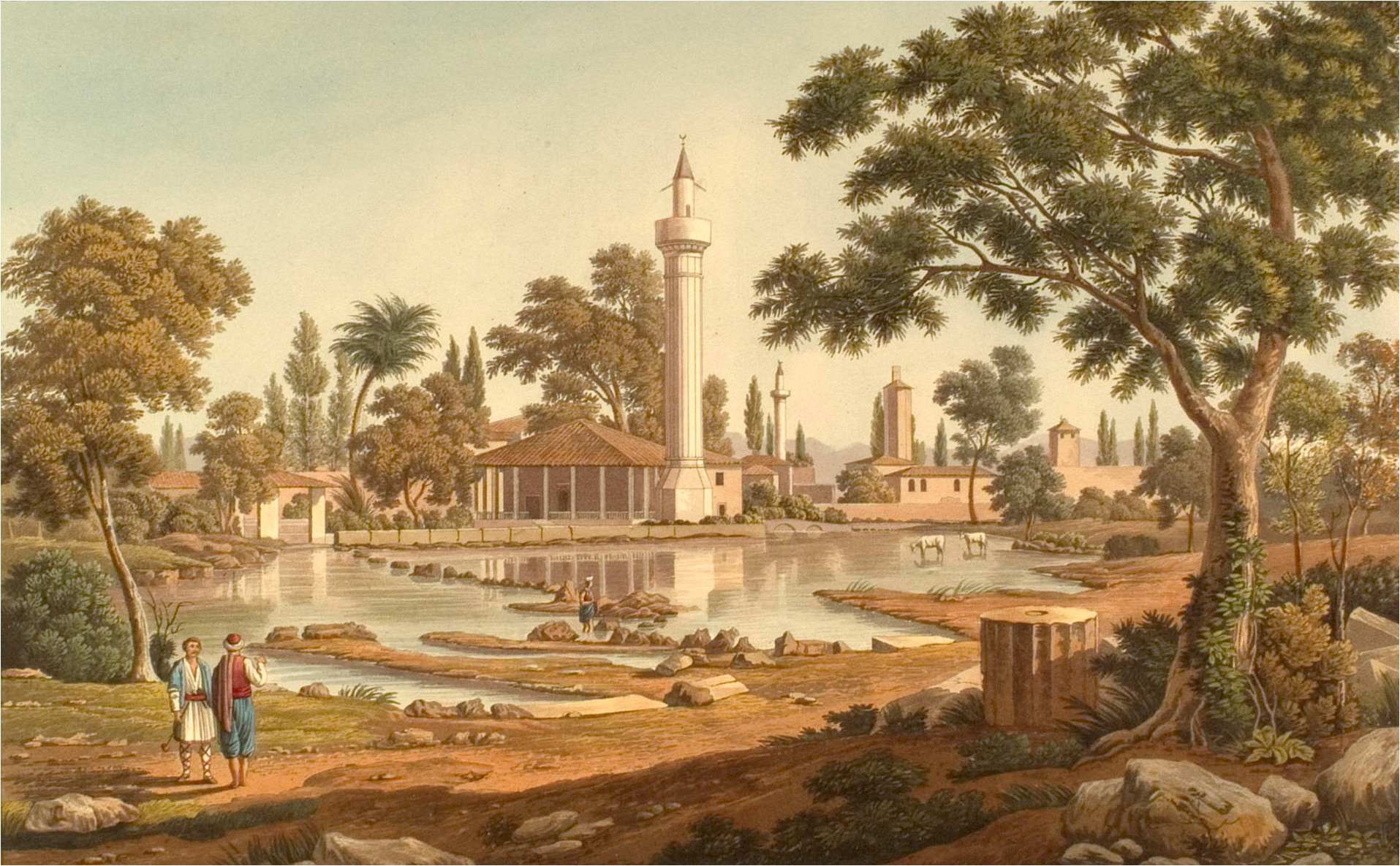
Landschap nabij Thessaloniki in 1821

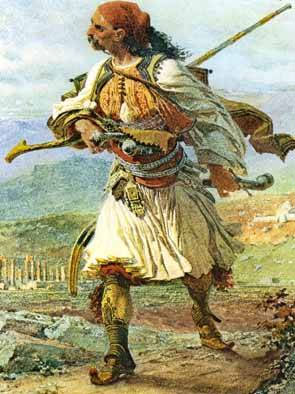
Griekstalige Armetoloi

Griekstaligen leefden veel meer dan Slaven verspreid over het hele rijk. Er waren vestigingen van Griekstaligen in het huidige Syrië, Libanon, Israël alsmede in Anatolië in het gebied aan de Zwarte Zee en Istanboel. Op Kreta en op de Peloponnesus waren aanzienlijke aantallen Griekstalige moslims. Griekse Fanarioten waren de bestuurders van Walachije en Moldavië. In Istanboel had een groep Griekstaligen, de dragomans, belangrijke voorrechten als de officiële tolken van het rijk. Het kantoor van de belangrijkste dragoman had zich ontwikkeld tot iets als een ministerie van buitenlandse zaken.
Vanaf de achttiende eeuw beheersten Griekstaligen van de eilanden de scheepvaart van het rijk. Het grootste deel van de Griekstaligen was echter ook boer en in een situatie die vergelijkbaar was met die van een Slavische boer. De meeste landheren in de zuidelijke Balkan waren ook Grieken die een vast bedrag aan Istanboel moesten betalen voor de inning van belasting en zo veel mogelijk de Griekse bevolking afpersten.
In 1812 werd door een aantal Griekse kooplieden de Filiki Eteria (Genootschap van Vrienden) opgericht. Ook de oprichters hadden geen duidelijk omschreven opvatting over de Griekse identiteit. Het doel van de vereniging werd beschreven als "bevrijding van het vaderland", opnieuw zonder enig idee over de geografische omvang van dat vaderland. Het genootschap was ook gevestigd in het Russische Odessa.
De diversiteit van Griekstaligen in het rijk zorgde voor grote verschillen in gedrag en sociale positie. Er waren aanzienlijke groepen Griekstaligen die zeker in het begin de beweging niet steunden. De kern van het Griekse leger werd gevormd door Griekstalige Kleften en Armetoloi. Kleften waren struikrovers. Armetoloi werden door de sultan gehuurd om op kleften te jagen. De scheidslijnen tussen de beide groepen kon zeer fluïde zijn al naargelang de omstandigheden dat vereisten. Beide groepen hadden geen notie van iets als een Griekse identiteit. Hun voornaamste drijfveer was zelf de posities gaan innemen van toen aanwezige landheren.

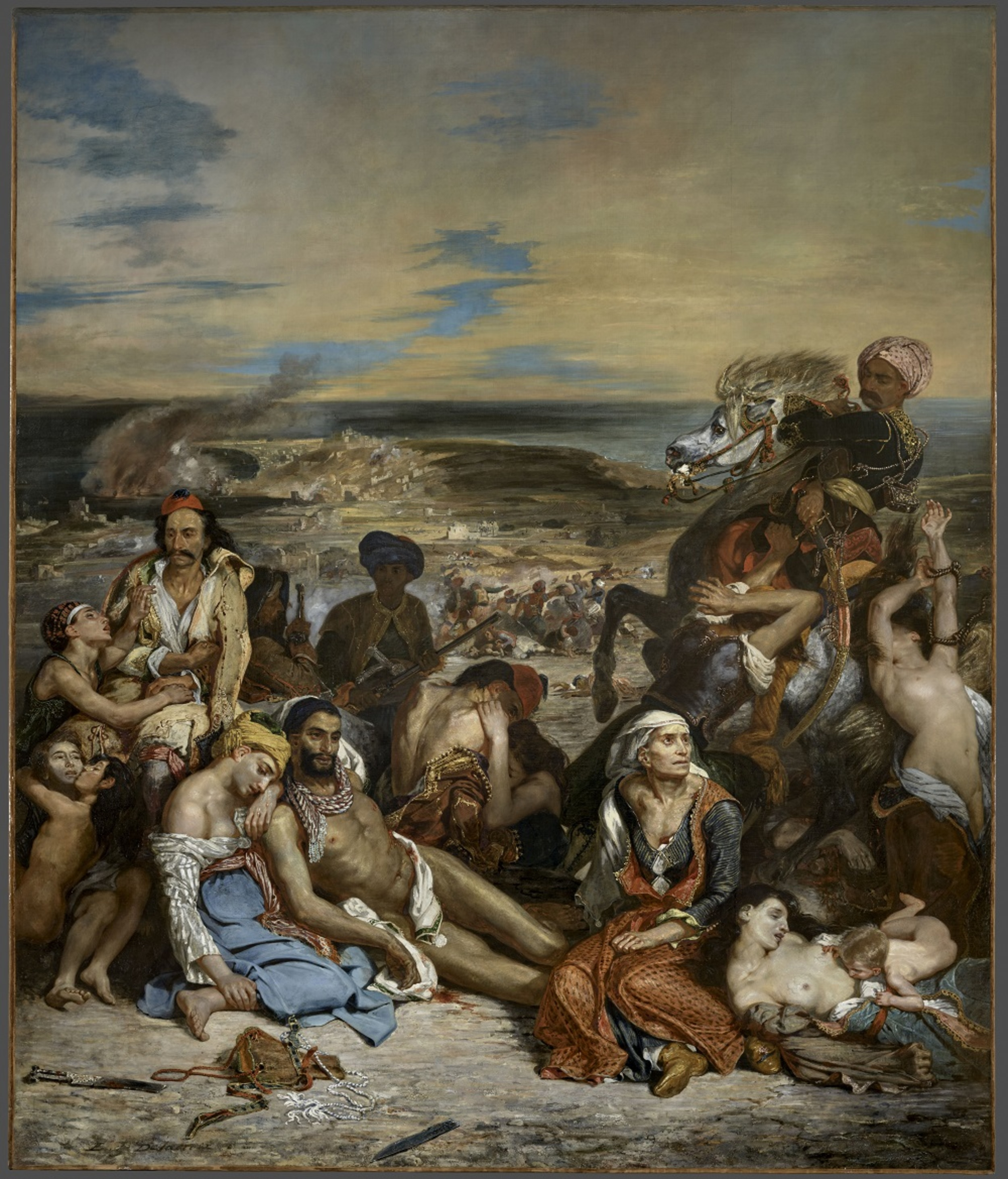
De tragedie op het eiland Chios door Eugène Delacroix

In 1821 werd het rijk geconfronteerd met opnieuw een oorlog met Perzië en met het bedwingen van Ali Pasja, de gouverneur van Albanië en Epirus, die een onafhankelijk rijk had gesticht. Grieken op de Peloponnesus maakten hiervan gebruik de Griekse Onafhankelijkheidsoorlog te beginnen. In 1824 was dit, een deel van het overige Griekse vasteland en een aantal eilanden in de Egeïsche Zee in hun bezit.
Deze oorlog werd van beide zijden met extreem geweld gevoerd. In de eerste weken waren er massale moordpartijen op christelijke burgers in Istanboel en Smyrna. Op de Peloponnesos werden daarna tienduizenden moslims vermoord. Andere bekende moordpartijen zijn die van Tripolitsa en Navarino op moslims. De in omvang grootste tragedie speelde zich af op het eiland Chios waar ongeveer 45.000 christenen omkwamen en ongeveer eenzelfde aantal in slavernij terechtkwam.

De gebiedsontwikkeling van Griekenland vanaf de Griekse onafhankelijkheid

De sultan vroeg hulp van Mohammed Ali, de gouverneur in Egypte. Troepen onder leiding van zijn zoon Ibrahim Pasja landden in 1825 op de Peloponnesos en wisten vrijwel het gehele vasteland van Griekenland op de rebellen te veroveren. In het Verdrag van Londen van 1827 riepen het Verenigd Koninkrijk, Frankrijk en Rusland de beide partijen op de vijandelijkheden te staken. In het verdrag was sprake van een onafhankelijk Griekenland, hoewel de sultan de bestuurder daarvan zou blijven.
De sultan weigerde het verdrag te accepteren en dat leidde tot de Zeeslag bij Navarino. De gecombineerd Ottomaans-Egyptische vloot werd verslagen. De regering in Istanboel weigerde nog steeds de realiteit te erkennen. Er volgde dan ook een nieuwe Russisch-Turkse oorlog. In het daar op volgende Verdrag van Adrianopel (Edirne) van 1829 moest het rijk de onafhankelijkheid van Griekenland – in een aanzienlijk kleinere omvang dan de huidige – erkennen. Het rijk erkende verder de Russische soevereiniteit in Georgië, ging akkoord met een vergroting van de autonomie van Servië en met de tijdelijke bezetting door Rusland van Moldavië en Walachije totdat door het rijk een schadeloosstelling werd betaald.

### De oorlog met Egypte

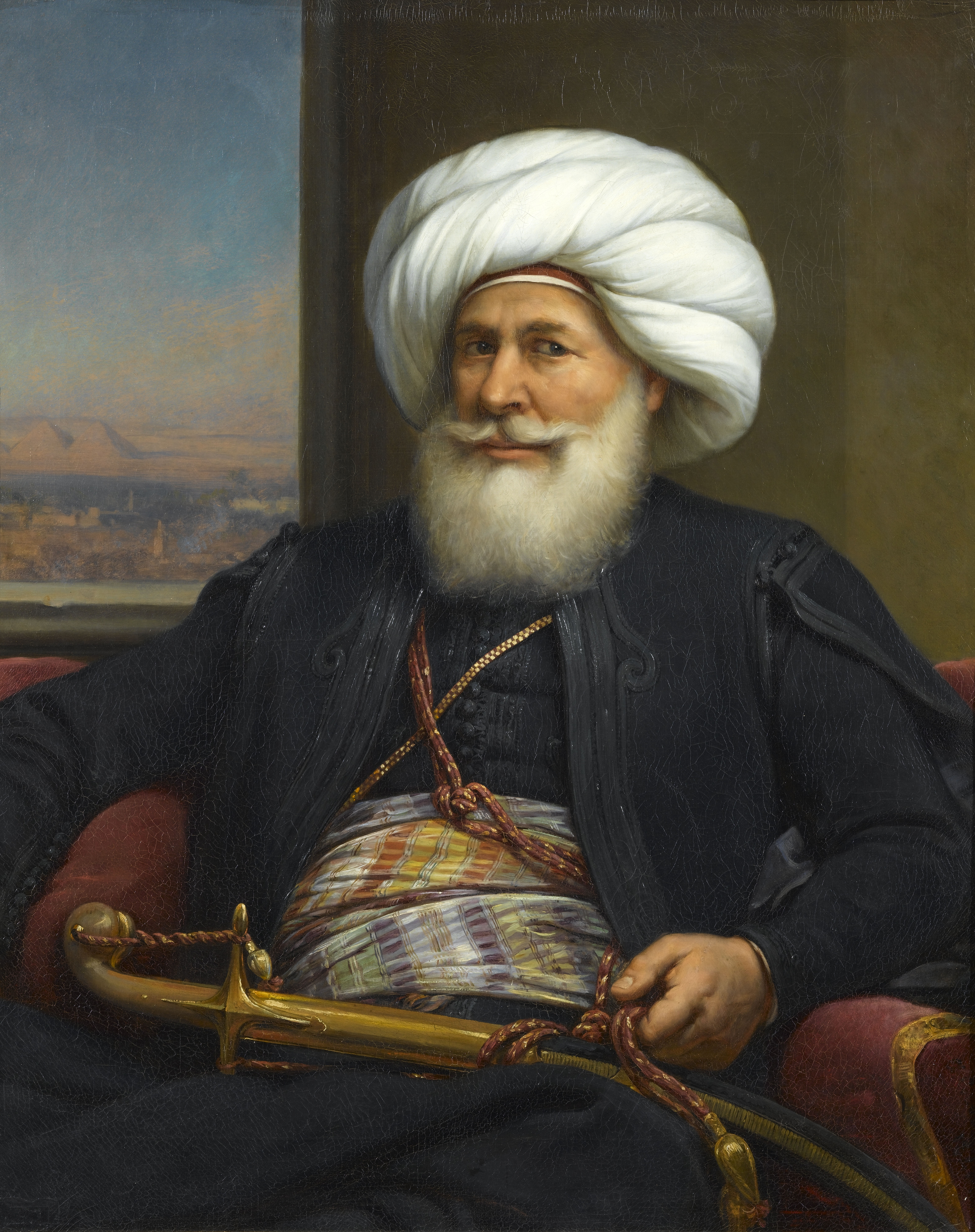
Mohammed Ali

Mohammed Ali was voor zijn inzet in de Griekse strijd een aantal beloningen toegezegd. Hij had het gouverneurschap van Syrië gevraagd en voelde zich bedrogen met aanbod van alleen Kreta. De situatie op het eiland was buitengewoon onrustig en hij verwachtte daar meer kosten te moeten maken dan hij aan inkomsten zou kunnen verwerven. Troepen die opnieuw onder leiding stonden van zijn zoon Ibrahim Pasja landden in 1831 in Jaffa. De kustgebieden van Libanon en Palestina werden bezet. In juni 1832 werd Damascus bezet. Een Ottomaans leger werd verslagen met de bezetting van het gebied rondom Homs, Aleppo en Antiochië tot gevolg.
In juli bezet het Egyptische leger al delen van het zuiden van Turkije met steden als Tarsus en Adana. Het Egyptische leger trok niet verder in afwachting van instructies van Mohammed Ali uit Caïro. Tijdens de gevechtspauze wist de grootvizier een nieuw Ottomaans leger te mobiliseren, dat echter in de slag van Konya verslagen werd. Hierna was het Egyptische leger een reële bedreiging voor Istanboel zelf.
In paniek wendde de sultan zich tot Rusland om hulp. Tsaar Nicolaas I zond een Russische legermacht van ruim 20.000 manschappen naar Anatolië. Ibrahim Pasja besloot de confrontatie met die legermacht niet aan te gaan en koos voor onderhandelingen met de sultan. Zowel de Britten als de Fransen hadden grote moeite met een Russische legermacht in de nabijheid van Istanboel. Ook zij begonnen druk uit te oefenen met als doel terugtrekking van de Russische legermacht in ruil voor concessies aan Mohammed Ali en een garantie tegen verdere invasies. Bij de Conventie van Kütahya van 1833 kwamen Kreta en de Ottomaanse provincies van Syrië en Adana onder het gezag van Mohammed Ali. Het gevolg van de Russische interventie was het verdrag van Hünkâr İskelesi. De belangrijkste – geheime – bepaling uit dat verdrag was de clausule dat het Ottomaanse rijk de Dardanellen zou sluiten voor ieder oorlogsschip indien de Russen daarom zouden verzoeken.
In 1839 probeerde het rijk de controle over Syrië te heroveren. In de oorlog die volgde leed het Ottomaanse leger opnieuw een aantal nederlagen. In juni 1840 loopt de gehele Ottomaanse vloot over naar Mohammed Ali. Onder druk van vooral Groot-Brittannië komt uiteindelijk een overeenkomst tot stand waarin Mohammed Ali afziet van Syrië en Kreta in ruil voor het erfelijk maken van zijn gouverneurschap van Egypte en Soedan.

### Binnenlandse maatregelen van Mahmut II

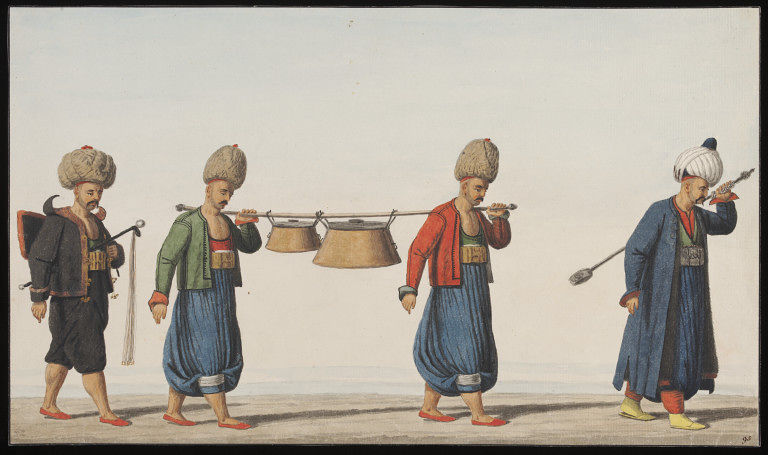
Janitsaren in 1809 met de soepketels van hun regiment

In de jaren na 1812 had de sultan gewerkt aan een coalitie met groepen die de islam konden verenigen met gebruik van meer moderne technologie. In 1826 wist hij af te rekenen met de janitsaren. Van een elite-eenheid die eens de steunpilaar van het Ottomaanse leger was, was het korps volstrekt onbekwaam, onbetrouwbaar en corrupt geworden. Mahmut II voerde de maatregelen van zijn voorganger Selim III voor het creëren van een nieuw legerorganisatie opnieuw in. Hij noemde het nu niet de Nizam -i-Cedid of Nieuwe Orde, maar het Getrainde Overwinnende Leger van Mohammed. Een week daarna kwam de voorspelbare reactie van de janitsaren, die Mahmut verwacht had. Zij verzamelden zich en protesteerden voor het paleis. Zij werden daar door een al opgestelde artillerie-eenheid van de sultan gedecimeerd. Dezelfde dag kondigde hij een decreet aan waarbij het korps werd afgeschaft.

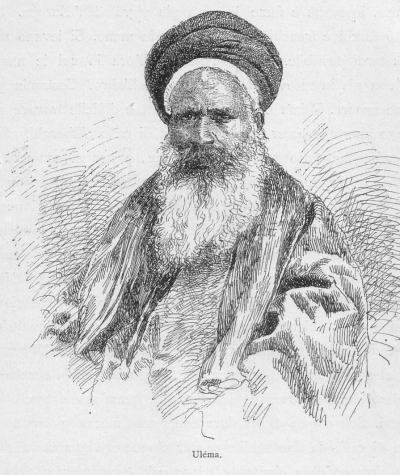
Een Oelama in 1870

Mahmut beperkte ook de invloed van de Oelama's. Hun organisatie werd ondergebracht in een departement onder een functionaris, die door de sultan werd benoemd. De charitatieve instellingen ( vakif ) werden eveneens onderdeel van een ministerie. De vakif hadden sinds de zestiende eeuw een permanente vrijstelling van belasting. Deze maatregel was de eerste stap om de vaak grote rijkdom van deze instellingen te gaan belasten. Mahmut ondernam pogingen het belastingsysteem te hervormen. In 1831 nam hij maatregelen die leidden tot een volkstelling binnen het rijk met uitzondering van de Egyptische en overige Arabische gebieden.
Vanaf 1830 probeerde de sultan de centrale bureaucratie van het rijk te hervormen. Hij bracht de verantwoordelijkheden van de grootvizier onder in meerdere ministeries, In 1831 besloot de regering zelf regelmatige publicaties uit te geven in de vorm van een staatsdagblad.

### De Periode van de Tanzimaat

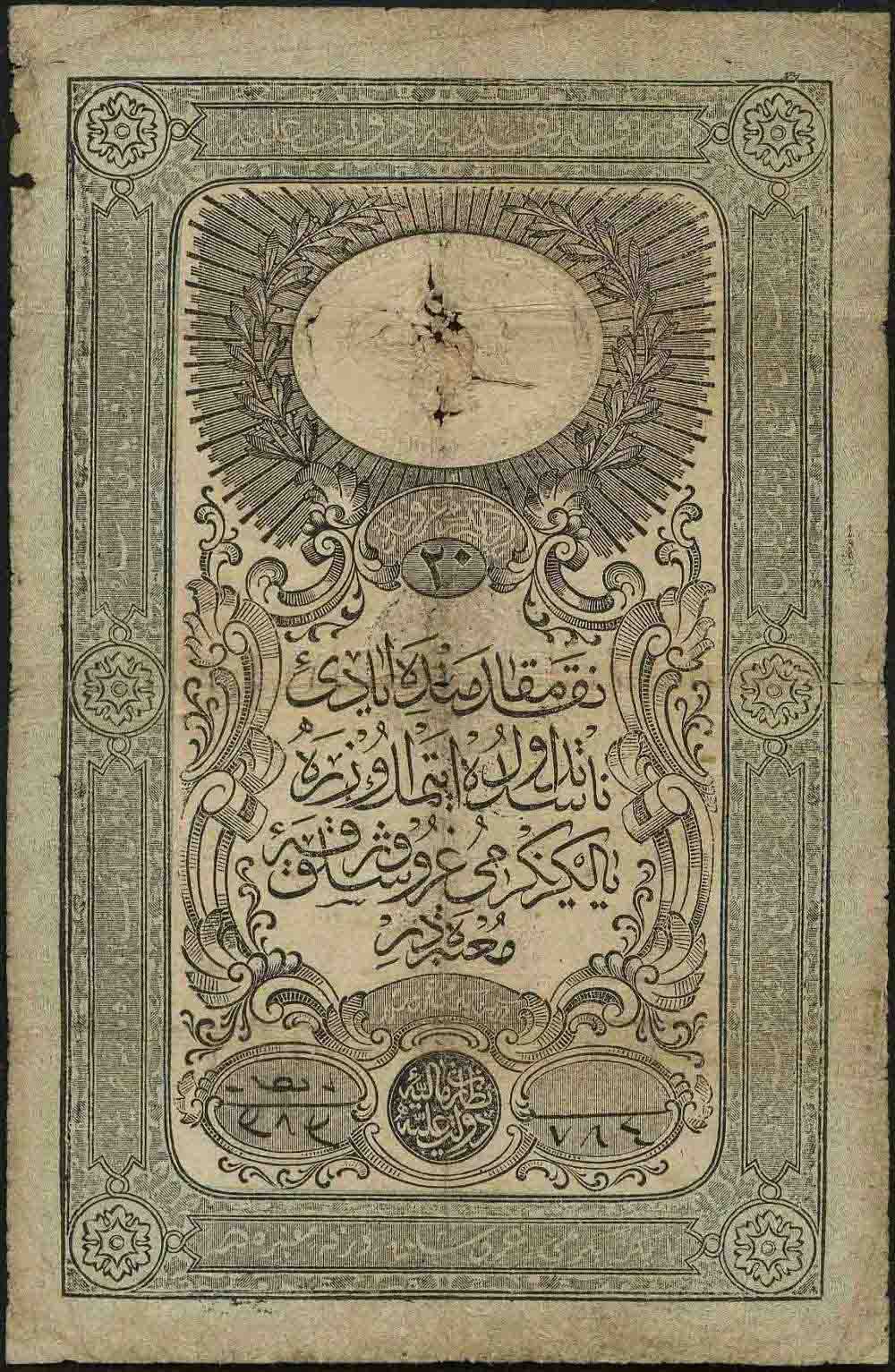
De eerste Ottomaanse bankbiljetten

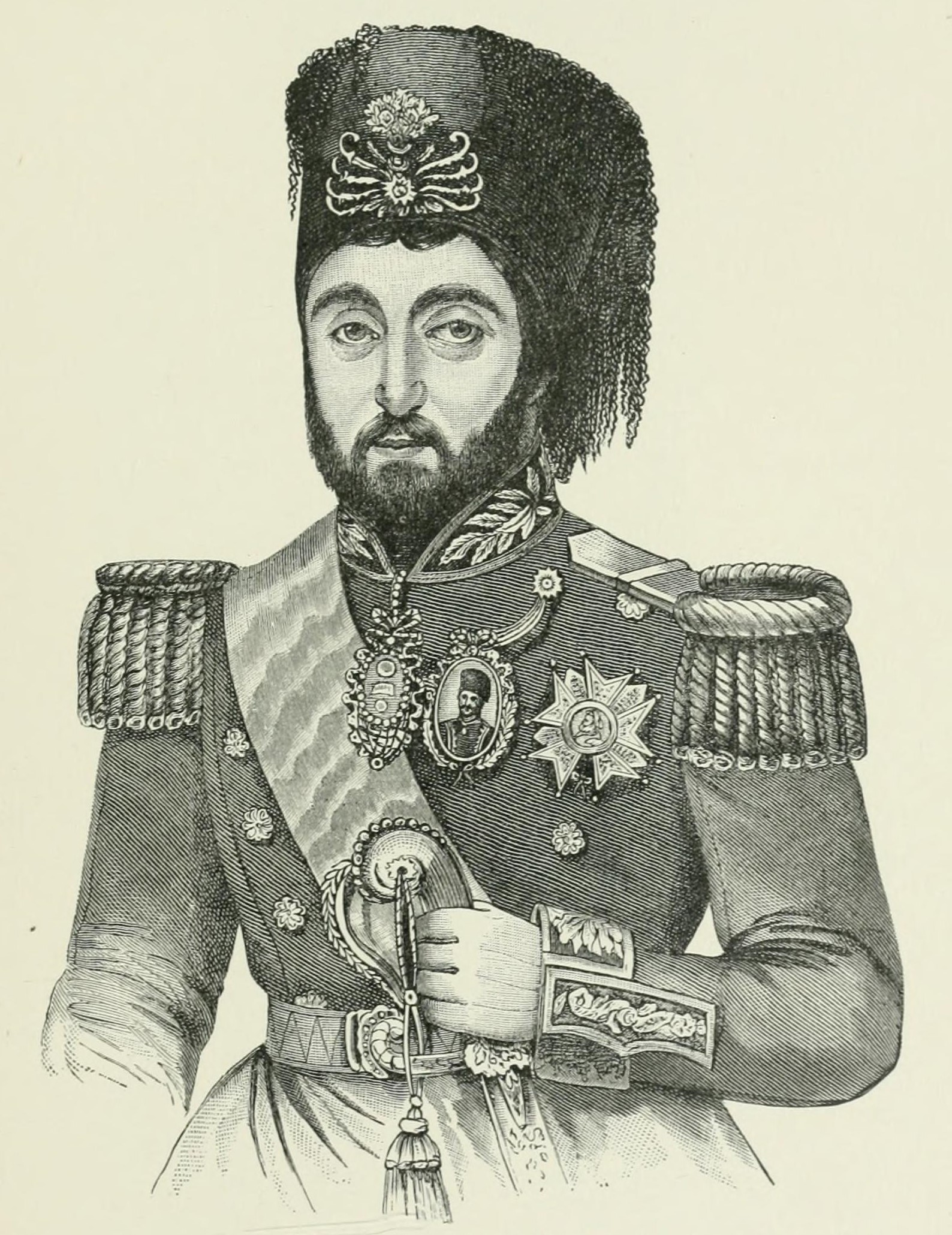
Mustafa Reşid Pasja was de drijvende kracht achter de ideeën van de Tanzimaat

De dood van Mahmut III in 1839 betekende geen breuk met zijn binnenlandse beleid. De twee volgende sultans, Abdülmecit en zijn broer Abdülaziz, zetten zijn beleid gericht op centralisatie en hervormingen voort. De periode van 1839 tot 1876 is dan ook bekend als die van de Tanzimaat (Tanzimat – i Hayriye of Heilzame Hervormingen). De macht binnen het rijk verschoof naar een meer moderne bureaucratie. Het had tot gevolg dat de positie van de sultans verzwakte.
Het eerste belangrijke decreet van de periode werd in 1839 bekendgemaakt op het plein van de rozentuin voor het paleis. De naam van het decreet is dan ook Gulhane- Hatt -i- Serif ( Het Nobele Decreet van de Rozentuin). Essenties van het decreet waren onder meer afschaffing van het systeem van verpachten van belastingen, invoeren van een dienstplicht voor het leger en gelijkheid voor de wet voor alle onderdanen ongeacht tot welke religie zij behoorden.
In 1840 richtte de regering een staatsbank op. Het volgende jaar werden de eerste Ottomaanse bankbiljetten geïntroduceerd. Er werd een ministerie voor onderwijs gecreëerd en een hervorming van het strafrechtsysteem naar Frans model. In 1856 werd bij een nieuw decreet de hoofdelijke belasting voor niet-moslims afgeschaft. Het werd vervangen door een belastingmaatregel als zij geen dienstplicht wensten te vervullen. De laatste regeling kwam uiteindelijk op hetzelfde neer als de hoofdelijke belasting en echt feitelijk veranderde er weinig aan de sociale positie van christenen.
Dat decreet trachtte ook de macht van hoge geestelijkheid van de nog bestaande Armeense en Griekse millets te beperken en de positie van seculier leiderschap in die kringen te versterken. In 1864 werd een provinciale herindeling van kracht en er kwam ook op dorpsniveau een vorm van gemeentelijk bestuur.
Er waren sterke krachten die zich tegen de ideeën achter de Tanzimaat verzetten. Dat verzet was met name gericht op de nu formele gelijkwaardigheid van alle onderdanen in het rijk, waarmee de superioriteit van de islam werd ontkend. De formele gelijkberechtiging leidde ook tot een aantasting van de positie van de millets en hun zelfregulerend vermogen.
De mannen achter de Tanzimaat, de tanzimatçilar, waaronder de drijvende kracht Mustafa Reşid Pasja verwierpen het idee van een constitutie. Volgens hen zou het principe van een volksvertegenwoordiging in een rijk met zoveel nationaliteiten tot chaos leiden. Het zou ook de nationalistische verlangens onder christenen stimuleren.
Het verzet in het Europees deel van het rijk was het grootst bij de moslimelite in Bosnië. De afschaffing van het systeem van verpachten van belastingen en overgaan tot directe inning werd door hen massaal verhinderd. Dat verzet leidde na 1850 tot een militaire strijd tussen de Bosnische begs en de regering in Istanboel. De volgende decennia waren er voortdurend opstanden van de begs als later de orthodoxe boeren. Het probleem van de Tanzimaat was dat het aan de agrarische verhoudingen volstrekt onvoldoende aandacht besteedde.

### De Krimoorlog

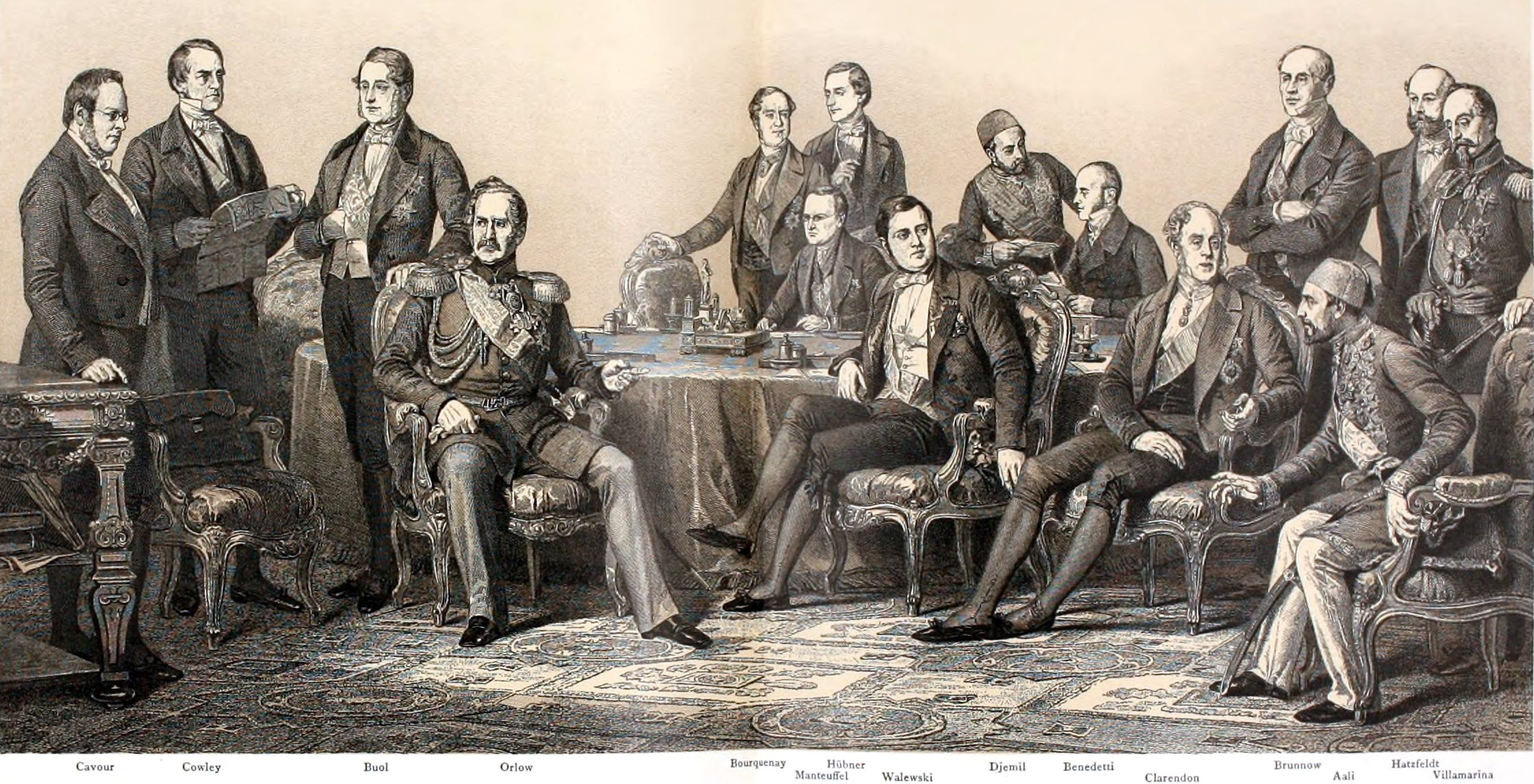
Ali Pasja (rechts) ondertekende het Verdrag van Parijs namens het rijk

Het belangrijkste internationale conflict in deze periode was de Krimoorlog. Aanleiding was een conflict over het beheer van bedevaartplaatsen in Palestina. Rusland eiste in 1853 het recht om niet alleen de orthodoxe kerk maar ook alle orthodoxe inwoners van het rijk te beschermen. De regering in Istanboel weigerde dat en werd daarbij gesteund door Frankrijk en Groot-Brittannië. Met name het laatste land wilde verdere uitbreiding van de Russische macht aan de Zwarte Zee voorkomen.
In maart 1854 verklaarden de Fransen en Britten Rusland de oorlog. In maart 1856 kwam de oorlog tot een eind met de Vrede van Parijs. Rusland was de grote verliezer van de oorlog. Het diende zijn aanspraak de enige beschermer van christenen in het rijk te zijn op te geven. Het verloor zijn controle over Walachije en Moldavië. Enkele jaren werden de beide vorstendommen verenigd tot het land Roemenië. Dat viel onder nominaal Ottomaanse gezag, maar bezat een eigen constitutie. De Zwarte Zee werd ontoegankelijk voor oorlogsschepen van iedere natie. Rusland mocht langs de kusten geen oorlogshavens meer bouwen en diende zijn Zwarte Zeevloot te ontmantelen. Bij het verdrag werd de autonomie van Servië aanzienlijk uitgebreid. De Europese mogendheden zouden de onafhankelijkheid en integriteit van het rijk waarborgen.

## De crisis van 1875-1878

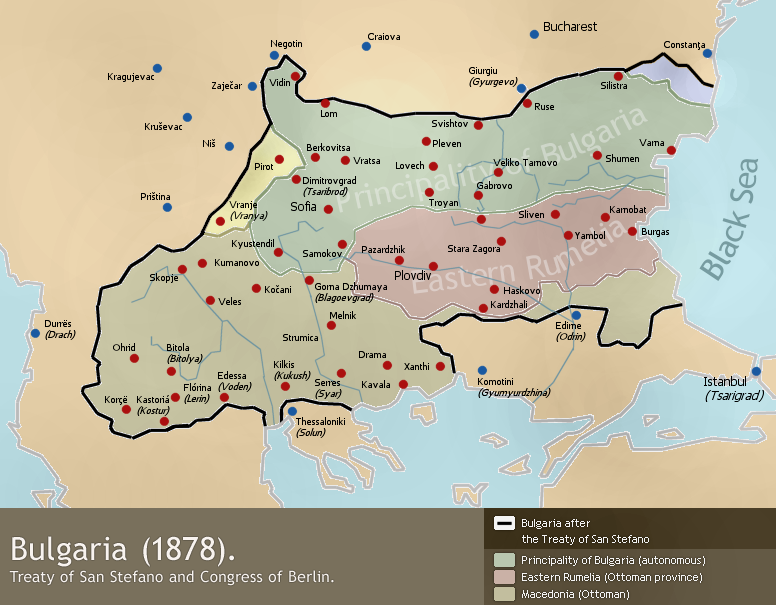
Bulgarije met een grens aan de Egeïsche Zee bij het Verdrag van San Stefano

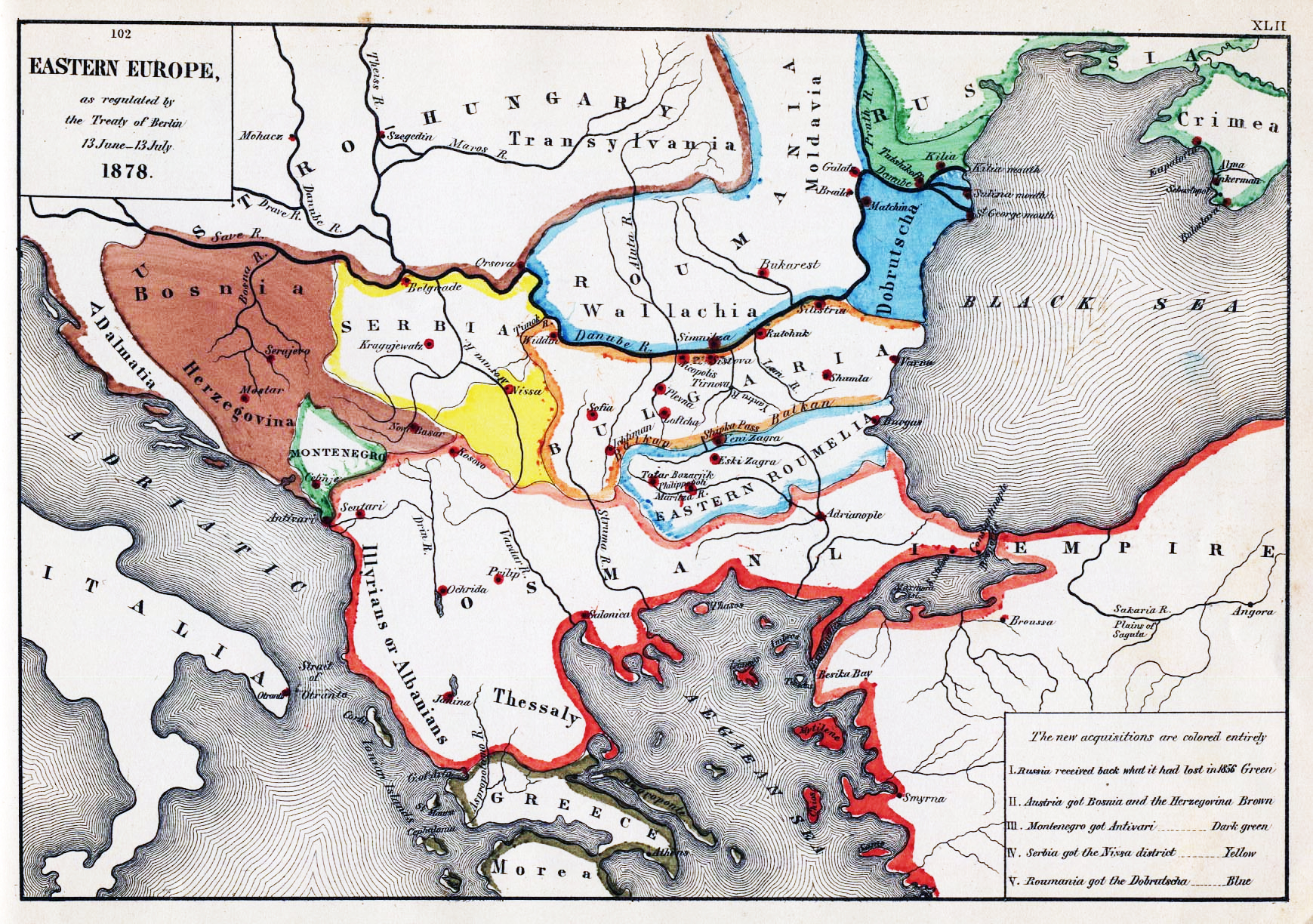
Grenzen op de Balkan na het Congres van Berlijn

In 1873 brak een grote twintig jaar durende grote depressie uit, die ook het Ottomaanse rijk trof. In 1873 en 1874 was er sprake van een volledige mislukking van de oogsten in Anatolië. Hongersnoden waren het gevolg, maar ook de inkomsten van de al inefficiënt geïnde belastingen liepen nog verder terug. Vanaf met name de Krimoorlog had de Ottomaanse staat grote leningen afgesloten bij Europese financiële instellingen. De leningen werden in principe aangewend voor de modernisering van het leger, maar veel lekte weg door corruptie. In 1875 was alleen de rente op de leningen van de twee decennia daarvoor opgelopen tot meer dan 50 % van het jaarlijkse budget van de staat. Om toch inkomsten te kunnen verwerven werden extra heffingen geïntroduceerd in gebieden waar geen hongersnood heerste. Dat waren uitsluitend gebieden in het Europese deel van het rijk.
Dat was de directe aanleiding tot een opstand van boeren in Bosnië en Herzegovina. Het was de decennia daarvoor voortdurend onrustig geweest in het gebied. De belangrijkste bron van het conflict was dat de overgang van het systeem van verpachten van belastingen en overgaan tot directe inning door de islamitische landheren massaal bleef worden verhinderd. Dat leidde tot een steeds verdere achteruitgang van de economische situatie van de overwegend orthodoxe boeren.
Die opstand werd door goed gewapende Servische vrijwilligers ondersteund. Door hun inzet kreeg de opstand ook steeds meer het karakter van een nationalistische beweging. In 1876 ontdekten Ottomaanse functionarissen een plan tot een opstand in Bulgarije. De opstandelingen werden daardoor gedwongen eerder dan voorgenomen in actie te komen. Duizenden moslims werden daarbij om het leven gebracht. De opstand in Bulgarije werd snel onderdrukt, maar ook dat ging met massale moordpartijen op christenen gepaard.
Inmiddels hadden Servië en Montenegro hun formele onafhankelijkheid uitgeroepen en het rijk de oorlog verklaard. Ottomaanse troepen wisten het Servische leger herhaaldelijk te verslaan en dreigden opnieuw Belgrado in te nemen. In maart 1877 was Servië gedwongen om een wapenstilstand te vragen. Vrijwel onmiddellijk daarna verklaarde Rusland de oorlog en was de Russisch-Turkse Oorlog van 1877-1878 een feit. Het Ottomaanse leger wist tot het eind van dat jaar redelijk stand te houden tegen de Russen, maar in december forceerde het Russische leger een doorbraak bij Pleven. Dat was het eind van de Ottomaanse tegenstand. In februari 1878 stond het Russische leger op 15 kilometer van Istanboel. In maart werd het voor het rijk catastrofale Verdrag van San Stefano gesloten. Het verdrag voorzag in de stichting van een Groot Bulgarije, met grenzen zowel aan de Zwarte als aan de Egeïsche Zee, uitbreiding van het gebied van Servië en met name Montenegro. Roemenië en Servië werden volledig onafhankelijk. Rusland verwierf de Ottomaanse provincies Kars, Ardahan en Batoemi. Rusland zou het nieuwe Bulgarije nog enkele jaren bezet mogen houden.
Dit was te veel voor Groot-Brittannië en Oostenrijk, die vreesden dat een te grote Russische overheersing van de Balkan de balans in Europa te veel zou verstoren. Die druk leidde tot het Congres van Berlijn. Rusland moest het grootse deel van zijn veroveringen weer afstaan. Van Roemenië, Servië en Montenegro bleef de – de jure – onafhankelijkheid erkend, maar hun gebiedsuitbreiding werd aanzienlijk gereduceerd. Het deel van Bulgarije dat ten noorden van het Balkangebergte lag kreeg een autonome status. Het gebied ten zuiden daarvan, Oost-Roemelië, bleef een Ottomaanse provincie onder gezag van een christelijke gouverneur. In een separate overeenkomst met de Britten werd het rijk gedwongen Cyprus af te staan. Vrijwel onmiddellijk na het congres werden Bosnië en Herzegovina bezet door Oostenrijk.

### De demografische gevolgen

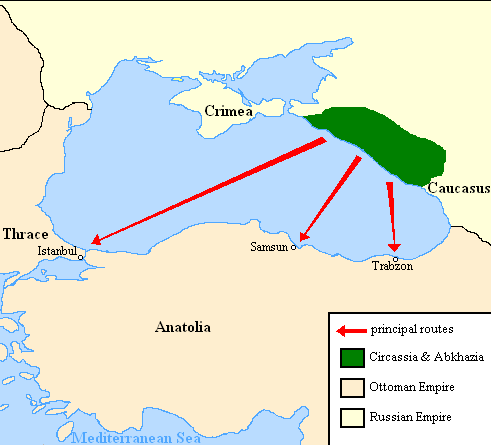
Migratieroutes van Circassiërs naar het Ottomaanse rijk

Al in de achttiende eeuw hadden moslims als gevolg van de uitbreiding van het Russische rijk naar het zuiden hun toevlucht gezocht in het rijk. Een tweede stroom was het gevolg van de Russische nederlaag in de Krimoorlog. Honderdduizenden Krim-Tataren weken uit angst voor vergelding uit naar het rijk. Ongeveer 30 % van de vluchtelingen vestigde zich in het Europees deel, waarvan de meesten in Bulgarije, Thracië en Macedonië. Het grootste deel vestigde zich in Anatolië.
Na een periode van honderd jaar strijd in de Kaukasus werd in 1864 de Russisch-Circassische Oorlog beëindigd. Ongeveer vierhonderdduizend Circassiërs vluchtten naar het rijk. Ook dat creëerde grote spanningen tussen de vluchtelingen en de gevestigde bevolking.
Ook het verdrag van Berlijn had grote demografische consequenties voor het rijk. In 1878 was het grondgebied van het rijk in Europa sterk gereduceerd. In de nieuw gecreëerde staten was een sterk anti-Turkse stemming. Opnieuw vluchtten honderdduizenden moslims uit deze staten naar Thracië en Istanboel. In Bulgarije hadden voor 1875 ongeveer anderhalf miljoen moslims gewoond. In 1879 nog slechts de helft. Veel van de vluchtelingen waren twee decennia daarvoor als gevolg van de Krimoorlog al gevlucht. Een derde van de moslims in Bosnië en Herzegovina was gedood of gevlucht. Het grootste deel van het kleinere aantal moslims in Servië verliet het land. Verreweg de meesten van al die vluchtelingen kwamen uiteindelijk in Anatolië terecht. Het gevolg was dat dit gebied het demografische centrum van het rijk werd.

## De periode van Abdülhamit II
Tijdens de crisis en vlak voor het uitbreken van de Russisch-Turkse Oorlog van 1877/1878 werd een staatsgreep gepleegd. Het gevolg was het gedwongen aftreden van sultan Abdülaziz. De plegers van de staatsgreep brachten Murat V op de troon, nadat zij zich verzekerd hadden dat deze een constitutie zou ondertekenen. Murat was chronisch alcoholist en niet in staat het ambt uit te oefenen. Na drie maanden werd ook hij afgezet en vervangen door Abdülhamit II.

### De constitutie

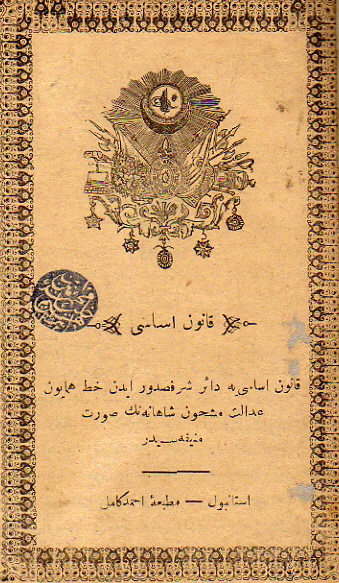
Titelblad van de eerste Ottomaanse constitutie van 1877

De plegers van de staatsgreep staan bekend onder de naam van de Jonge Ottomanen. In veel literatuur worden zij aangeduid als liberalen. Zij waren echter zeer kritisch ten opzichte van economisch liberalisme en de veronachtzaming van islamitische waarden in de Tanzimaat. De Jonge Ottomanen hadden een constitutioneel systeem voor ogen dat gebaseerd was op wat zij als islamitische waarden en normen zagen. Zij benadrukten een vorm van Ottomaans patriottisme. De grondwet garandeerde een rechtsstaat waar alle onderdanen gelijk waren voor de wet. Het systeem van de millets werd niet ontmanteld, maar de macht van seculiere instellingen nam toe. Onderwijs, dienstplicht, directe belasting waren in de grondwet voor alle inwoners van het rijk gelijk.
De grondwet voorzag in een parlement, dat uit twee Kamers bestond. Er was echter ook een aantal bepalingen in de grondwet, die de grote macht van de sultan continueerden. Hij had zeer grote uitvoerende bevoegdheden, waaronder het recht van veto op iedere in het parlement aanvaarde wet. Hij kon ieder persoon in het rijk in ballingschap zenden en het parlement ontbinden zonder een datum vast te stellen voor nieuwe verkiezingen. Het was snel duidelijk dat Abdülhamit II niet als een constitutioneel monarch wenste te regeren. Na de eerste verkiezingen in 1878 – onder een zeer beperkte groep kiesgerechtigden – werd Mithat Pasja, de belangrijkste auteur van de grondwet in ballingschap gezonden en enige tijd later onthoofd. De sultan ontbond het parlement en schorste de grondwet. Het zou dertig jaar duren voor dat er weer een parlement bijeen kwam. De macht in de staat verschoof weer van een professionele bureaucratie naar de sultan zelf.

### Modernisering
In de Turkse geschiedschrijving wordt en werd de persoon en de periode van deze sultan nogal verschillend beoordeeld. Tot in de tweede helft van de twintigste eeuw beschreven de meeste Turkse historici Abdülhamit II als een reactionair die lang de vernieuwing van Turkije heeft gefrustreerd. In de laatste decennia wordt zijn periode echter beschreven als de voortzetting en het hoogtepunt van Tanzimaat en het begin van de werkelijke modernisering van het rijk. In de periode werd een daadwerkelijke verbetering gemaakt met zaken als infrastructuur, zoals verharde wegen, aanleg van spoorwegen, telegrafie en vooral in het creëren van een systeem van lager onderwijs.
Het probleem van de enorme Ottomaanse staatsschuld werd voor een deel opgelost. In 1881 werd een orgaan in het leven geroepen met als doel die te saneren. Daarvoor werd een deel van de Ottomaanse economie in handen gegeven aan Europese crediteuren. Dit bureau inde de belasting van een aantal provincies en had het beheer over een aantal staatsbedrijven. Aan het begin van de twintigste eeuw was het dermate succesvol, dat de Ottomaanse staat het eigendom en beheer weer terug kreeg. In deze periode werden ook voor het eerst echt mercantilistische maatregelen getroffen in de vorm van importtarieven. Tussen ongeveer 1890 en 1908 was er duidelijk sprake van significante economische groei. Ook het Ottomaanse leger werd op meer professionele wijze gemoderniseerd.

### Internationale situatie

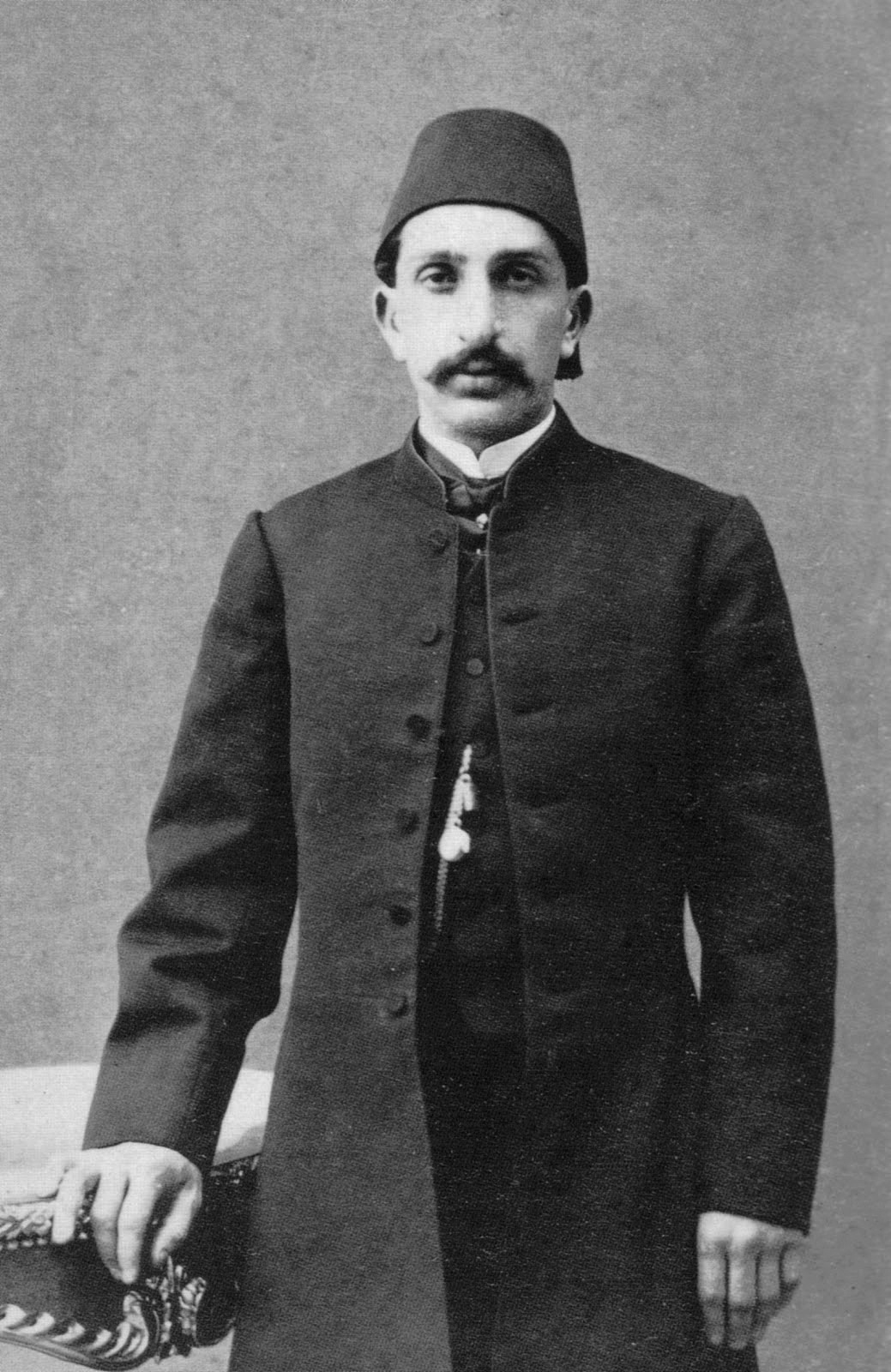
Abdülhamit II

Ook Abdülhamit II slaagde er echter niet in de verder afkalving van het rijk te voorkomen. Er waren in de negentiende eeuw herhaaldelijk opstanden op Kreta vanwege de wens van de meerderheid van de bevolking tot aansluiting met Griekenland. In 1897 leidde een opstand tot een Grieks-Turkse oorlog waarbij het gemoderniseerde Ottomaanse leger de Grieken versloeg. Interventie van Frankrijk, Italië, Rusland en het Verenigd Koninkrijk leidde echter tot de stichting van een onafhankelijke Republiek Kreta, dat zich in 1908 aansluit bij Griekenland.
De belangrijkste etnische spanningen betroffen echter het Macedonische en Armeense probleem. In Macedonië was de situatie met name gecompliceerd door de daar nog steeds aanwezige etnische diversiteit. Een tweede complicatie was het feit, dat er een revolutionaire organisatie was die streed voor een onafhankelijk Macedonië en een organisatie die aansluiting bij Bulgarije zocht.
Het grootste probleem was echter de Armeense kwestie. Meerdere Armeense organisaties streefden naar onafhankelijkheid of ten minste vergaande autonomie. Daarbij werd een aantal terroristische aanslagen gepleegd. De reactie van de Ottomaanse regering was het vormen van nieuwe regimenten die voornamelijk uit Koerden bestonden. In 1894, 1895 en 1896 werden door die regimenten massale moordpartijen op Armeniërs uitgevoerd.

### Oppositie

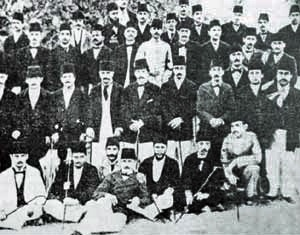
Het eerste congres van de Ottomaanse oppositie in 1902 in Parijs

Het autocratische bewind van Abdülhamit II creëerde een aantal oppositiebewegingen. De belangrijkste daarvan verenigden zich in het Comité voor Eenheid en Vooruitgang. Binnen de groep die ook wel aangeduid wordt als de Jonge Turken bestonden twee stromingen. De eerste stroming streefde naar een seculiere natie met dezelfde rol voor wetenschap als in Europa. Zij waren voorstander van een sterke rol van de overheid in de economie en tegenstander van Europese interventies als gevolg van etnische kwesties.
De tweede stroming was in economisch opzicht meer liberaal, stond voor vrijhandel, mogelijkheden voor meer buitenlands kapitaal in het rijk en kon leven met bemoeienis van Europese mogendheden in de Armeense kwestie. Het wenste vooral een verenigd, multinationaal en multireligieus rijk. Op een aantal plaatsen in het rijk werden geheime cellen gevormd, met name door officieren van het leger.
Macedonië maakte nog steeds deel uit van het rijk. In 1908 waren er Brits-Russische besprekingen met als doel een oplossing te creëren voor de voortdurende onrust en geweld in het gebied. Een groep Ottomaanse officieren in het gebied en lid van het Comité zag hier in het gevaar voor verdere ontmanteling van het rijk. Dit moment werd dan ook aangegrepen om in opstand te komen tegen het bewind van de sultan, die geen andere keus had dan te capituleren. In juli stelde hij de grondwet weer in werking en aan het eind van het jaar kwam er weer een parlement bijeen. Het herstellen van de constitutie werd ook door de andere religieuze groeperingen in het rijk met groot enthousiasme begroet. Voor korte tijd was er weer enig vertrouwen in een verenigd multireligieus rijk. De nieuwe machthebbers ontnamen de sultan vrijwel alle reële macht.
In 1909 pleegden conservatieve elementen en de sultan een poging tot een contrarevolutie, waarbij beloofd werd het kalifaat te herstellen en het op de sharia gebaseerde rechtssysteem weer in te voeren. Die poging had geen succes. De sultan werd gedwongen afstand te doen van de troon en opgevolgd door zijn jongere broer Mehmet V.

## Mehmet V 1909-1918

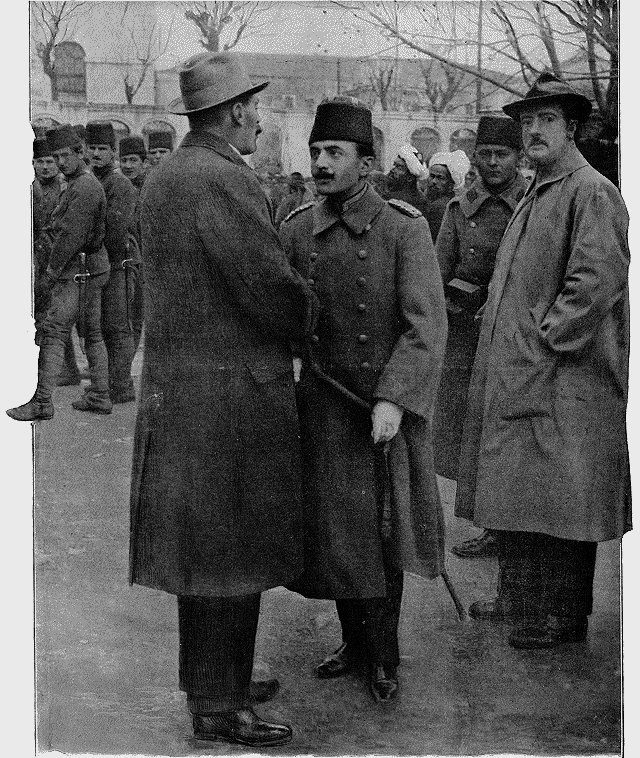
Enver Pasja in gesprek met de Britse attaché onmiddellijk na de staatsgreep van januari 1913. Het begin van het bewind van de Drie Pasja's

### Politiek
Na het neerslaan van de contrarevolutie werd in snel tempo een aantal wetgevende maatregelen genomen. De bevoegdheid van de sultan werd beperkt tot het benoemen van de grootvizier en de Sjeikh ul-Islam, de hoogste islamitische geestelijke in het rijk. Het parlement kon alleen ontbonden worden onder de voorwaarde van het gelijktijdig bepalen van nieuwe verkiezingen. Er kwam echter ook nieuwe en restrictieve wetgeving op onder meer persvrijheid en stakingsrecht.
Het Comité voor Eenheid en Vooruitgang had altijd al meerdere ideologische stromingen bevat. Er waren verschillende opvattingen over de rol van de staat in het economisch leven. Er waren echter vooral verschillende opvattingen over het karakter van een seculiere staat en in hoeverre staat en religie daar in moesten worden gescheiden. Er waren groeperingen die radicaal voor een complete seculiere staat kozen. Er waren ook groepen, die pleitten voor een overheid die handelde op basis van religieuze, islamitische normen en waarden van ethiek en moraal.
In 1911 vormden die groeperingen eigen politieke partijen. Een van die partijen was de Vrijheids- en Eenheidspartij, die in november dat jaar werd opgericht. In het parlement verklaarden zich onmiddellijk ruim 70 leden tot aanhanger van de partij. In december won het de verkiezingen in Istanboel, die als gevolg van vacante zetels noodzakelijk waren. Het antwoord van het Comité was het ontbinden van het parlement en uitschrijven van nieuwe verkiezingen voor april 1912. Die werden door middel van geweld en intimidatie gewonnen door de parlementaire arm van het Comité. Het behaalde 269 van de in totaal 275 zetels.
De uitslag van de verkiezingen had een nieuwe contrarevolutie tot gevolg. Ontevreden officieren vormde een groep, die bekendstaat als 'Officieren die Verlossen' ( Halâskâr Zâbitân ) en in feite als de militaire arm van de Vrijheids- en Eenheidspartij ging functioneren. Ze wisten de regering tot aftreden te dwingen en politici van enig formaat een nieuwe regering te laten vormen. Deze kreeg ondanks de meerderheid van het Comité in de zomer van 1912 het vertrouwen van het parlement.
In oktober van dat jaar begon de Eerste Balkanoorlog, waarin het Turkse rijk nederlaag na nederlaag leed. Dit gaf het Comité de kans zich te hergroeperen en in januari 1913 wist het door een nieuwe staatsgreep onder leiding van het driemanschap Djemal Pasja, Talaat Pasja en Enver Pasja de nieuwe regering ten val te brengen. Er volgde een periode van dictatuur van het triumviraat van de 'Drie Pasja's', die tot het eind van de Eerste Wereldoorlog zou duren.

### Verdere uiteenvallen van het Rijk

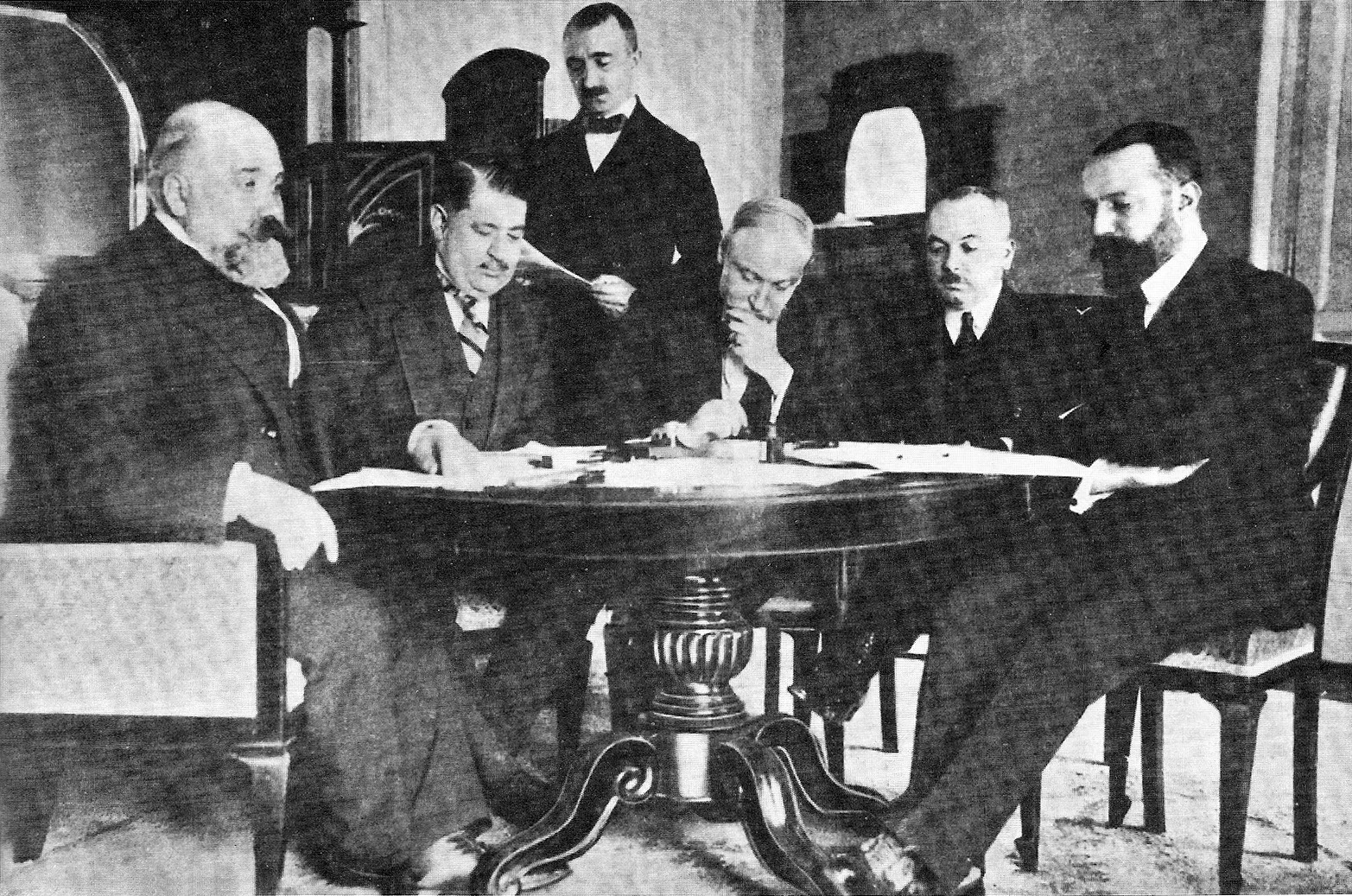
Italiaanse en Ottomaanse delegatie in Lausanne

#### Noord-Afrika
In deze periode verloor het rijk niet alleen vrijwel al het Europees grondgebied, maar ook het laatste in Noord-Afrika. Libië was het laatste deel van Noord-Afrika dat nog niet bezet was door Frankrijk of Groot-Brittannië. In september 1911 ging Italië onder het voorwendsel dat Italiaanse burgers daar bedreigd zouden worden tot actie over. Aanvankelijk was het succes van het Italiaanse leger gering. Toen echter ook de Balkanoorlog uitbrak was de Ottomaanse regering gedwongen het Verdrag van Lausanne te tekenen, dat een eind maakte aan deze Italiaans-Turkse Oorlog. Het grootste deel van het huidige Libië werd Italiaans bezit.

#### Jemen
Vanaf het midden van de negentiende eeuw was er voortdurend onrust in Jemen. De stamleiders verzetten zich tegen iedere poging tot het installeren van een vorm van centraal gezag. In 1904 brak er een opstand tegen de Ottomanen uit, die zich lang voortsleepte en ook zeer kostbaar was voor het rijk. Uiteindelijk werd in 1911 een vorm van overeenstemming bereikt, waarbij Jemen nominaal onder Ottomaans gezag bleef en de plaatselijke heerser zijn autonomie kon behouden. Jemen bleef tot het eind van het rijk daar deel van uitmaken.

#### Balkan

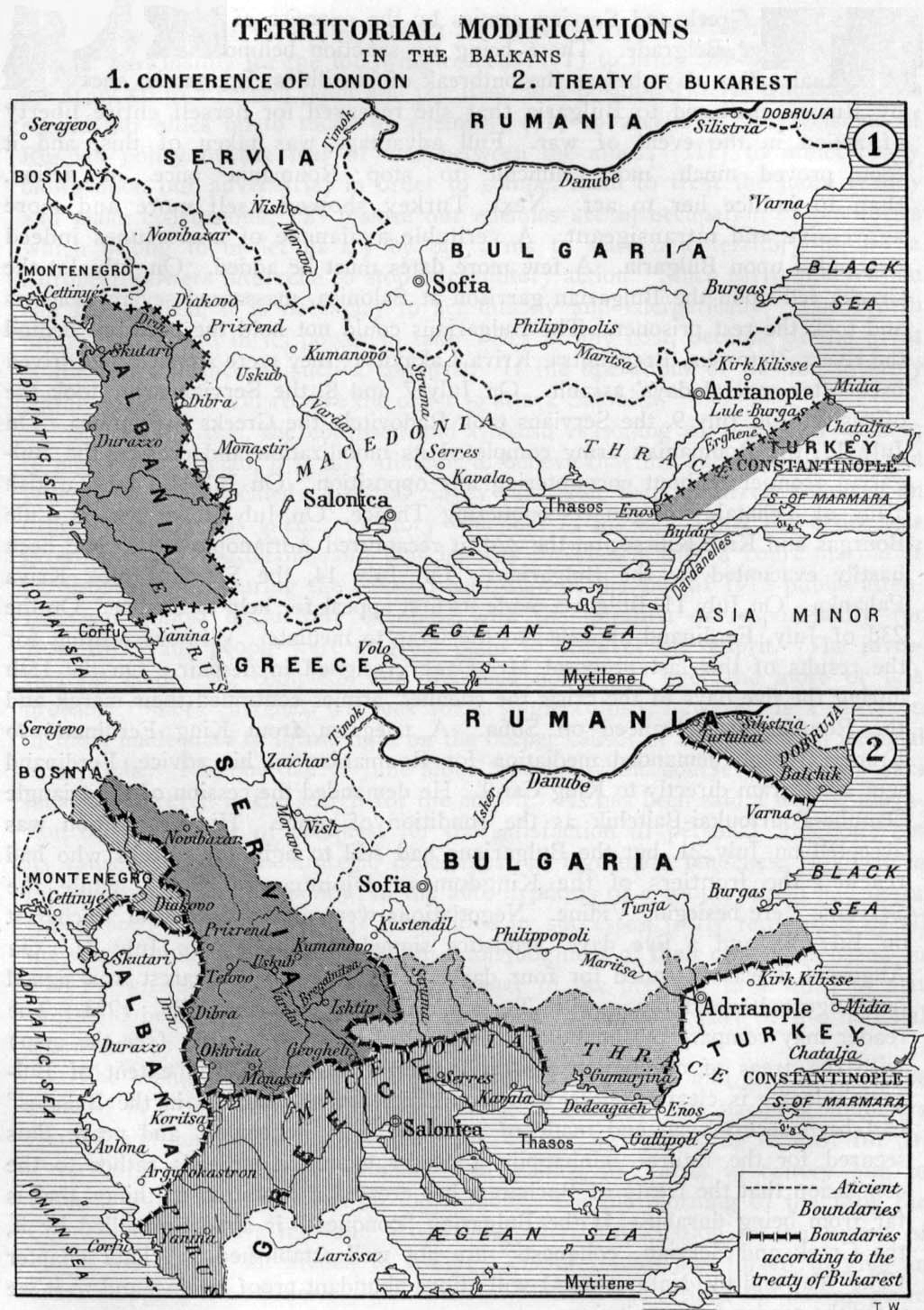
Grenzen na de Eerste en Tweede Balkanoorlog

Vanaf 1910 was er wederom sprake van opstanden in Albanië, een gebied dat gedurende de eeuwenlange Ottomaanse heerschappij overwegend islamitisch werd maar vanaf de 19e eeuw, destijds zonder succes, steeds vaker in opstand kwam tegen de Ottomanen. Problemen met de centraliserende maatregelen van de nieuwe regering en wijze van belastingheffing waren de directe aanleiding. In september 1912 werd een lijst met geëiste maatregelen gepresenteerd aan de regering in Istanboel. De regering accepteerde de meeste eisen. Een maand later brak echter de Eerste Balkanoorlog uit.
Begin oktober presenteerden Griekenland, Bulgarije, Servië en Montenegro een ultimatum aan het rijk, waarin zij vergaande veranderingen eisten in Macedonië. De Ottomaanse regering stemde met vrijwel alle eisen in, met uitzondering van het afstand doen van de soevereiniteit over het gebied. Daarop verklaarden die staten het rijk de oorlog. Begin december was de regering genoodzaakt een wapenstilstand te vragen.
De uitkomst van het verdrag van Londen was dat het rijk vrijwel al het grondgebied in Europa verloor. De spanning tussen de zegevierende Balkanstaten was na het verdrag hoog opgelopen. De meningsverschillen en conflicten inzake de gebiedsuitbreiding van Bulgarije en de verdeling van Macedonië veroorzaakten de Tweede Balkanoorlog. Het rijk nam hier op beperkte schaal aan deel en wist het oostelijk deel van Thracië met Adrianopel te heroveren. Globaal is dat identiek aan het huidige grondgebied van Turkije in Europa. Griekenland kreeg globaal de huidige grenzen en Albanië werd een onafhankelijk land.

#### Ideologische heroriëntatie
De uitkomst van de Balkanoorlogen had tot gevolg dat opnieuw grote groepen moslims het Europees gebied verlieten en zich in Oost-Thracië of Anatolië vestigden.

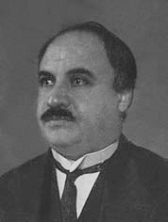
Ziya Gökalp de belangrijkste ideoloog van het Comité

Voor veel van de Jonge Turken had die uitkomst ook aangetoond dat de notie van ottomanisme, het geloof in een Ottomaanse identiteit in een multinationaal en multireligieus rijk, niet langer houdbaar was. Als zelfs de Albanezen, die zich in de zeventiende en achttiende eeuw hadden bekeerd van het christendom naar de islam tijdens de Ottomaanse heerschappij, een eigen nationaliteit en natie prefereerden boven de Ottomaanse, was die notie failliet. Binnen de samenleving waren er nog twee andere ideologieën herkenbaar. De eerste kan aangeduid worden als panislamisme dat het rijk wilde vernieuwen op basis van islamitisch gedachtegoed. De tweede kan aangeduid worden als panturkisme, dat uitging van vereniging van Turkse volkeren onder Ottomaans bestuur.
Er waren daarnaast verschillende opvattingen over de mate waarin westerse concepten dienden te worden geïmplementeerd. Die verschillen waren echter ook zichtbaar in de drie ideologische stromingen zelf. Die stromingen sloten elkaar niet geheel uit. Iemand kon zeer gelovig moslim zijn en toch het idee van osmanisme steunen. De grote meerderheid van de politiek actieve Jonge Turken waren legerofficieren of ambtenaar. Voor hen was het uiteraard logisch dat de staat de motor van de verandering diende te zijn. De groep die meer nadruk legde op particulier initiatief was veel kleiner in omvang.
Na 1913 groeide de invloed van het panturkisme. Een leidende rol werd daarbij gespeeld door Ziya Gökalp, de belangrijkste ideoloog van het Comité. In 1916 werd onderwijs in het Turks verplicht. Er kwamen vakken als Turkse geschiedenis en aardrijkskunde. In het rijk ontstonden afdelingen van Türk Ocagi (Het Turkse Haardvuur) met een eigen orgaan Türk Yurdu (Turks Vaderland) die lezingen, voorstellingen en tentoonstellingen organiseerden en een Turks nationalistische ideologie trachtten te verbreiden.

### De Eerste Wereldoorlog

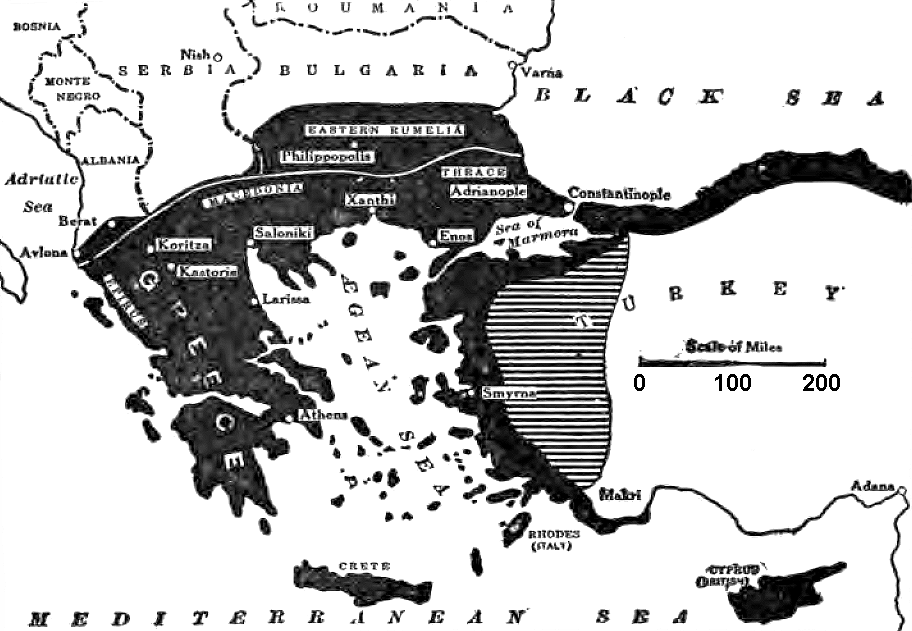
Griekse voorstellen tijdens de Vredesconferentie van Parijs in 1919 voor gebiedsuitbreiding ten koste van het Ottomaanse rijk

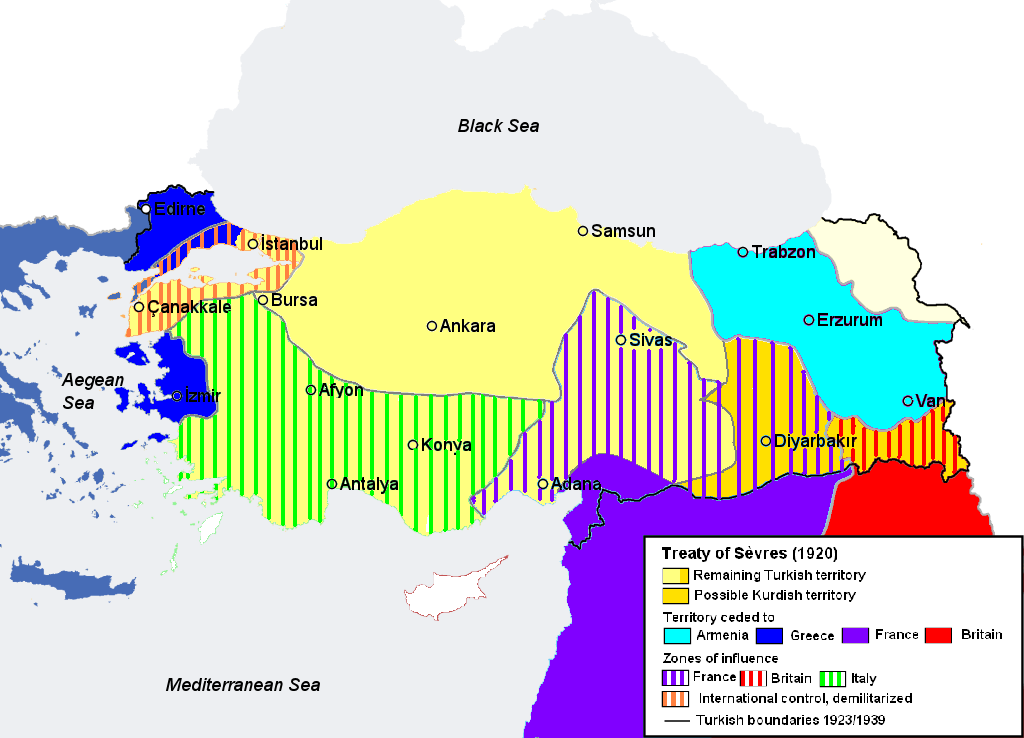
Verdeling van Turkije volgens het Verdrag van Sèvres

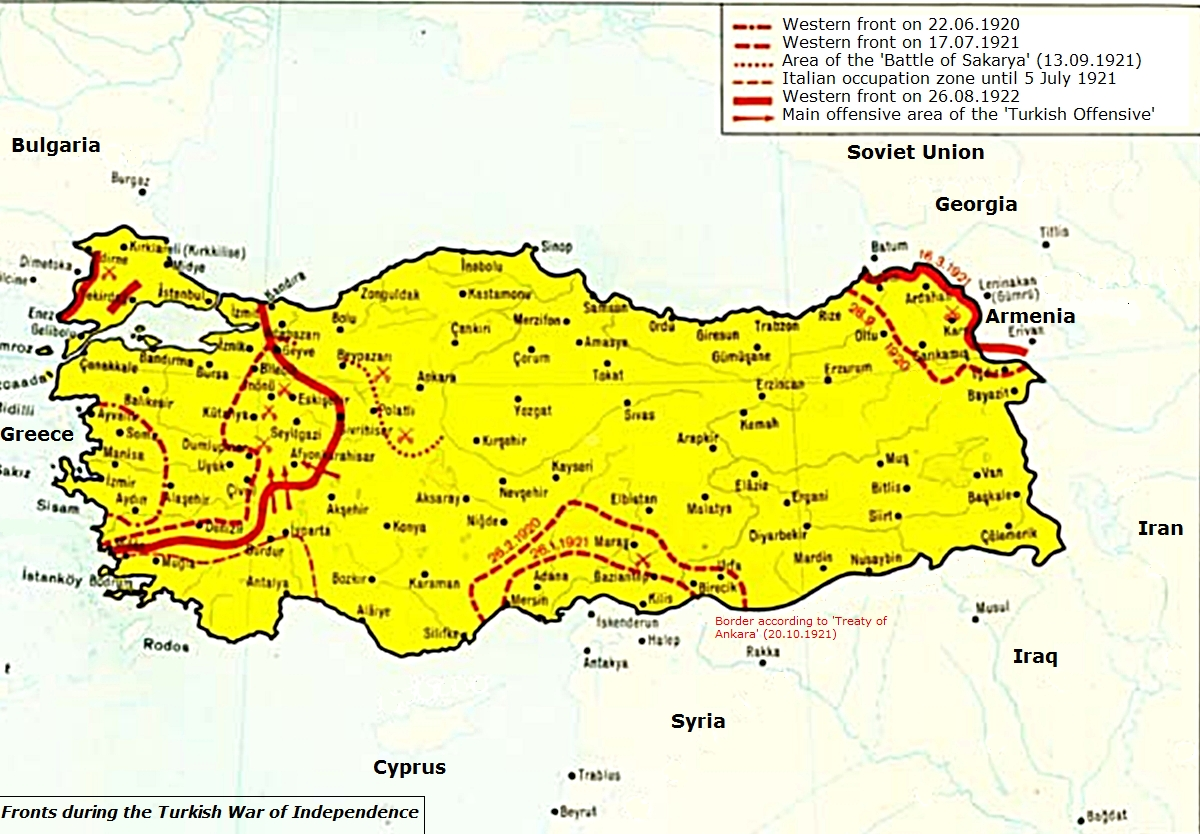
Het westelijk, oostelijk en zuidelijk front tijdens de Turkse Onafhankelijkheidsoorlog

In de Balkanoorlogen had het rijk vanuit een geïsoleerde positie moeten strijden. De prioriteit van de regering in Istanboel was te voorkomen dat dit ook tijdens een volgend groot conflict zou gebeuren. Na de moord op Frans Ferdinand van Oostenrijk op 28 juni 1914 in Sarajevo zocht de regering naar mogelijkheden voor een alliantie met een of meer grote mogendheden. Zowel de Franse als de Britse regering reageerde terughoudend. De relatie met Rusland was voor hen de belangrijkste prioriteit. Daarnaast werd verwacht dat een alliantie met enkele Balkanstaten in militair opzicht relevanter zou zijn.
Eind juli vonden dan besprekingen plaats met een Duitse delegatie. Op 2 augustus werd een – strikt geheime – overeenkomst getekend. De belangrijkste bepalingen waren: als het conflict beperkt zou blijven tot Servië en Oostenrijk zouden beide partijen neutraal blijven; in het geval van een Russisch-Duits conflict zal het rijk de zijde van de Centralen kiezen; in dat geval zou Duitsland het gebied van het Ottomaanse rijk beschermen. Enver Pasja trachtte in de maanden daarna de feitelijke oorlogsverklaring van het rijk nog uit te stellen, maar vanaf 11 november was het rijk in oorlog met Rusland, Frankrijk en Groot-Brittannië. Het voor een groot deel Duitse oorlogsplan voorzag in aanvallen van het Ottomaanse leger op het Suezkanaal en op Russisch Transkaukasië. Twee aanvallen om het Suezkanaal te veroveren in 1915 en 1916 mislukten. In januari 1916 eindigde de Slag om Gallipoli na enorme verliezen echter in een overwinning van de Ottomanen.
De strijd in het Midden-Oosten werd na enkele aanvankelijke militaire successen geheel verloren. Het rijk verloor al tijdens de oorlog vrijwel alle Arabische gebieden. De veldtocht in de Kaukasus eindigde in een fiasco. Begin 1915 begon een Russische opmars richting het oosten van Anatolië. Een aantal Armeense nationalisten zag hierin de mogelijkheid een eigen Armeense staat te stichten. Hierop besloot de regering in Istanboel de gehele Armeense gemeenschap uit het oosten van Anatolië te deporteren. Die deportatie leidde tot de Armeense Genocide.
In maart 1918 was de nieuwe Russische Socialistische Federatieve Sovjetrepubliek gedwongen het Verdrag van Brest-Litovsk te tekenen. Gebieden die het rijk bij de Russisch-Turkse Oorlog van 1877-1878 had verloren zoals Kars, Ardahan en Batoemi werden weer Ottomaans bezit. Daarna bezetten Ottomaanse troepen het gebied van de Transkaukasische Democratische Federatieve Republiek. Die republiek hield in mei 1918 op te bestaan, maar troepen van het rijk bezetten in september Bakoe en andere delen van Azerbeidzjan. Die ontwikkeling in de Kaukasus versterkte de beweging van het panturkisme en gaf een impuls aan het idee van een nieuw rijk van Turkstalige volkeren in Centraal-Azië als vervanging van de gebieden die verloren waren gegaan in Europa en het Midden-Oosten.

## Einde van het Rijk
De militaire ontwikkelingen in Europa leidden echter tot de nederlaag van de Centralen en de regering besloot tot het vragen van een wapenstilstand. Die wapenstilstand van Mudros van 31 oktober 1918 was in feite een complete capitulatie van het rijk. De macht werd overgedragen aan een nieuwe regering. De belangrijkste leiders tijdens de jaren van de oorlog, onder wie Djemal Pasja, Talaat Pasja en Enver Pasja, verlieten in het geheim het land. Istanboel werd bezet.
Op basis van afspraken tijdens de Vredesconferentie van Parijs in 1919 en in 1920 in het Verdrag van Sèvres werd het gebied van het huidige Syrië en Libanon een Frans en Irak en Palestina een Brits mandaatgebied. Het gebied van het huidige Turkije werd verdeeld. Er was sprake van een Turkse rompstaat in het noordelijke en centrale deel van Anatolië. Daarnaast een Republiek Armenië en Italiaanse, Britse en Franse mandaatgebieden.
De gebeurtenissen rondom de Griekse bezettingszone zouden de jaren daarna weer grote tragediën met zich meebrengen. Griekenland was voor zijn deelname in de wereldoorlog aan de zijde van de geallieerden gebiedsuitbreiding toegezegd ten koste van het Ottomaanse rijk. Tijdens de besprekingen in Parijs had de Griekse premier Eleftherios Venizelos daarvoor vergaande voorstellen ingediend. Uiteindelijk verkreeg Griekenland geheel Thracië, de eilanden Tenedos en Imbros en een gebied rondom de stad Smyrna in het westen van Anatolië. In mei 1919 landden de eerste Griekse troepen in İzmir.
Mustafa Kemal Atatürk en een beweging van nationalisten riepen in Ankara een Nationale Assemblee bijeen. Die bijeenkomst verwierp het gezag van de sultan en weigerde het Verdrag van Sèvres te accepteren. Dat was de aanvang van de Turkse Onafhankelijkheidsoorlog die vooral een Grieks-Turkse Oorlog was. In 1920 en de eerste maanden van 1921 slaagde het Griekse leger er in grotere delen van Anatolië te bezetten, maar de kansen keerden toen de Turken succes boekten in de Slag om Sakarya (augustus-september 1921) en in oktober verdragen wisten te sluiten met andere mogendheden: met de Sovjet-Unie het Verdrag van Kars, waarmee beide landen de kortstondige Armeense republiek onderling verdeelden, en met Frankrijk het Akkoord van Ankara. Het Verdrag van Kars was de opvolger van het al in maart gesloten Verdrag van Moskou.
Begin 1922 zagen de Britten, Italianen en Fransen in dat de bepalingen van het verdrag van Sèvres onuitvoerbaar waren en stelden een wapenstilstand voor. De Fransen en Italianen ontruimden hun mandaatgebied. Besprekingen over de wapenstilstand hadden geen resultaat en eind augustus begon de grote Turkse tegenaanval. Die leidde tot een complete Turkse militaire overwinning. Op 11 oktober werd in inmiddels gewijzigde omstandigheden wel een wapenstilstand getekend. Die kreeg een vervolg in de Vrede van Lausanne in 1923, waarbij Turkije globaal de huidige grenzen verwierf. De Nationale Assemblee had op 1 november 1922 het sultanaat afgeschaft.
Tijdens de campagnes van die jaren waren door zowel Turkse als Griekse troepen massale moordpartijen op burgers begaan. Aan het eind van de campagne vond in september 1922 de grote brand van Smyrna plaats met de dood van tienduizenden Grieken en Armeniërs als gevolg. De verantwoordelijkheid voor de brand is nooit geheel helder geworden.
Als gevolg van dit soort gebeurtenissen werd in een aparte overeenkomst in Lausanne een bevolkingsruil tussen Griekenland en Turkije overeengekomen. Ongeveer twee miljoen mensen waren hierbij betrokken. Er vertrokken ongeveer 1,3 miljoen Grieken uit Klein-Azië naar Griekenland en ongeveer 700.000 moslims vertrokken naar Turkije.

## Lijst van Ottomaanse heersers
| regeerperiode | naam                   | opmerking                                                                          |
| ------------- | ---------------------- | ---------------------------------------------------------------------------------- |
| 1299 - 1324   | Osman I Ghazi          | Bey                                                                                |
| 1324 - 1362   | Orhan I                | Bey                                                                                |
| 1362 - 1389   | Murat I                | Sultan vanaf 1383                                                                  |
| 1389 - 1401   | Bayezid I              | [ 9 ]                                                                              |
| 1401 - 1413   | Ottomaanse Interregnum |                                                                                    |
| 1413 - 1421   | Mehmet I               | [ 9 ]                                                                              |
| 1421 - 1444   | Murat II               | Eerste keer                                                                        |
| 1444 - 1446   | Mehmet II              | Eerste keer                                                                        |
| 1446-1451     | Murat II               | Tweede keer                                                                        |
| 1451 - 1481   | Mehmet II              | Tweede keer. Bijnaam "de Veroveraar", veroverde Constantinopel van de Byzantijnen. |
| 1481 - 1512   | Bayezid II             | [ 10 ]                                                                             |
| 1512 - 1520   | Selim I                | Hij zette de laatste Abbasidische kalief af en nam de titel van kalief aan.        |
| 1520 - 1566   | Süleyman I             | Bijnaam "de Grote" of de Magnifieke                                                |
| 1566 - 1574   | Selim II               | Bijnaam "Selim de Blonde" of "Selim de Dronkene"                                   |
| 1574 - 1595   | Murat III              | [ 12 ]                                                                             |
| 1595 - 1603   | Mehmet III             |                                                                                    |
| 1603 - 1617   | Ahmed I                | Bouwde de Sultan Ahmet Moskee                                                      |
| 1617 - 1618   | Mustafa I              | Eerste keer                                                                        |
| 1618 - 1622   | Osman II               |                                                                                    |
| 1622 - 1623   | Mustafa I              | Tweede keer                                                                        |
| 1623 - 1640   | Murat IV               |                                                                                    |
| 1640 - 1648   | Ibrahim I              |                                                                                    |
| 1648 - 1687   | Mehmet IV              |                                                                                    |
| 1687 - 1691   | Süleyman II            |                                                                                    |
| 1691 - 1695   | Ahmed II               |                                                                                    |
| 1695 - 1703   | Mustafa II             |                                                                                    |
| 1703 - 1730   | Ahmed III              |                                                                                    |
| 1730 - 1754   | Mahmut I               |                                                                                    |
| 1754 - 1757   | Osman III              |                                                                                    |
| 1757 - 1774   | Mustafa III            |                                                                                    |
| 1774 - 1789   | Abdülhamit I           |                                                                                    |
| 1789 - 1807   | Selim III              |                                                                                    |
| 1807 - 1808   | Mustafa IV             |                                                                                    |
| 1808 - 1839   | Mahmut II              |                                                                                    |
| 1839 - 1861   | Abdülmecit             | Kondigde het 'Decreet van de Rozentuin' af                                         |
| 1861 - 1876   | Abdülaziz              |                                                                                    |
| 1876          | Murat V                |                                                                                    |
| 1876 - 1909   | Abdülhamit II          |                                                                                    |
| 1909 - 1918   | Mehmet V               |                                                                                    |
| 1918 - 1922   | Mehmet VI              | Laatste sultan, afgezet door Atatürk                                               |
| 1922 - 1924   | Abdülmecit II          | Laatste kalief                                                                     |

## Titels
Het Ottomaanse Rijk strekte zich uit over drie continenten waardoor sterke diversiteit heerste. Daarbij was van belang vooral verzoening aan te gaan met de lokale bevolkingsgroepen, waarbij hun levenssituatie zo weinig mogelijk veranderde. Om toch als Ottomaanse heersers over het nieuwe gebied macht te doen gelden, ontstond er de situatie dat de Ottomaanse sultans over een uitgebreid arsenaal van titels beschikten. Dit arsenaal toonde een vermenging in tradities, een kruisbestuiving van historische wortels waarop het Ottomaanse Rijk is opgebouwd en een enorme diversiteit aan belangen in het oosten en westen.
Als eerste droegen ze de titel van bey, die later sultan werd. Nadat Mehmed I Constantinopel veroverd had, ging hij als legitimatie, prestige en mogelijke droom om het oude Romeinse Rijk weer in ere te herstellen de titel van Kayser i-Rūm (Keizer van Rome) dragen. Tijdens de regering van Sulayman kwam daarbij de titel van islamitische kalief als aangeduid opvolger van de laatste Abbasidische kalief in Caïro. Daarbij kwam ook nog Caesar der Caesars waarbij het zich liet uitschijnen dat hij de soeverein was van de Habsburgse keizer. Ditzelfde gold voor de titel  Chosroe der Chosroes, waarbij hij de soeverein was van het Safavidische shaj.

## Trivia
- Het Ottomaanse Rijk vormden samen met het Perzische Rijk van de Safawieden en het Mogolrijk de Buskruitrijken.